# Lecco

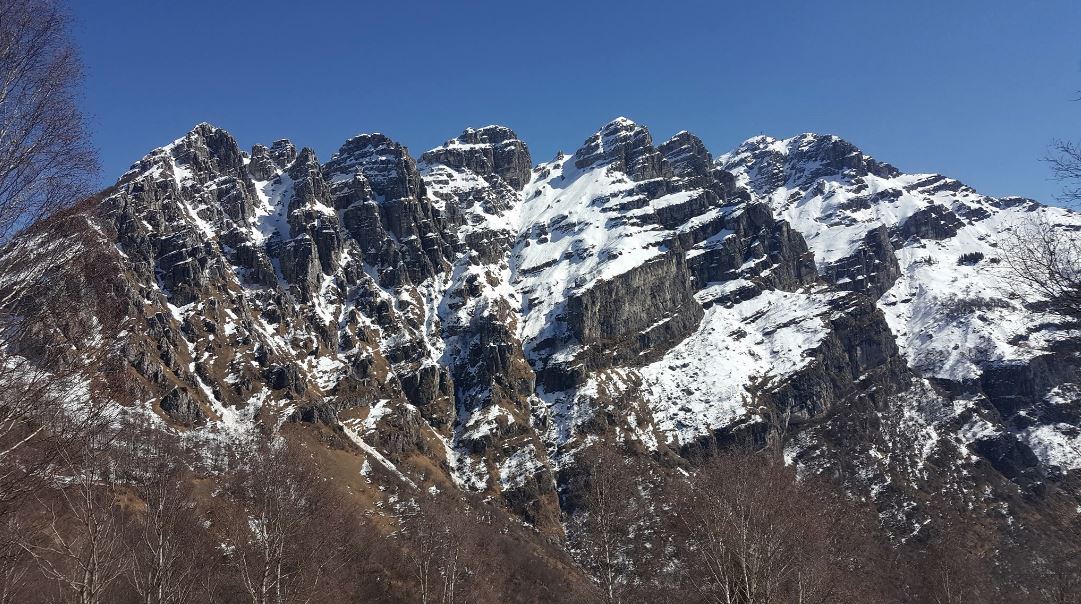
Veduta invernale del Resegone

Lecco (AFI: [ˈlekko], pronuncia locale [ˈlɛkko], , Lècch [ˈlɛkː] in dialetto lecchese  è un comune italiano di 47 299 abitanti posto sulla riva orientale del lago di Como oltre ad esserne il capoluogo della provincia omonima in Lombardia.
Con un agglomerato urbano che supera i centomila abitanti, Lecco ottenne il titolo di città il 22 giugno 1848 mentre venne elevata a capoluogo di provincia con decreto del presidente della Repubblica del 6 marzo 1992. Lecco è soprannominata "La Città Manzoniana" per essere il luogo in cui lo scrittore Alessandro Manzoni ambientò uno dei massimi capolavori della letteratura italiana con il celebre romanzo de I promessi sposi trovando ispirazione nel territorio circostante, compreso in uno dei vertici del Triangolo Lariano posto sulla riva sinistra idrografica dell'Adda, oltre ad affacciarsi sul ramo orientale del Lago di Como e stretto ad est dalle prealpi orobiche, incastonate tra il gruppo delle Grigne ed il Resegone.
Inclusa dal 2007 nell'ente della Regio Insubrica e crocevia strategico per la Valtellina e la Valsassina, Lecco assunse crescente importanza durante il Medioevo quando, a seguito della Pace di Costanza, fu annessa al Ducato di Milano che le conferì l'attuale impianto urbanistico, frutto dell'unificazione di ben dieci distinti comuni ciascuno sede di una propria parrocchia. Fu solo nella seconda metà del XIX secolo, durante il dominio austriaco, che la città attraversò un periodo particolarmente fiorente ereditando uno stile neoclassico di pregevole bellezza, testimoniato dalla presenza di portici coperti ed eleganti palazzi nobiliari. Dopo l'Unità d'Italia Lecco si affermò come uno dei primi centri industriali d'Italia grazie allo sviluppo delle industrie siderurgiche, già attive nel XII secolo, che le conferirono l'appellativo di città del ferro, completando il suo processo di crescita nel 1995 quando ci furono le prime elezioni provinciali. Nell'epoca contemporanea, è stato soprattutto il turismo, legato alla letteratura, allo sport e alla natura del territorio lacustre e montano a primeggiare costantemente nella prosperità dell'economia locale, confermato nel 2013 a seguito del riconoscimento come Città alpina dell'anno, e progredita ulteriormente in conseguenza dell'apertura, nello stesso anno, del campus universitario del Politecnico di Milano.

## Geografia fisica
(Alessandro Manzoni, I promessi sposi, capitolo I, 1840)

### Territorio
Il territorio comunale si estende per una superficie di circa 45,93 km², di cui 11,75 km² corrispondono all'estensione della porzione urbanizzata, che si sviluppa in prevalenza su depositi di conoide alluvionale e nei fondovalle delle incisioni torrentizie. Lecco sorge in una conca delimitata dalle Prealpi a est e dal Lario a ovest, più precisamente nel suo tratto terminale del ramo orientale, nel punto in cui finisce e l'Adda riprende il suo corso per poi riallargarsi nel lago di Garlate. Il territorio cittadino è solcato da tre torrenti principali, il Gerenzone, il Caldone e il Bione. Le montagne che circondano la conca naturale dove è situata la cittadina sono le seguenti: a nord il monte Coltignone e il San Martino, a est il monte Due Mani, il Pizzo d'Erna e il Resegone, a sud il Magnodeno. A ovest, sulla riva destra dell'Adda si trova il Monte Barro. Sull'Adda, nei pressi del Ponte Azzone Visconti, si trova la piccola Isola Viscontea.
Il territorio comunale ha una distribuzione altimetrica molto variabile: essa varia dai 198 metri s.l.m. nella zona lacustre, sino alla quota massima di 1875 metri s.l.m. del monte Resegone. Ciò offre alla città tre differenti aree contraddistinte da diverse caratteristiche morfologiche e climatiche, dovute alla presenza di rilievi montuosi, del lago e di una terza area intermedia tra la fascia montana e quella lacustre.
Morfologicamente il territorio lecchese è il risultato delle numerose glaciazioni che hanno colpito il pianeta, condizione ben evidente nell'aspetto delle montagne circostanti, una su tutte la Grigna, che mostrano tutte le caratteristiche dell'escavazione glaciale.

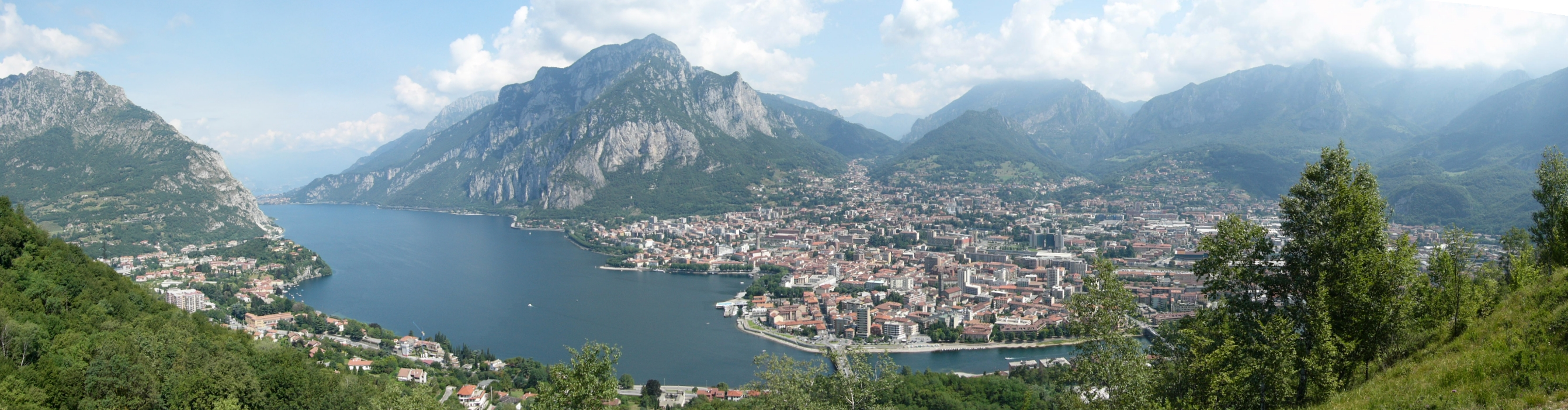
Vista di Lecco dal Monte Barro, da sinistra si vedono: il Moregallo, il Lario, il Monte San Martino e la città di Lecco

### Idrografia
L'idrografia lecchese costituisce circa il 16% del territorio comunale ed è composta principalmente dal tratto del fiume Adda in uscita dal ramo orientale del Lario. Vi scorrono inoltre una serie di torrenti, con relativi affluenti, che hanno origine nella fascia montuosa che sovrasta la città. Essi sono interessati da un regime di portata molto variabile a seconda delle precipitazioni e della stagionalità con diffusi fenomeni franosi e quindi soggetti a particolare erosione del corso; presentano un itinerario relativamente breve e, con uno scorrimento prevalentemente da nord-est a sud-ovest, sfociano tutti nel golfo di Lecco o nel Lago di Garlate.
Da nord a sud si snoda il torrente Val Cascee; il torrente Gerenzone, che scorre per poco più di 4 km il quale, per molti anni, dette da vivere agli abitanti del luogo che, grazie ai suoi sfioratori e al suo ripido corso, convogliavano l'acqua in tratti di rogge e a cascatelle utili al lavaggio e al pescaggio delle ruote dei magli, i quali, man mano coprivano l'intero corso del torrente facendo sorgere sulle sue rive fabbriche metallifere e facendo sviluppare al contempo i quartieri alti di Lecco tra cui Malavedo e Laorca, in passato considerata la vera patria dei lavoranti del ferro, quei ferascét o tirabagia che sono la fama della città; riceve nel suo breve percorso i torrenti Valle Calolden, Val di Streciura, il Val Pozza e il Valle Spesseda; il torrente Val Nera. Più a sud scorre il torrente Caldone che si sviluppa per circa 7,5 km. Esso possiede quattro affluenti: il Varigione, il Valle del Pieno, il Val Boazzo e il Grigna tutti immissari nel Lago di Lecco. A partire dal 1965 fu quasi interamente coperto per creare un viale di circonvallazione. Nel lago di Garlate, invece, sfociano il Bione che, con il suo affluente Valle Comera, percorre il suo tragitto per 4 km; il torrente Tuf; il torrente Cif con il suo affluente Valle Ibraula; il torrente Valle di Culigo, il Merla e il Roggia Fornace Lansera. Nel tratto sud-orientale scorre per un certo tratto il torrente Valle Galaveso.

### Orografia
La conca nella quale giace Lecco è circoscritta, a nord, a est e a sud-est, da una catena montuosa di notevole altezza, calcarea e dolomitica, dominata dal Resegone e dal gruppo delle Grigne mentre a ovest è delimitata dai rilievi collinosi della Brianza nord-orientale che culminano nel monte Barro (922 m). Lecco è più propriamente così delimitata: a nord si innalza il massiccio del monte Coltignone (1479 m), prevalentemente di calcare e dolomia di Esino, porgendo direttamente sulla conca cime meno elevate, come il monte San Martino (1090 m) e la ripida parete del Corno Medale (1029 m) che sovrasta imponente il rione di Laorca oltre il quale si trovano il monte Melma (914 m) e il monte Due Mani (1666 m). Ad est il gruppo del Resegone, che, con i suoi 1875 metri s.l.m., domina la città caratterizzando il paesaggio lombardo sin da Milano. È così chiamato a causa dei suoi molteplici denti rocciosi che, visti dall'abitato, lo fanno assomigliare a una sega di gigantesche dimensioni; domina imponente con le sue propaggini, che sono i Piani d'Erna (1375 m) e il Pian Serada. A sud-est, oltre Maggianico, la maggiore elevazione è rappresentata dal Magnodeno (1241 m). Ad ovest si elevano i rilievi collinari estremi della Brianza nord-orientale, tra cui spicca il monte Barro nel quale è stato costituito l'omonimo parco regionale a tutela della flora e fauna che custodisce.

### Flora e fauna
La posizione geografica favorevole e il conseguente clima mite ha permesso lo sviluppo sulle sponde del Lago di una lussureggiante vegetazione e dalla presenza di numerose varietà di piante, arbusti e fiori che normalmente crescono in regioni molto più meridionali. Nelle aree montuose si trovano numerose zone boschive di cui le più abbondanti sono le foreste ad aghifoglie nelle quali si possono ammirare fiori rari come le genziane. Le montagne circostanti, a parte sulle pendici, si presentano piuttosto spoglie con zone estese di prati adatti al pascolo. Nei parchi circostanti il fiume Adda la vegetazione è molto ricca di latifoglie tra cui platani, querce, pioppi, betulle, aceri e salici.
Dal punto di vista faunistico il territorio lacustre presenta una grande varietà di specie ittiche tra cui trote, lucci, alborelle, cavedani, agoni e persici oltre ad anfibi quali la raganella e la rana verde mentre le specie di uccelli che popolano l'area, molte delle quali considerate specie protette, sono le anatre tuffatrici, anatre di superficie, cigni, germani reali, cormorani, gabbiani e aironi. La fauna delle valli e delle vette circostanti, invece, sono popolate da cinghiali, caprioli, volpi, lepri e cervi, mentre i cieli sono spesso sorvolati da falchi, poiane e gufi.

### Sismologia
Dal punto di vista sismico la città di Lecco presenta un rischio molto basso e distribuito in modo uniforme sul territorio. Il comune è stato infatti classificato come zona 3 (sismicità medio bassa) dalla protezione civile nazionale. Le località epicentrali per gli eventi che hanno prodotto i maggiori risentimenti/danni (osservazioni macrosismiche) provengono da zone appartenenti alle province vicine, corrispondenti al Bresciano, al Bergamasco e, soprattutto, all'Appennino emiliano-romagnolo.
L'Istituto Nazionale di Geofisica e Vulcanologia ha registrato comunque nel database macrosismico italiano del 2004 una serie di eventi piuttosto sporadici sul territorio nell'arco temporale di circa 110 anni dal 1884 al 1995. Nello specifico sono ben 17 gli eventi tellurici fra i quali spicca il terremoto del 24 aprile 1918 di magnitudo 5,07 che ebbe come epicentro la bassa val Brembana. Altri tre episodi hanno invece avuto come epicentro proprio il territorio lecchese e sono riportati dalla letteratura; essi sono risalenti al 1887 (raccontato dal libro di Giuseppe Mercalli: Il terremoto di Lecco del 20 maggio 1887), al 5 marzo 1894 (raccontato nel libro di Mario Baratta: Il terremoto di Lecco del 5 marzo 1894) e al 1695 (raccontato sempre da Mario Baratta nel 1901 nel suo saggio di storia e geografia sismica: I terremoti d'Italia). L'ultimo evento registrato nel capoluogo e in tutta la provincia risale al 18 dicembre 2021 alle ore 11:34 con un sisma di magnitudo 4,4 della scala Richter che ha avuto come epicentro il paese di Bonate Sotto situato a soli 20 km di distanza da Lecco.

### Clima

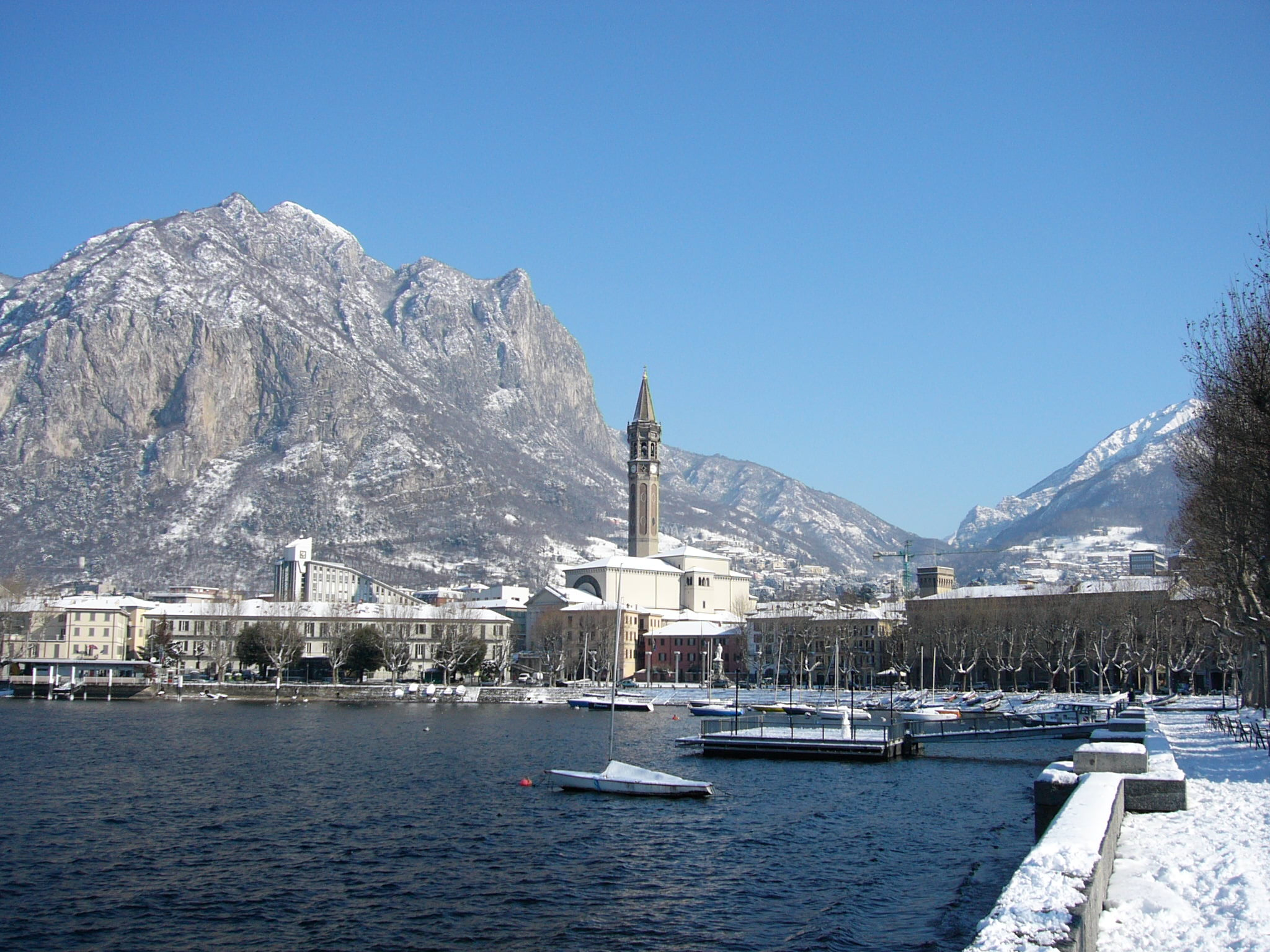
Panorama del centro storico in inverno

Il territorio di Lecco risulta ben riparato dalle catene montuose, e dal punto di vista climatico, gode dei benefici influssi delle acque del lago e del soffio del Tivano che spira dalla Valtellina da nord-est tutto l'anno nelle prime ore del mattino, dalle 6 alle 10. La sua totale assenza indica l'avvicinarsi del brutto tempo. La Breva, è un altro noto vento che soffia da sud nelle prime ore pomeridiane, generalmente fra le 10 e le 18. Questi due venti in passato venivano sfruttati per la pesca e la navigazione: i barcaioli discendevano verso sud nelle prime ore del mattino e risalivano le acque del Lario nelle ore pomeridiane.
Nell'insieme la città gode di un clima continentale, solitamente accompagnato da un alto tasso di umidità, mitigato appunto dai suoi venti presentando inverni non particolarmente rigidi ed estati piuttosto gradevoli fermo restando che nel territorio comunale si registrano notevoli differenze termiche nei valori minimi tra i quartieri, sia per l'altitudine sia per l'esposizione o meno alle brezze del lago. Dalle valli che sboccano sul lago soffiano all'improvviso le varie montive, brezze che nelle giornate estive attenuano gradevolmente la calura ma, durante i temporali possono essere anche molto violenti e forti. Altro vento poco noto ma assai violento, con raffiche intorno ai 40-60 km/h, è il Ventone che soffia dalla Valchiavenna all'improvviso solitamente in primavera. Quasi inesistente in città la nebbia che caratterizza invece la vicina pianura padana, già in parte presente oltre le colline della Brianza in alcune occasioni.
La piovosità è abbastanza elevata con una media annua di circa 1500 mm e presenta un'importante esposizione a fenomeni di tipo temporalesco. La neve è abbastanza frequente, seppur discontinua a seconda degli inverni, con valori di nevosità media annua che si differenzia molto procedendo verso le località site in collina come Bonacina, Malavedo e Laorca. Le ultime grandi nevicate risalgono al 14 dicembre 2012, al 17 dicembre 2010, al 21-22 dicembre 2009, al 2 febbraio e 6-7 gennaio 2009, al 26, 27 e 28 gennaio 2006 e al 18 gennaio 2005; piuttosto rilevante la nevicata che ha interessato buona parte della regione tra la fine di gennaio e l'inizio di febbraio 2012, non per la quantità ma per il manto nevoso rimasto al suolo a lungo a causa delle bassissime temperature registrate (con valori minimi sino a −15 °C nella Brianza e Valsassina e valori massimi sotto lo zero anche in centro per circa una settimana). La dolcezza del clima e la buona esposizione al sole in passato favorì l'agricoltura, infatti vi si produceva olio e vino ed erano molto apprezzati fichi, noci, noccioli e castagne.
| Lecco                              | Mesi    | Mesi    | Mesi    | Mesi    | Mesi    | Mesi    | Mesi    | Mesi    | Mesi    | Mesi    | Mesi    | Mesi    | Stagioni | Stagioni | Stagioni | Stagioni | Anno  |
| Lecco                              | Gen     | Feb     | Mar     | Apr     | Mag     | Giu     | Lug     | Ago     | Set     | Ott     | Nov     | Dic     | Inv      | Pri      | Est      | Aut      | Anno  |
| ---------------------------------- | ------- | ------- | ------- | ------- | ------- | ------- | ------- | ------- | ------- | ------- | ------- | ------- | -------- | -------- | -------- | -------- | ----- |
| T. max. media (°C)                 | 6       | 8       | 12      | 16      | 21      | 25      | 28      | 27      | 23      | 18      | 11      | 6       | 6,7      | 16,3     | 26,7     | 17,3     | 16,8  |
| T. min. media (°C)                 | −2      | 0       | 3       | 7       | 11      | 14      | 17      | 17      | 14      | 9       | 4       | −1      | −1       | 7        | 16       | 9        | 7,8   |
| Precipitazioni (mm)                | 71      | 64      | 83      | 89      | 127     | 113     | 110     | 129     | 94      | 109     | 111     | 56      | 191      | 299      | 352      | 314      | 1 156 |
| Giorni di pioggia                  | 6       | 6       | 8       | 9       | 12      | 10      | 7       | 9       | 7       | 7       | 8       | 6       | 18       | 29       | 26       | 22       | 95    |
| Eliofania assoluta (ore al giorno) | 3,4     | 3,8     | 4,7     | 5,5     | 5,5     | 6,8     | 7,9     | 7,1     | 5,7     | 4,6     | 3,0     | 3,1     | 3,4      | 5,2      | 7,3      | 4,4      | 5,1   |
| Vento (direzione-m/s)              | NNE 5,1 | NNE 4,3 | NNE 4,5 | NNE 4,3 | NNE 5,9 | NNE 5,2 | NNE 5,5 | NNE 5,4 | NNE 6,1 | NNE 4,8 | NNE 5,3 | NNE 5,6 | 5,0      | 4,9      | 5,4      | 5,4      | 5,2   |

## Etimologia del toponimo
L'origine del toponimo Lecco non è certa ma probabilmente è di provenienza celtica che si collega a Lech o Loch e cioè lago, come ancora oggi in numerosi dialetti e toponimi di tale derivazione (in Irlanda, Scozia, Galles, Bretagna e Galizia, ma anche all'estremo opposto delle acque del Lario, dove si trova Samolaco). Di fatto poco prima dell'anno 1000 a.C. alcune popolazioni di Galli e Celti emigrarono nel territorio lecchese per motivi di commercio. Leucos fu il nome dato dai Galli che abitarono queste zone sino all'epoca romana i quali trasformarono la denominazione in Leucum intorno al 200 a.C. sotto il dominio di Giulio Cesare. Questo tende a escludere l'ipotesi avanzata dagli storici che hanno individuato in Lecco la città romana fondata nel 95 a.C. da Licinio Crasso nell'area lariana con il nome di Leucera. Altre teorie fanno risalire l'etimologia dal greco leukos (bianco), probabilmente a causa delle bellissime rocce calcaree bianche; dal latino lucus (bosco) e/o lacus (lago). Altre illazioni riportano a una derivazione dall'antico indiano lokas (paese) o dal lituano laukas (campo aperto). Tuttavia l'esistenza della città è stata documentata per la prima volta nell'845, con la comparsa di un documento dal nome Leuco.

## Storia

### Epoca celtica e romana
Scavi del 1988 dei Musei civici di Lecco, hanno portato alla scoperta di un villaggio della Cultura di Golasecca (prima Età del Ferro) alla Rocca di Chiuso. L'orizzonte cronologico va dal X secolo a.C. al  IV secolo d. C. Infatti l'insediamento dei Celti golasecchiani nella zona precede di oltre 4 secoli l'arrivo dei Celti La Tène da oltralpe e numerosi ritrovamenti archeologici testimoniano la presenza della cultura di Golasecca e di La Tène nella zona (Olate e Valsassina). Nel 2005 ai Piani d'Erna altri scavi dei Musei Civici di Lecco e dell'Università di Bergamo hanno portato alla luce il più antico sito di produzione metallurgica dell'intero arco alpino (II secolo a.C. - I secolo d. C.). I resti di forni fusori e di scorie di lavorazione comprovano che questa attività, che sarà poi per duemila anni tradizionale per Lecco, era allora già fiorente. Anche la principale arteria militare proveniente da Aquileia, attraverso Bergamo, diretta a Como, non transitava da Lecco ma più a sud, sul ponte romano di Olginate. Il castrum del colle di Santo Stefano, individuato da Bognetti, e sul quale condusse i primi scavi archeologici il padre di Alessandro Manzoni, Pietro, risale al periodo Tardoantico-Altomedivale e faceva parte delle possenti fortificazioni del Limes, poste a difesa di Mediolanum, che circondavano tutto il Lario orientale dal Monte Barro al Lavello. Da Lecco passava anche la via Spluga, strada romana che collegava Milano con il passo dello Spluga.

### Il Medioevo

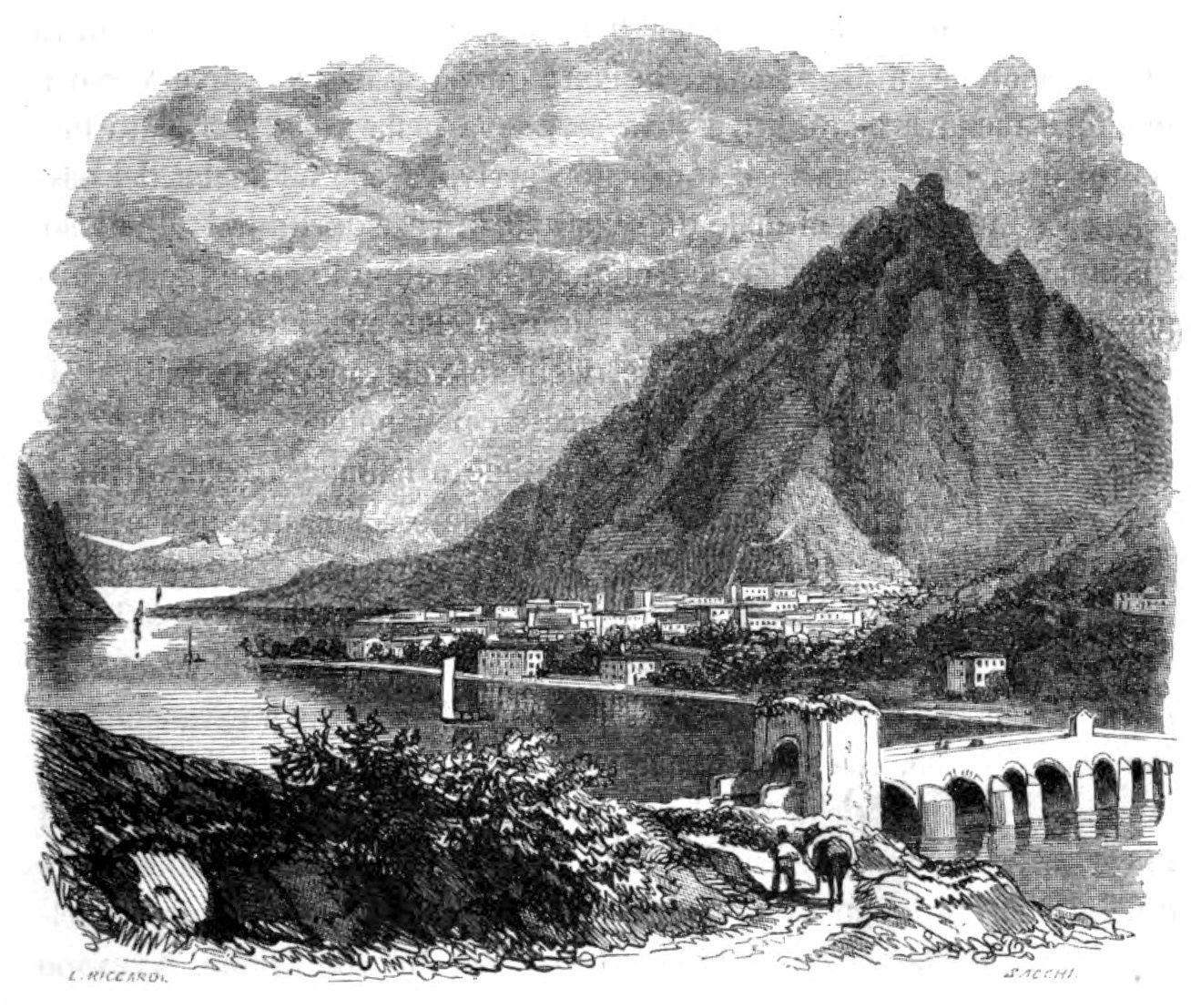
Panorama del '600 di Lecco con l'originario Ponte Azzone Visconti

Durante l'alto medioevo la zona dei dintorni di Lecco acquista una notevole importanza militare. Punto nodale di diverse vie che mettevano in comunicazione l'attuale Lombardia con i territori d'Oltralpe, la regione diviene teatro di scontri e decisive battaglie, come è dimostrato dall'improvvisa scomparsa dell'importante fortificazione dei Goti sul Monte Barro, dove gli scavi archeologici hanno messo in luce i resti di un castello del VI secolo, del quale sono stati riconosciuti un'area abitata ai Piani di Barra e un sistema difensivo tra l'Eremo e il versante sud-orientale del monte. Il sistema fortificato di Lecco (Castrum Leuci) diventa sede, con i Carolingi, di un importante Comitato affidato alla famiglia degli Attonidi. Nel 960 l'ultimo di questi conti fu privato del potere dall'imperatore Ottone I e Lecco fu sottoposta alla signoria dell'Arcivescovo di Milano. La signoria arcivescovile su tutte le terre orientali del Lario durò per molti secoli.
Per tutto il medioevo e in larga misura per l'Età Moderna il nome di Lecco non indica un particolare centro abitato, ma comprende tutta la zona tra il lago e la Valsassina. Lecco era un abitato policentrico, in cui i vari rioni erano strettamente interdipendenti, ognuno con una specializzazione funzionale ed economica. In quel periodo in Lombardia la civitas (città) definiva solo i centri sedi di diocesi mentre i borgus (borghi) erano costituiti da realtà para-urbane di una certa importanza ma non sede vescovile così come accadde per Monza e Varese tutti riuniti sotto l'arcidiocesi di Milano. L'imporsi del termine burgus viene così a coincidere con un profondo cambiamento della struttura socioeconomica urbana, conseguente all'affermazione del regime comunale e allo sviluppo di un'attività economica su scala preindustriale.

### Il periodo Comunale e visconteo

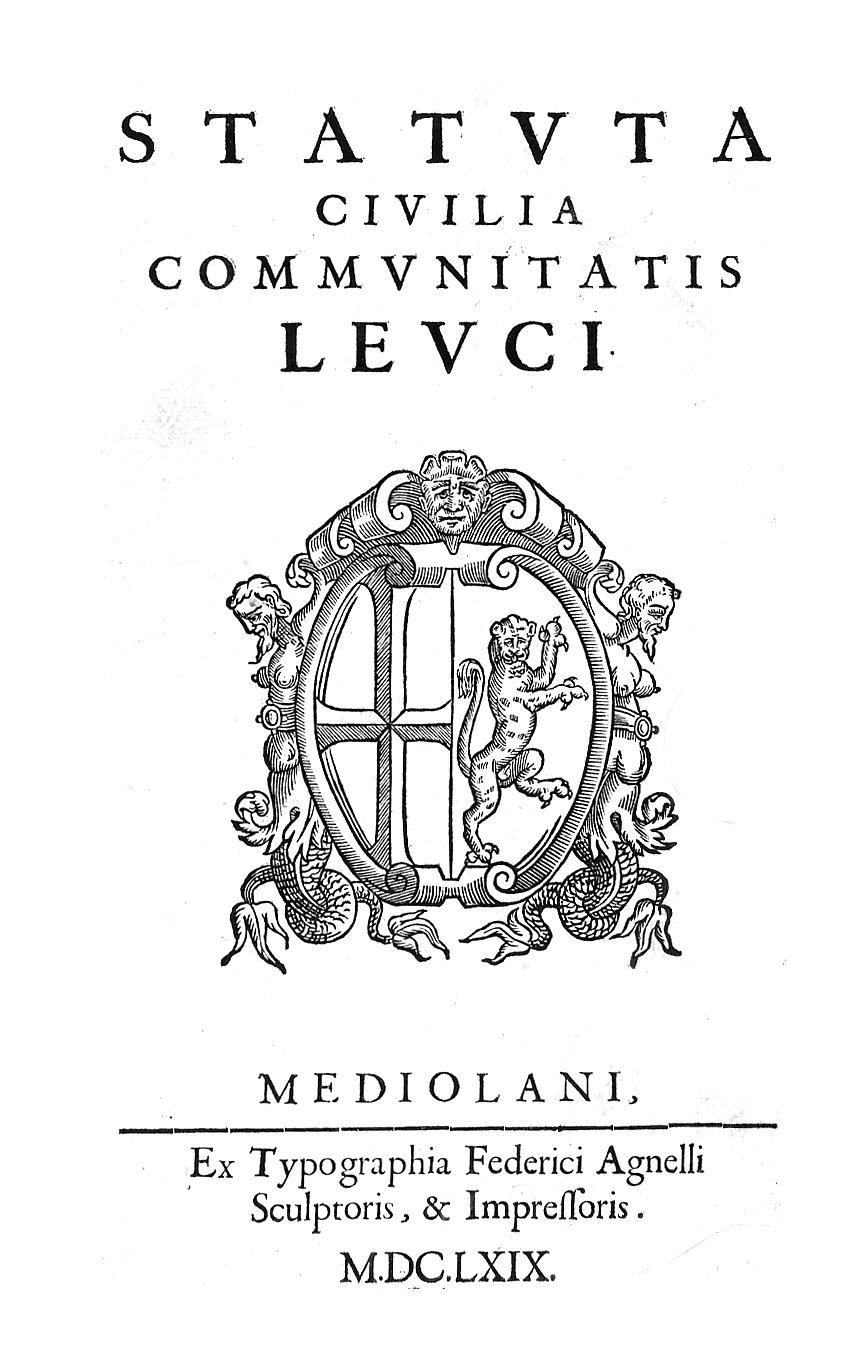
Versione a stampa degli Statuti di Lecco del 1669

Nel 1117 scoppiò una lunga guerra, durata 10 anni, che vide contrapposti molti paesi dei laghi di Como e di Lugano contro Milano, di cui Lecco era alleata. I lecchesi presero parte allo scontro e nel marzo del 1125, con una flotta, assediarono Como via lago, mentre i Milanesi la bloccavano via terra. Como dovette capitolare e i vincitori la diedero alle fiamme. I rapporti con Milano rimasero però sempre tesi e, a causa di una situazione scaturita da motivi politici ed economici per la disparità nella tassazione, si arrivò alle armi. Dopo alterne vicende si raggiunse la pace nel 1219 e, nel 1224, si ottenne il riconoscimento di alcuni diritti dei lecchesi.
Nel tentativo di affrancarsi dal dominio milanese, durante la contrapposizione tra Milano e l'imperatore Federico II - nipote del Barbarossa - Lecco sostenne quest'ultimo, ma alla sua morte i milanesi attaccarono il castello che sorgeva sulla collina di S. Stefano e nel 1250 lo rasero al suolo. Successivamente Lecco rimase coinvolta nelle lotte tra le potenti famiglie milanesi dei Visconti e dei Torriani, questi ultimi proprietari dei territori valsassinesi. Le lotte portarono Matteo I Visconti a distruggere il borgo dando ordine che non risorgesse mai più (1296). Nonostante la distruzione Lecco venne però ricostruita e successivamente riconquistata da Azzone Visconti. Questi fece edificare il ponte tuttora esistente che da lui ha preso il nome e, considerando l'importanza strategica della zona posta al confine con la Repubblica di Venezia, ne fortificò il borgo. Per tutto il periodo la Comunità Generale di Lecco, che comprendeva tutto l'attuale territorio comunale si eresse a libero Comune con propri Statuti e, fino al 1757, fu de facto un piccolo Stato autonomo (con un proprio diritto civile e penale), ma inserito nel più grande Ducato di Milano.

### La dominazione spagnola
(Alessandro Manzoni, I promessi sposi, capitolo I, 1840)

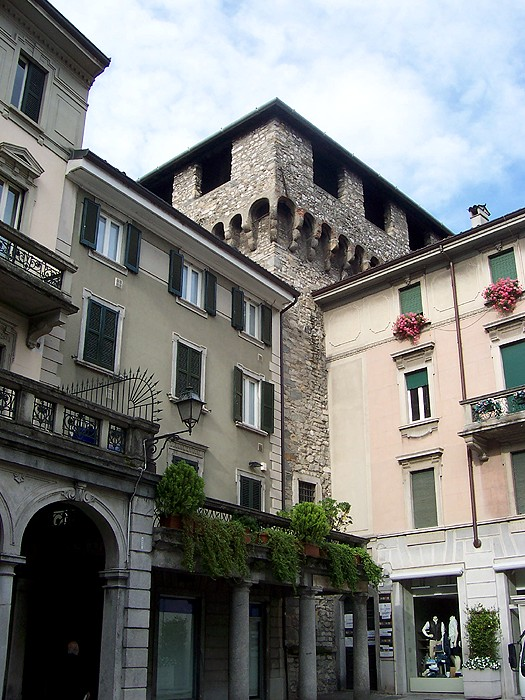
La Torre Viscontea, tra i pochi reperti delle fortificazioni anticamente esistenti

Con la caduta del Ducato di Milano, Lecco passò alla Spagna e, sotto Carlo V, venne trasformata in una piazzaforte militare. In questo tormentato periodo si colloca la figura di Gian Giacomo Medici, detto il Medeghino, signore di Musso, un capitano di ventura che dominò la scena lombarda dapprima con azioni piratesche e, successivamente, con una disinvolta e machiavellica condotta politica. Gian Giacomo Medici ottenne il dominio di Lecco, della Valsassina e di parte della Brianza; dominio che perse quando, momentaneamente, questi territori tornarono sotto Francesco Sforza duca di Milano. Il Medeghino passò quindi agli ordini del re di Spagna Carlo V d'Asburgo, facendosi onore come condottiero dell'esercito imperiale. Di fatto in questo periodo il potere rimase nelle mani del Patriziato Milanese, secondo la tradizionale politica spagnola che mantenne l'autonomia dei vari Paesi dipendenti dalla Corona di Spagna. L'attività siderurgica continuò a fiorire, anche per l'azione di numerosi mercanti-imprenditori lecchesi, il principale dei quali fu Giacomo Maria Manzoni, il quadrisavolo del romanziere. In questo periodo si soffrì, come in tutto il milanese, di pestilenze e carestie, che il Manzoni ha mirabilmente descritto ne I promessi sposi. Nel 1714 la Lombardia passò agli Asburgo d'Austria e Maria Teresa pose Lecco a capo delle Pievi di Bellano, Mandello, Varenna, Vedeseta e Valsassina.

### La dominazione austriaca e napoleonica
(Alessandro Manzoni, I promessi sposi, capitolo I, 1840)
Nel 1784 Giuseppe II d'Asburgo-Lorena visita la città e decide la definitiva soppressione della cinta muraria.
Con la discesa di Napoleone Bonaparte e la nascita nel 1797 della Repubblica Cisalpina, la Riviera di Lecco si trova a far parte dell'effimero dipartimento della Montagna (del quale Lecco ne fu il capoluogo). Nel 1799 un reparto dell'esercito austro-russo di Suvorov al comando del principe Pëtr Ivanovič Bagration si scontra a Lecco con i francesi e li sconfigge. La battaglia apre agli austro-russi le porte di Milano che cadde in loro possesso. L'anno successivo, con il ritorno di Napoleone si ha la Seconda Battaglia di Lecco che è vinta, questa volta, dai francesi. La città è incorporata prima nel Dipartimento del Lario con capoluogo a Como, e poi in quello del Serio con capoluogo a Bergamo.
Nel 1814, dopo la definitiva sconfitta di Napoleone, l'esercito austriaco riprende possesso della regione, sopprime ogni istituzione francese, riporta stabilmente Lecco nel territorio della provincia di Como nel 1816 (da cui si renderà indipendente solo nel 1995) e suddivide definitivamente la città in tanti piccoli Comuni (che verranno riaccorpati solo nel 1923).
Il periodo del Regno Lombardo-Veneto ha comportato effetti positivi nella storia di Lecco: in questi anni si collocano numerosi interventi di ammodernamento e sviluppo del territorio, come l'introduzione di una burocrazia efficiente, l'incremento del catasto, introdotto già da Giuseppe II, e lo sviluppo industriale che portarono a un diffuso benessere; l'industria serica, tradizionale nell'area, venne meccanizzata con l'uso del vapore e crebbe impetuosamente la tradizionale lavorazione del ferro, dando vita a grandi Industrie meccaniche come la Badoni che dominarono il mercato italiano anche per tutto il XX secolo. Negli anni trenta dell'Ottocento era attivo in città un centro di reclutamento per gli svizzeri che intendevano arruolarsi nelle guardie pontificie.

### Dal Risorgimento al dopoguerra

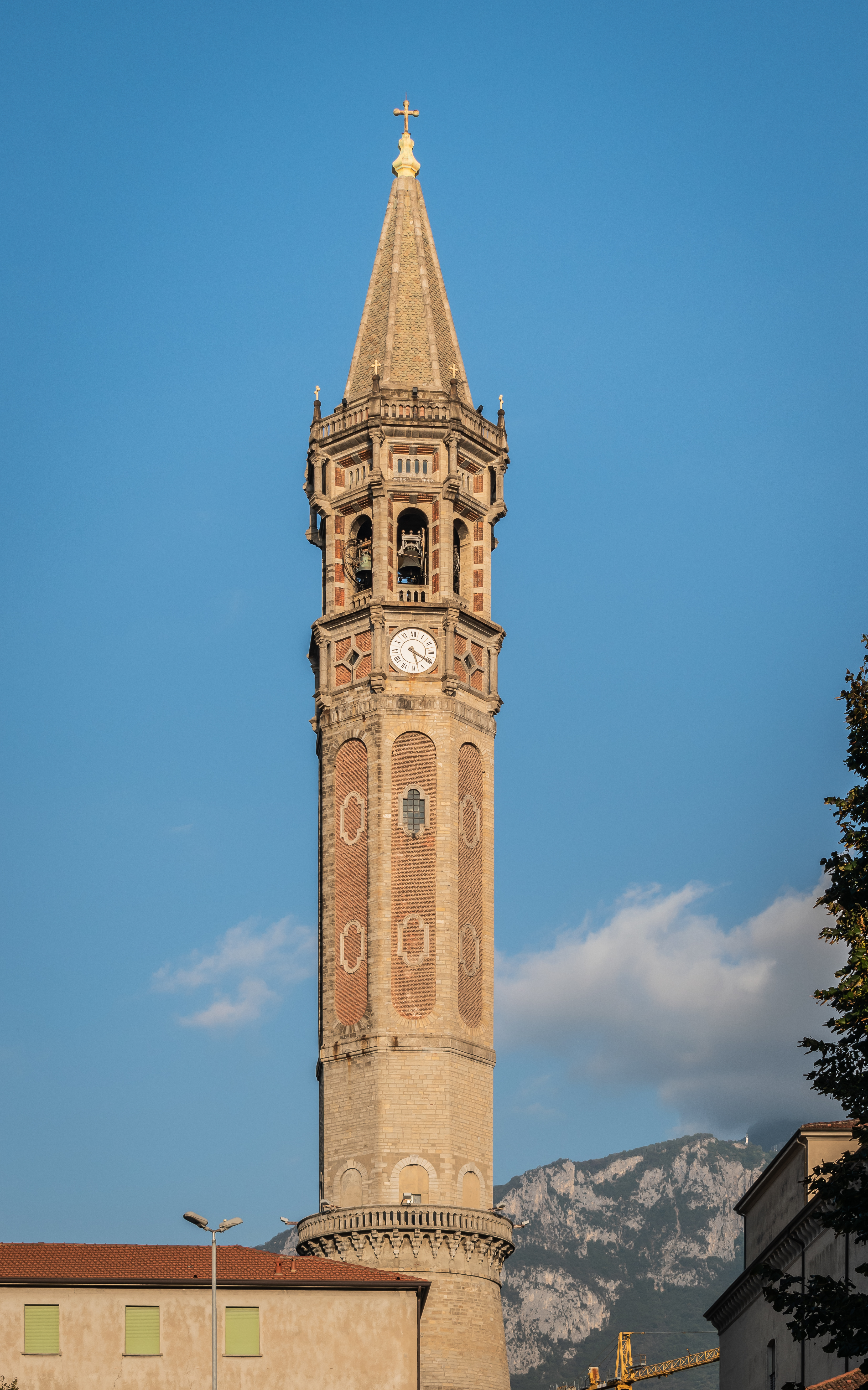
Il Campanile di San Nicolò, detto "Il Matitone" è il simbolo della città e fu inaugurato nel 1904

La prima meta del XIX secolo portò Lecco ad essere uno dei cuori pulsanti della cultura italiana: gli Scapigliati, famoso gruppo di letterati milanesi fecero di Maggianico uno dei loro luoghi di ritrovo preferiti. Il fermento culturale del periodo era associato anche al fermento politico, e Lecco con i suoi abitanti ebbero un ruolo molto importante nel Risorgimento lombardo. Alla notizia dell'insurrezione milanese contro l'Austria nel marzo 1848 fu un prete, don Antonio Mascari, a incitare alla ribellione dal pulpito. Subito si raccolsero denari e volontari. Nella notte tra il 18 e il 19 marzo i cittadini assediarono il Commissariato e costrinsero il comandante a cedere le armi ma la rivolta non ebbe comunque successo. Con il decreto 22 giugno 1848 il governo provvisorio della Lombardia (quello austriaco era decaduto in seguito alle Cinque Giornate di Milano) promosse Lecco al rango di città grazie al contributo che la città stava dando alla causa risorgimentale: molti lecchesi vennero inviati al Passo dello Stelvio per impedire la discesa in Lombardia degli Austriaci. Tuttavia, al loro ritorno, Lecco nel 1859 venne nuovamente declassata a Borgo. Nel 1859, con la Seconda guerra d'indipendenza, Lecco fu conquistata, come tutta la Lombardia, dal Regno di Sardegna e, nello stesso anno, riacquistò il titolo di Città, che le era stato conferito nel 1848 e poi cancellato dagli austriaci. Primo sindaco fu il notaio Francesco Cornelio.
Nel 1837 ci fu a Lecco il primo esperimento di illuminazione pubblica con otto lampade a olio. La vera e propria illuminazione entrò in funzione solo otto anni dopo.
Nel 1885 nacque il corpo dei Vigili Urbani mentre nel 1923 il territorio comunale, ormai insufficiente a contenere l'espansione urbana, venne notevolmente ampliato con l'aggregazione dei comuni limitrofi di Acquate, Castello sopra Lecco, Germanedo, Laorca, Rancio di Lecco e San Giovanni alla Castagna, nonché di parte del territorio comunale di Maggianico; nel 1928 venne aggregata anche la restante parte di Maggianico, mentre Malgrate e Pescate, di cui era prevista l'aggregazione, mantengono la loro autonomia. La città in seguito si sviluppò di pari passo con il Paese, fu centro di aspre lotte sindacali per il miglioramento delle condizioni negli stabilimenti tessili e dovette pagare un enorme tributo di sangue nel corso delle due guerre mondiali, furono molti i caduti ricordati nei numerosi monumenti presenti in città.

### Simboli

#### Stemma
(Descrizione non araldica dello stemma della città di Lecco)

Stemma del Comune di Lecco

Lo stemma della città di Lecco può essere così blasonato: "Scudo ancile, partito: nel primo, d'argento, alla croce di rosso; nel secondo, d'azzurro, al leone d'oro, lampassato di rosso, rivoltato, la testa posta in maestà. Corona Comitale. Lo scudo addossato a un cartoccio dorato, sostenuto da due tritoni barbuti, addossati, il tutto d'oro."
Lo stemma della città di Lecco ha subito molte modifiche con il susseguirsi degli eventi storici che hanno riguardato la città. Dopo la raffigurazione più antica risalente al Seicento, è stato tramandato lo stemma degli Statuta Civilia Comminitatis Leuci (1691) il quale subì delle varianti più o meno elaborate e, a oggi, raffigura uno scudo partito con la Croce di San Giorgio sulla sinistra che rappresenta un simbolo di origine guelfa, che compare negli stemmi dei liberi Comuni del Nord Italia anti-imperiali, e un leone d'oro rampante in campo azzurro a destra. La croce rossa in campo d'argento, adottata anche nello Stemma di Milano, presuppone che il suo uso venne impiegato quando Lecco fece stabilmente parte del Contado Milanese alla fine del XIV secolo mentre il leone (originariamente un leopardo illeonito) rappresenta il simbolo del Comune di parte del Popolo, richiamando la posizione politica della città in epoca medievale dominata dai Signori di Milano e partigiana dei Torriani. Lo scudo è sorretto ai lati dai tenenti raffigurati da due tritoni (divinità della mitologia greca dalla doppia natura: metà uomini e metà pesci), una figura molto rara in araldica a ricordo delle origini di popolo vissuto in un villaggio di pescatori.
Lo stemma non è sormontata dalla tipica corona turrita di città ma, come Torino e altre città sedi di antiche contee, da una corona comitale poiché, da un punto di vista araldico, Lecco era contea fin dal dominio carolingio (VIII secolo), quando era sede di una delle più antiche e potenti dinastie del Regnum Italicorum, gli Attonidi di Lecco. Tale dizione venne mantenuta anche dopo la morte dell'ultimo conte, comparendo anche nel testo della Pace di Costanza (1183) e negli atti pubblici milanesi dei secoli successivi. La corona comitale è composta da 16 punte sostenenti altrettante perle, di cui solo 9 sono visibili nello stemma.

Bandiera di Lecco.

#### Gonfalone
Lecco presenta un gonfalone di colore azzurro con al centro lo stemma del comune. Esso è decorato con la medaglia d'argento al valor militare e con la medaglia d'argento ai benemeriti della scuola, della cultura e dell'arte.

### Onorificenze
Il comune di Lecco si fregia del titolo di città d'Italia per meriti patriottici a seguito del decreto di elevazione al rango emanato il 22 giugno 1848 dal Governo provvisorio della Lombardia guidato da Gabrio Casati, per poi essere declassata a borgo il 18 agosto dello stesso anno a causa del ritorno del dominio austriaco. Il titolo fu poi riconfermato definitivamente con provvedimento del 9 luglio 1859, subito dopo l'annessione dei territori lombardi al Regno di Sardegna.

Bandiera di Lecco, versione alternativa.

Il comune di Lecco è decorato di Medaglia d'argento al valor militare per attività partigiana per la partecipazione alla Lotta di Liberazione dal 1943 al 1945, concessa con decreto del Presidente della Repubblica del 19 settembre 1974 e consegnata durante la cerimonia svoltasi allo stadio comunale Rigamonti-Ceppi dall'allora presidente della Camera dei deputati Sandro Pertini:

#### Riconoscimenti

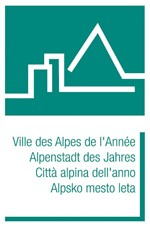
Logo associativo

Lecco è stata designata Città alpina dell'anno 2013. Tale benemerenza le è stata conferita dall'associazione internazionale della Convenzione delle Alpi per il particolare impegno all'attuazione e allo sviluppo sostenibile grazie al principale punto di forza del nucleo urbano e del circondario nel rapporto instaurato con la risorsa acqua oltre ad altri temi rilevanti quali la raccolta differenziata e il riciclaggio, iniziative di sensibilizzazione nei comportamenti relativi alla mobilità in ambito locale, promozione delle energie rinnovabili, valorizzazione del paesaggio culturale nell'area del centro storico e del circondario, contenimento del consumo di territorio e promozione di un uso sostenibile del suolo.
Lecco ha conferito la cittadinanza onoraria al Reggimento artiglieria a cavallo "Voloire" mediante una manifestazione ufficiale tenutasi il 7 maggio 2011 con la partecipazione del Carosello a cavallo e lancio di paracadutisti svolta presso il Centro Sportivo Bione in occasione dei festeggiamenti del 150º Anniversario dell'Unità d'Italia.
Il 12 aprile 2011 il Comune di Lecco è stato nominato Socio d'onore dell'Istituto Nazionale del Nastro Azzurro, che riunisce i combattenti e decorati al valor militare.
Nel 2017 è stata eletta come città più romantica della zona dei laghi del nord Italia alle spalle di Bergamo e prima di Varenna nella prestigiosa classifica stilata dal noto portale turistico americano CNN Travel.

## Monumenti e luoghi d'interesse
Numerosi edifici religiosi e civili sono presenti nella città di Lecco. I principali sono: la basilica di San Nicolò con l'attiguo campanile simbolo della città, il Palazzo delle Paure, il Ponte Azzone Visconti, la Torre Medievale, il Teatro della Società e la celebre Villa Manzoni; quest'ultima dichiarata nel 1940 monumento nazionale da Re Vittorio Emanuele III simultaneamente all'ex Convento dei frati Cappuccini.

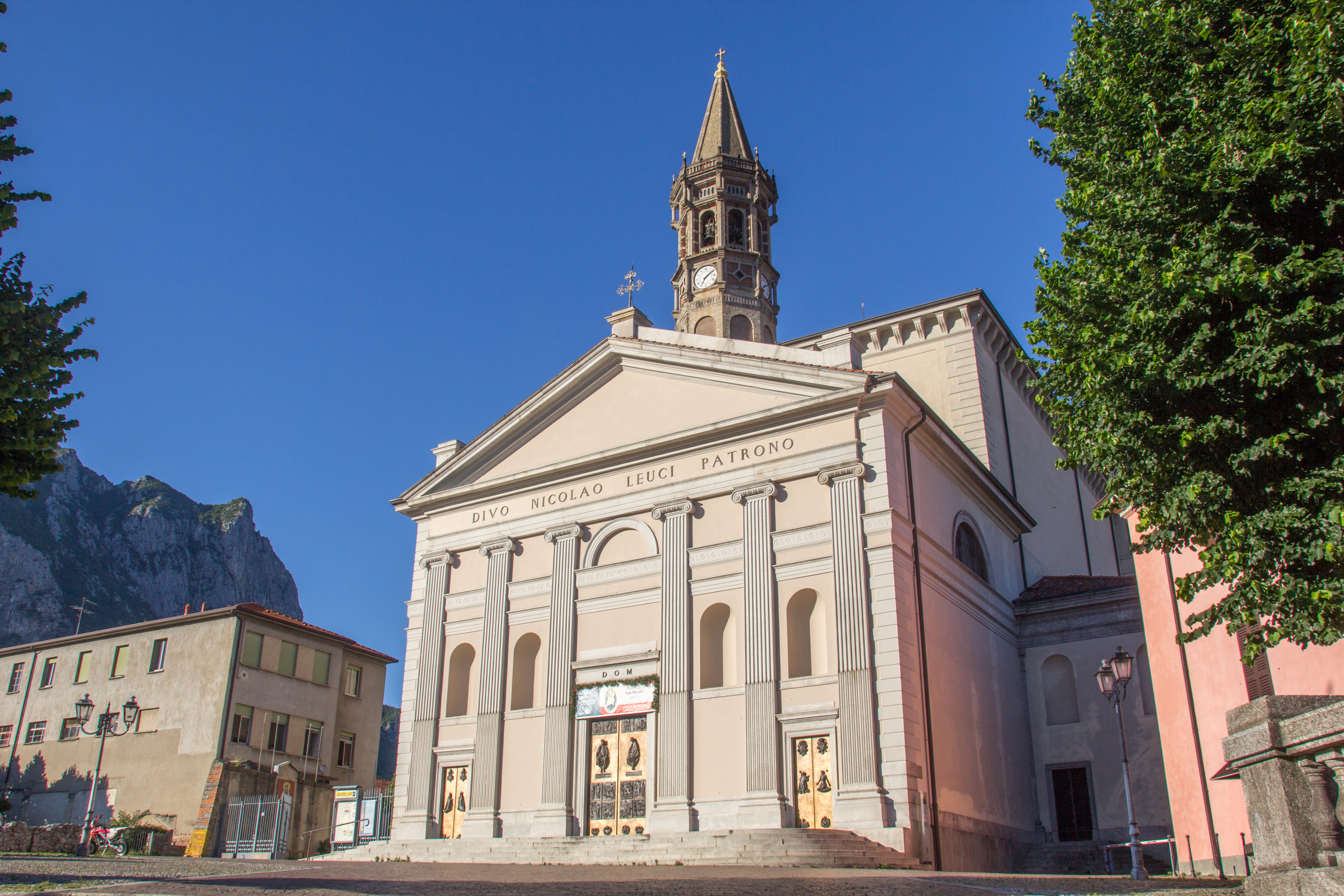
Basilica romana prepositurale minore di San Nicolò e adiacente campanile

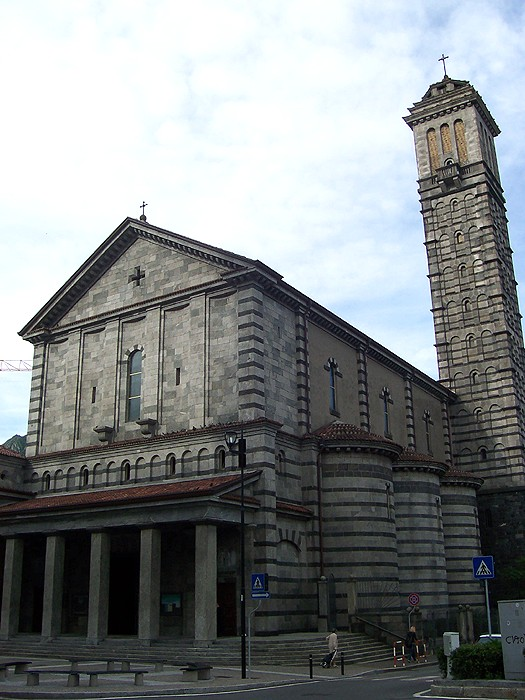
Basilica di Nostra Signora della Vittoria, nei pressi del monumento ad Alessandro Manzoni

### Architetture religiose

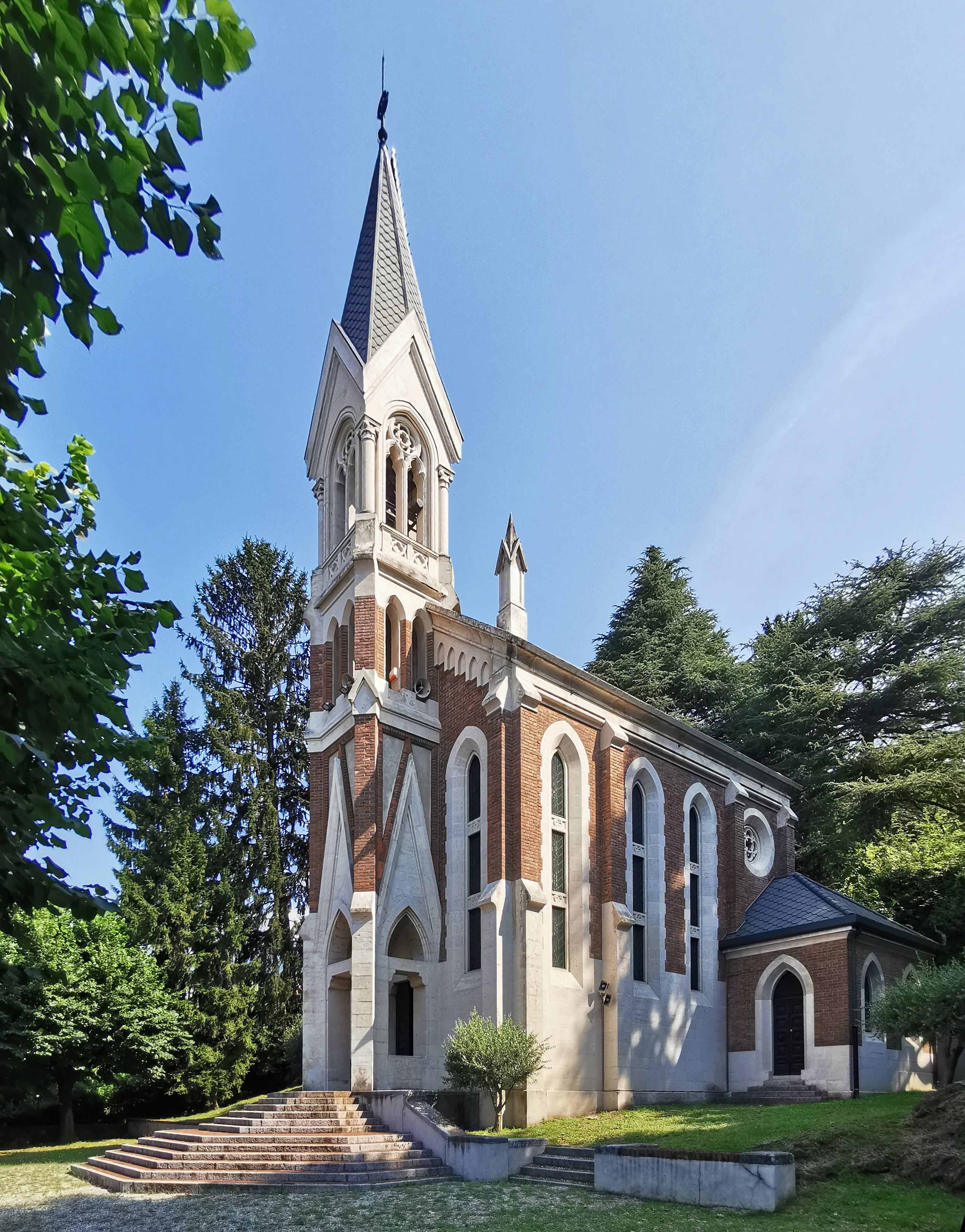
Santuario di Nostra Signora di Lourdes ad Acquate

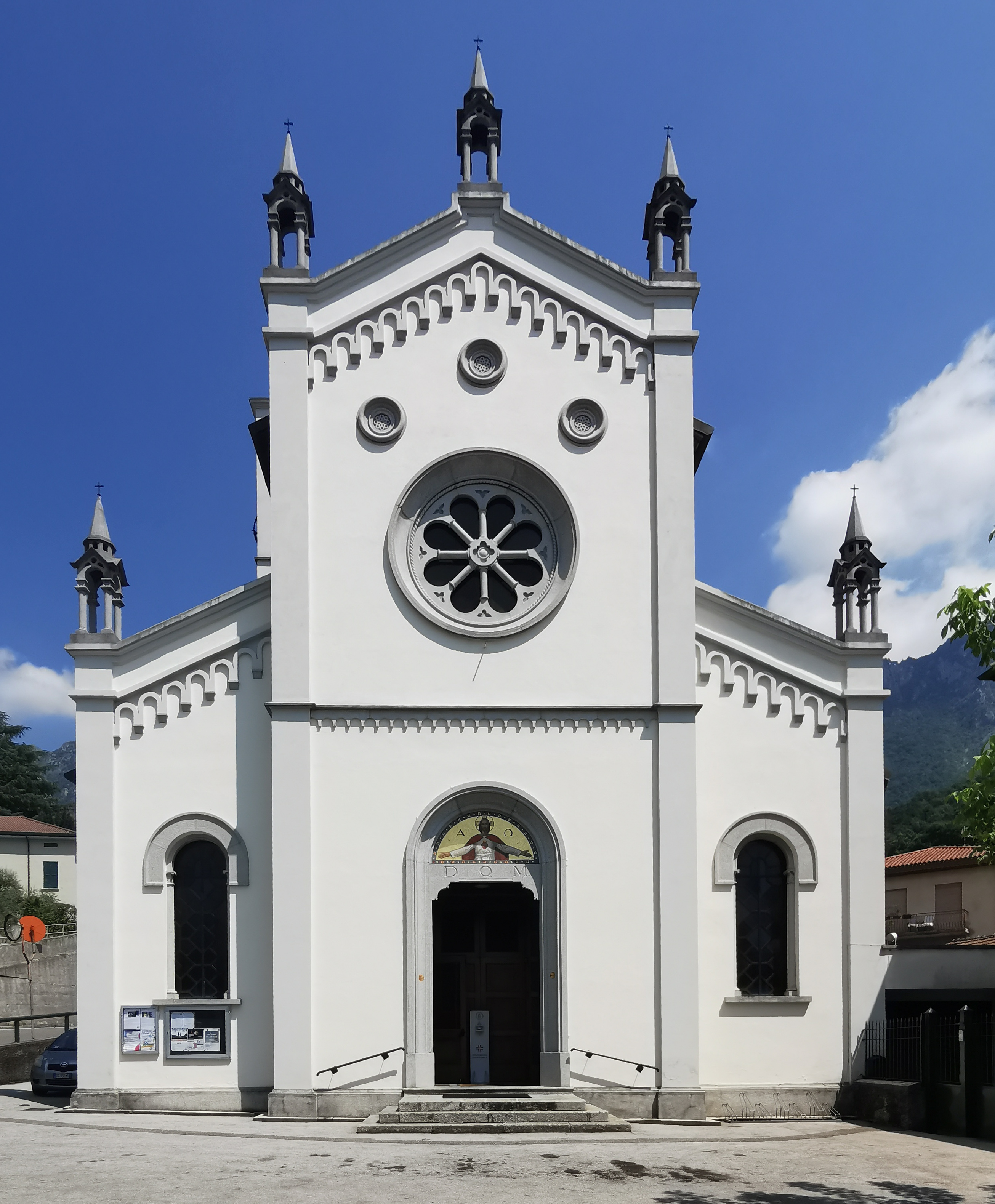
Chiesa del Sacro Cuore a Bonacina

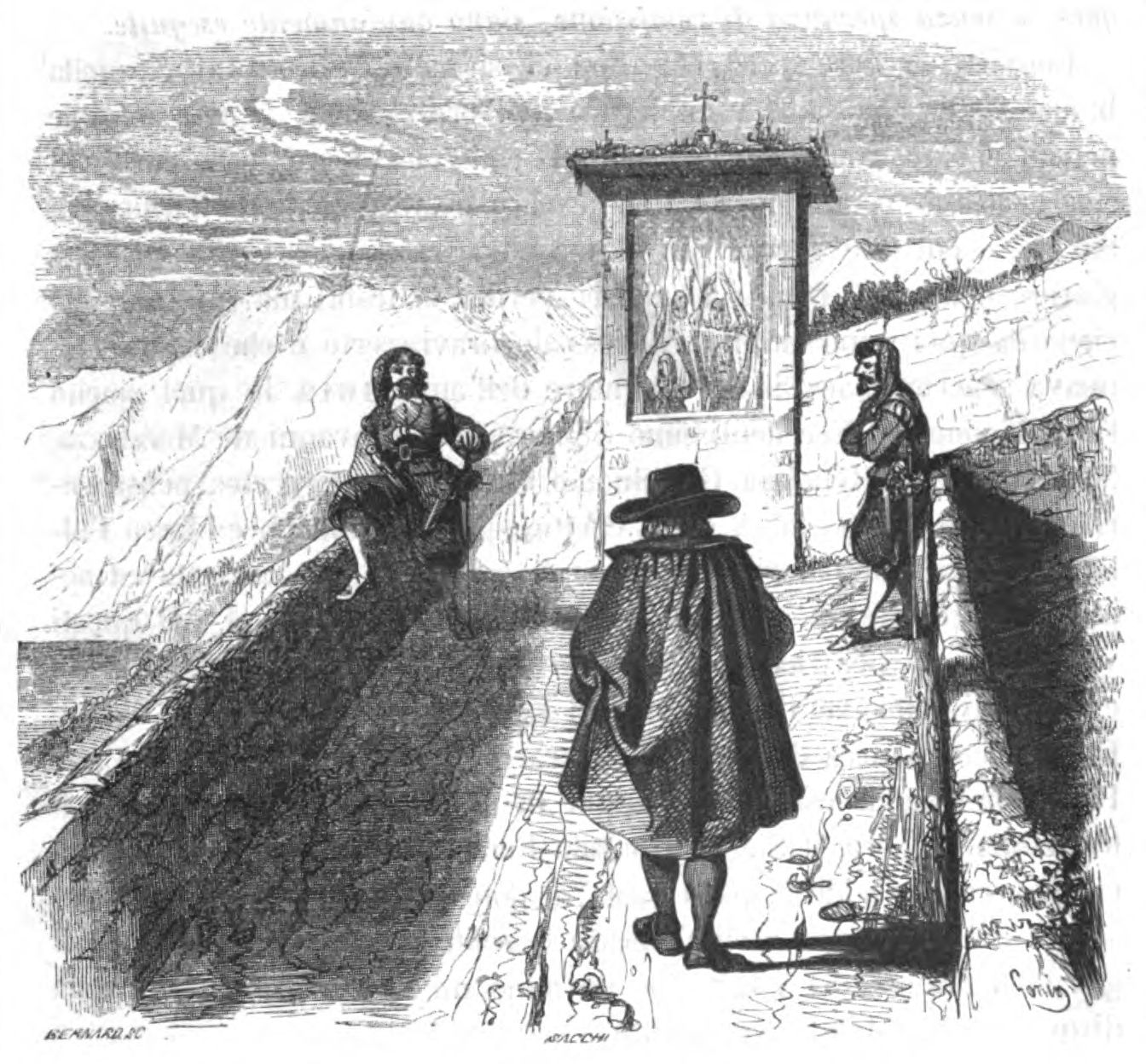
Incontro dei Bravi con Don Abbondio al Tabernacolo

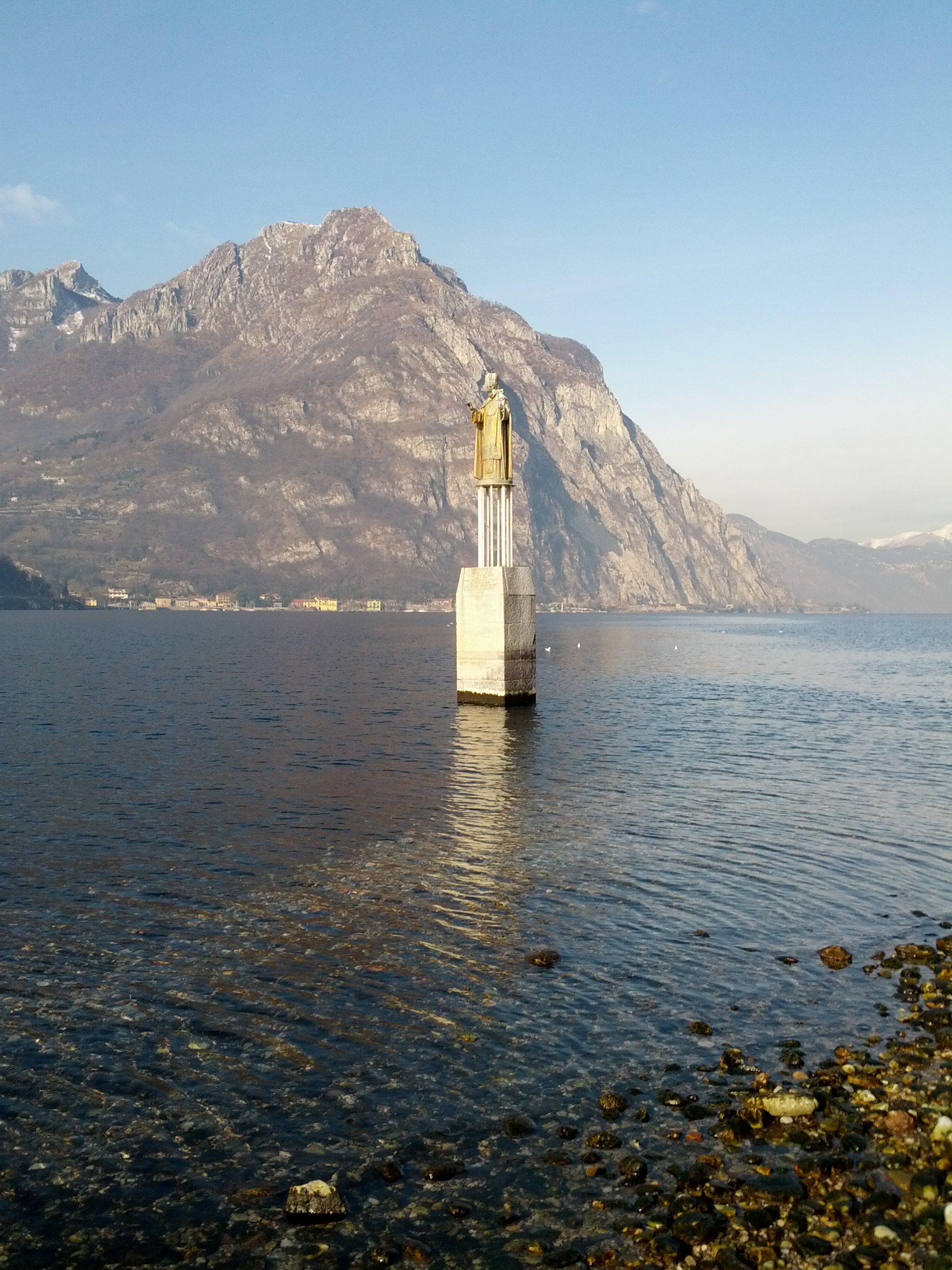
Statua di San Nicolò

Basilica di San Nicolò e attiguo Campanile
è la principale struttura religiosa della città ed è dedicata al patrono dei naviganti; si trova in un ampio sagrato preceduto da una doppia scalinata in pietra grigia nei pressi di Piazza Mario Cermenati. Ha un impianto di tipo neoclassico datole dall'architetto Giuseppe Bovara nel suo ampliamento. Al suo interno custodisce arredi seicenteschi, una fonte battesimale del 1596 e parti romaniche dell'XI secolo. L'adiacente campanile si innalza al suo fianco per ben 96 metri poggiando su un'antica torre medievale. È in stile neogotico di forma poligonale a cuspide. Chiamato comunemente Il matitone fu inaugurato la notte di Natale del 1904 ed è tuttora fra i dieci campanili più alti d'Italia oltre a essere il simbolo della città.
Chiesa di Santa Marta
sita nella centrale via Mascari, alle spalle del salotto cittadino, è fra i luoghi di culto più antichi della città poiché fu costruita nel Duecento e inizialmente dedicata a San Calimero, presenta oggi una facciata porticata a vento del Settecento e ricche decorazioni barocche all'interno; la semplice navata con volta a botte è del 1615. Subì un completo restauro nel 2012.
Santuario di Nostra Signora della Vittoria
si trova in Via Azzone Visconti e fu eretto a memoria dei caduti della Grande Guerra e concepito come voto popolare per lo scampato pericolo; i lavori di costruzione, finanziati grazie alla donazione della signora Domenica De Dionisi, ebbero inizio nel 1918, protraendosi fino al 1932, anno della sua consacrazione. L'imponente edificio è caratterizzato da rivestimenti in granito alternati a pietra bianca della Val Chiavenna.

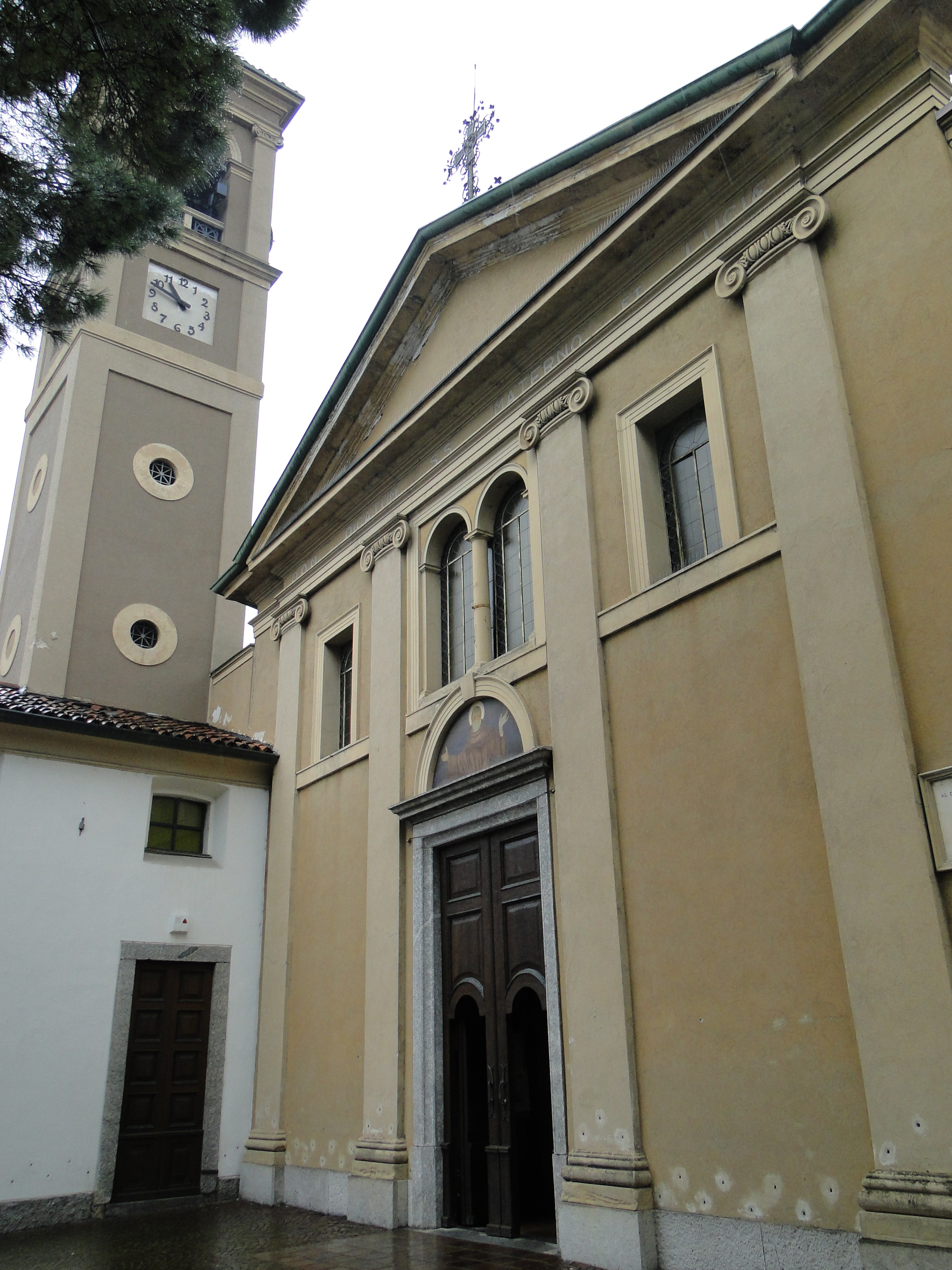
Facciata e campanile della chiesa dei Santi Materno e Lucia a Pescarenico

Chiesa dei Santi Materno e Lucia e l'ex convento dei Cappuccini (detta di Fra Cristoforo)
la chiesa (originariamente dedicata a San Francesco) e l'ex convento dei Cappuccini adiacente si trovano a Pescarenico; sono stati resi celebri dal Manzoni il quale, nei Promessi Sposi, lo cita come sede conventuale di Fra Cristoforo. L'edificio, costruito per volere di San Carlo Borromeo, fu realizzato nel 1576 da Hurtaldo Mendoza, cavaliere di Sant'Jago e governatore della piana di Lecco, come tempio per l'attiguo convento dei Cappuccini. Consacrata nel 1600 divenne, nel 1789, caserma per le truppe francesi mentre nel 1810 il convento fu soppresso per volere di Napoleone Bonaparte e la chiesa venne riattata, specie nella facciata, attribuita all'architetto Giuseppe Bovara; dedicata inizialmente a San Materno nel 1824, fu associato più tardi a Lucia, presumibilmente in omaggio al Manzoni. Oggi è sede parrocchiale. Al suo interno sono contenute alcune opere di pregio come la pala dipinta da Giovan Battista Crespi detto il Cerano che illustra i patroni Francesco e Gregorio Magno adoranti la Trinità e un'opera d'arte singolare del Seicento riferibile alla cultura napoletana rappresentante l'altare dell'Addolorata dove nove composizioni in cera policroma e cartapesta inerenti alla vita di Cristo, della Vergine e dei Santi Chiara e Francesco sono custodite all'interno di altrettante teche di vetro. L'altare maggiore risale al cinquecento. Di particolare interesse è il campaniletto a sezione triangolare retrostante alla parrocchiale, costruito nel 1717 e la cappella dei morti di peste risalente al 1699 che si trova dinanzi al sagrato e recentemente restaurato. Del convento adiacente restano poche testimonianze come il cortile e alcune celle.

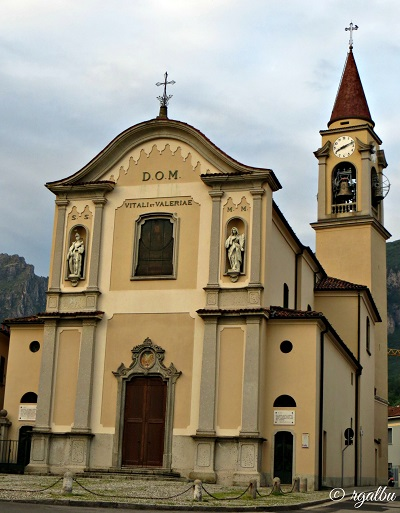
Chiesa dei Santi Vitale e Valeria

Chiesa dei Santi Vitale e Valeria (detta di Don Abbondio)
si trova nel rione di Olate nella piazza omonima ed è tradizionalmente creduta come la parrocchia in cui don Abbondio fosse il curato nonché la chiesa dove si sposarono Renzo e Lucia; costruita fra il Quattrocento e il 1765 con un ulteriore prolungamento della navata nel 1934, quando si ripristinò la facciata in stile barocchetto, mantiene dell'antico solo il campanile. Attigua alla chiesa si trova la canonica che la tradizione letteraria del Manzoni considera come abitazione del Curato.

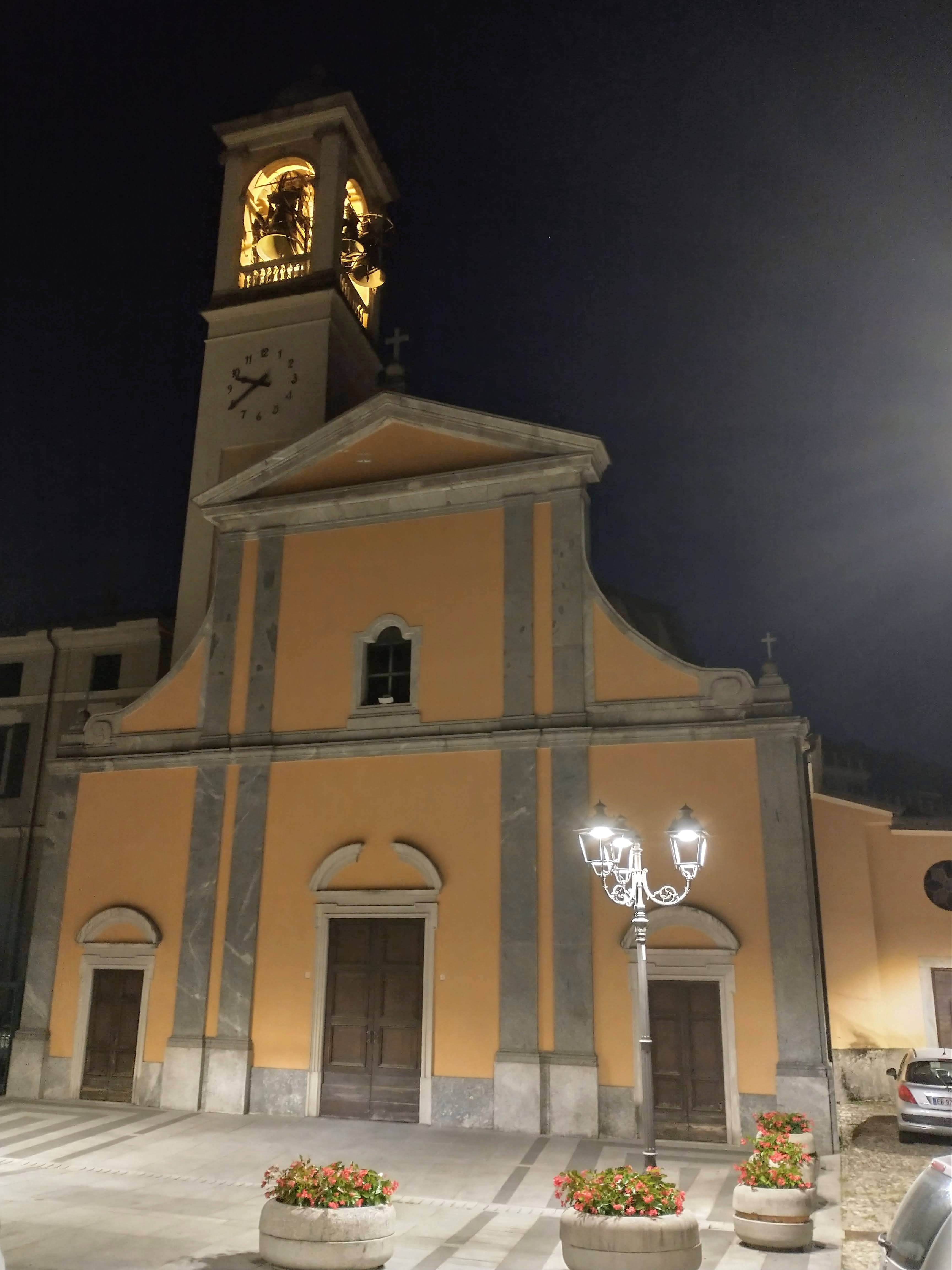
Facciata della chiesa di San Giovanni Evangelista

Chiesa dei Santi Gervasio e Protasio
si trova nel rione di Castello e i primi documenti la datano intorno alla fine del Duecento con un'architettura principale di tipo romanico, fino 1584 è stata la sede prepositurale poi trasferita presso la basilica di San Nicolò.si trova nel rione di Olate nella piazza omonima ed è tradizionalmente creduta come la parrocchia in cui don Abbondio fosse il curato nonché la chiesa dove si sposarono Renzo e Lucia; costruita fra il Quattrocento e il 1765 con un ulteriore prolungamento della navata nel 1934, quando si ripristinò la facciata in stile barocchetto, mantiene dell'antico solo il campanile.
Chiesa di San Giovanni Evangelista
si trova nel rione di San Giovanni alla Castagna in Piazza Cavallotti; fu ricostruita alla fine del XVII secolo e contiene vari arredi lignei risalenti al Seicento, una pala con la Deposizione di un seguace di Vincenzo Civerchio e una statua in terracotta dipinta della Vergine addolorata.
Chiesa di Sant'Andrea
si trova nel rione di Maggianico e fu eretta per volere di San Carlo Borromeo nel 1567. Nel 1615 il Cardinale Federico Borromeo, nella sua visita ordina la costruzione di una nuova chiesa (dando specifiche indicazioni sulla sua struttura) perché la precedente giaceva in pessimo stato e non era più sufficiente per accogliere la popolazione del periodo. I lavori si protrassero per alcuni anni fino a quando il 30 novembre 1631 venne solennemente consacrata nel giorno della festa di Sant'Andrea. L'impianto della chiesa è rimasto sostanzialmente invariato, sottolineando altresì l'opera dell'architetto Giuseppe Bovara che la restaurò e che progettò anche gli altari laterali in stile neoclassico per accogliere due polittici rinascimentali: uno di Bernardino Luini (nella cappella di sinistra) e l'altro attribuito a Gaudenzio Ferrari (nella cappella di destra). Quest'ultima opera raffigura sant'Antonio Abate tra i santi Ambrogio e Girolamo. Nel 1763 venne costruito il campanile mentre per le campane bisogna attendere oltre un decennio quando il 23 gennaio 1777 giunsero a Maggianico i Crespi di Crema che predisposero tutto per la fusione delle nuove 5 campane che avvenne nel mese di aprile con grande soddisfazione del parroco Giovan Battista Conti, che nel maggio 1790 fece ripavimentare la chiesa parrocchiale da Antonio Conca di Varenna. Giuseppe Bovara negli anni '20 del 1800 giunge a Maggianico restaurando il portico seicentesco, progettando il nuovo altare laterale dedicato alla Madonna, promosse e seguì in prima persona l'opera di restauro dei polittici, trasferiti su tela tra il 1831 e l'anno seguente. Nel 1843 venne costruito il nuovo altare maggiore in stile neoclassico su disegno dell'architetto Adriano Gazzari mentre le statue degli angeli sono di Gaetano Benzoni. Nei decenni successivi si susseguirono le opere di restauro dell'esterno ricavando nella facciata l'ampio rosone ad arco; mentre a fine '800 l'allora parroco Giuseppe Dell'Oro fece affrescare episodi della vita di Sant'Andrea nel presbiterio. Oltre ai grandi due polittici rinascimentali, la chiesa parrocchiali accoglie altre tele di pregio del seicento e settecento poste nel battistero.
Santuario di Nostra Signora di Lourdes
il complesso religioso venne edificato nel 1934 ma fu anticipato nel 1904 dall'adattamento di una grotta esistente nel creare un ambiente simile a quello di Massabielle nel cinquantesimo anniversario dell'apparizione mariana. Situata in posizione paesaggistica rilevante, l'intera chiesa a navata singola con volte a crociera, è rivestita di lastre bianche e mattoni laterizi con archi a sesto acuto, guglie e archetti rampanti che rimandano allo stile neogotico con il campanile situato in posizione centrale al di sopra dell'ingresso.
Chiesa del Sacro Cuore
la chiesa parrocchiale del rione di Bonacina è un recente edificio del 1925 situato al centro del quartiere che sostituì la chiesa dedicata a San Bernardino precedentemente demolita. Realizzata su progetto dell'ingegnere Bernardo Sironi ha uno stile architettonico tipicamente neogotico.

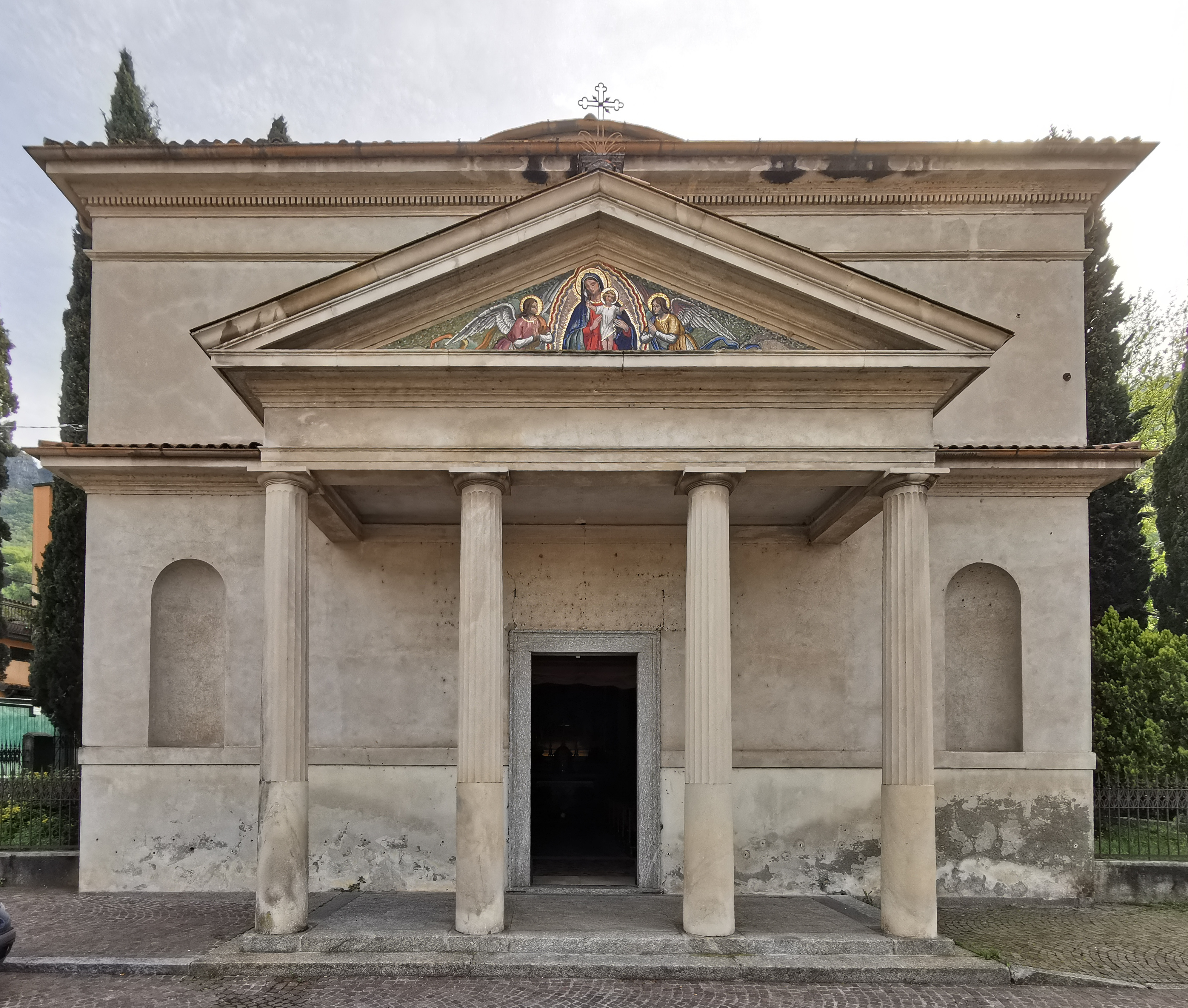
Chiesa di San Rocco a Maggianico

Chiesa di San Rocco
si trova nel rione di Maggianico nella località di Barco e fu eretta in stile neoclassico nel 1843 dall'architetto Giuseppe Bovara dopo il voto che la popolazione del rione fece contro il colera. L'edificio è impostato su una pianta a croce greca con una cupola centrale affrescata con il Trionfo e l’Incoronazione della Beata Vergine con Cristo che le posa la corona sul capo e quattro cappelle con volte a botte in corrispondenza dei bracci della croce.
Chiesa di San Giuseppe
si trova nel rione del Caleotto in via Baracca e fu eretta fra il 1947 e il 1951 su progetto di Carlo Wilhem. All’interno si possono ammirare i dipinti di Orlando Sora, divenute le opere maggiori e famose di questo artista molto legato alla città. La chiesa è stata dedicata, mediante una celebrazione eucaristica tenutasi il 18 marzo 2012 da parte del Cardinale Angelo Scola, a San Giuseppe, patrono dei lavoratori, poiché sorge in una zona in cui, a partire dalla fine del XIX secolo e per tutto il Novecento fiorirono le più importanti industrie a livello nazionale del ferro grazie alle quali venne attribuito alla città di Lecco il soprannome di "Manchester d'Italia".
Chiesa di San Giovanni Battista (detta del Beato Serafino)
situata nel rione di Chiuso è celebre poiché al suo interno custodisce le spoglie di Don Serafino Morazzone, parroco della chiesa dal 1773 al 1822 e confessore di Alessandro Manzoni, divenuto poi Beato nel 2011, in Piazza Duomo a Milano dai Cardinali Dionigi Tettamanzi e Angelo Amato. Ha un aspetto tipicamente romanico con facciata a capanna e l'interno a una navata dove sono conservati numerosi affreschi del XV secolo attribuiti a Giovan Pietro da Cemmo raffiguranti la Crocifissione e una balaustra in arenaria del XVII secolo. Nel XIX secolo furono rinnovati la facciata e il campanile. Citata nel XXIII capitolo de I promessi sposi, nell'episodio dell'incontro tra l'Innominato e il Cardinale Federico Borromeo, è il luogo dove sarebbe avvenuta la celebre conversione dell'Innominato.
Santuario della Madonna Addolorata (detta della Rovinata)

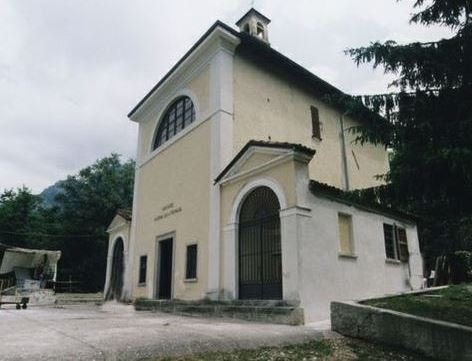
Santuario della Madonna della Rovinata

sorge nella località della Rovinata su una terrazza panoramica posta sul pendio morenico nel rione di Germanedo. È stato edificato tra il 1849 e il 1859 a seguito di una frana che si abbatté in quell'area lasciando intatta la cappella eretta precedentemente come luogo di culto lungo il percorso che portava gli uomini ai campi. Tale avvenimento, giudicato miracoloso dalla popolazione germanedese, portò a una crescente venerazione del posto, tanto che l'allora parroco don Andrea Magni, con l'assistenza e l'aiuto della popolazione, decise di erigervi una chiesa. Si raggiunge mediante una mulattiera in acciottolato, in territorio boscoso, lungo la quale sono distribuite le prime tredici cappelle dedicate ad altrettante stazioni della Via Crucis, le ultime due invece sono poste a fianco del santuario stesso. Essa custodisce sopra l'altare un elegantissimo quadro raffigurante la Madonna Addolorata trafitta da sette spade donato dal marchese Paolo Serponti Mirasole.
Chiesa dei Santi Cipriano e Giustina Martiri
sorge a pochi passi dall'ospedale di Lecco nel rione di Germanedo ma non si hanno notizie certe sulla sua costruzione anche se le poche informazioni permettono comunque di stabilire che le sue origini siano del 1500. Inizialmente dedicata solo a Santa Giustina, fu dedicata a San Cipriano nel 1608. La chiesa è stata frequentata da Antonio Stoppani e soprattutto da Alessandro Manzoni, amico di infanzia dell'allora Parroco don Alessandro Bolis dal quale si dice che Manzoni abbia ricavato la figura del pavido Don Abbondio. All’interno della chiesa è possibile ammirare i pennacchi con gli affreschi raffiguranti i quattro evangelisti realizzati dal Bergamasco Antonio Sibella nel 1882. Del 1899 è il bel simulacro della Madonna del Rosario compatrona della parrocchia. Il campanile è tra i più alti della città (42 m circa); innalzato nel 1931 su progetto di Bernardo Sironi, ospita un concerto di cinque campane fuso nello stesso anno dalla fonderia Fratelli Barigozzi di Milano. Per il forte incremento demografico registratosi nel secondo dopoguerra, la chiesa parrocchiale di Germanedo negli anni 1966/1970 ha subito un intervento ampliativo su progetto di Bruno Bianchi modificandone radicalmente così l’impianto originario.
Chiesa di San Francesco d'Assisi
si trova in Piazza Cappuccini, nel rione di Santo Stefano e fu realizzata dall'architetto Mino Fiocchi a seguito del ritorno dei frati cappuccini in città. L'architetto rivisitò, in chiave essenziale e funzionale, i linguaggi palladiano e neoclassico e impostò un grande fondale prospettico con ampio sagrato su Viale Filippo Turati entro cui collocare la grande chiesa. L'edificio è costituito da un corpo centrale attorno al quale si aprono otto cappelle mentre sui due lati si trovano rispettivamente il teatro e l'oratorio con l'attiguo convento. Venne inaugurata il 18 marzo 1951 a seguito dell'autorizzazione da parte del cardinale Schuster avvenuta nel 1948.
Chiesa dei Santi Giorgio, Caterina ed Egidio
si trova nel rione di Acquate ed era già esistente nel 1232 e nel tempo l'edificio subì varie migliorie fino al 1846 quando gli fu donato l'attuale aspetto neoclassico così come il campanile, che in origine era una massiccia torre romanica. Internamente, la parete sinistra del presbiterio ospita un dipinto del XVI secolo - attestato come pala d'altare nel 1608 - raffigurante i santi Giorgio, Egidio, Ambrogio e Caterina attorno alla Sacra Famiglia.
Tabernacolo dei Bravi
è una piccola cappella al lato di Via Tonio e Gervaso che il Manzoni descrive come luogo del famoso appostamento di Don Abbondio da parte dei Bravi per riferirgli il messaggio del loro signore Don Rodrigo.
(Alessandro Manzoni, I promessi sposi, capitolo I, 1840)
Statua dorata di San Nicolò
questa statua è posizionata su un basamento tra le acque del lago a Punta della Maddalena, nei pressi della foce del torrente Gerenzone. Posizionata nel 1955 e restaurata nel 2013, l'opera in bronzo ricoperta da foglie d'oro alta due metri di Giacomo Luzzana, raffigura il santo in parametri vescovili orientali nel gesto di proteggere il lago e la città.
Cimitero di Laorca
il complesso monumentale, considerato patrimonio storico-culturale, si sviluppa attorno alle grotte del Corno Medale nella frazione di Laorca. L'anfiteatro naturale, di forte suggestione, è raggiungibile percorrendo il sentiero della via Crucis che parte dal centro dell'abitato e ospita fra gli anfratti rocciosi il più antico edificio religioso del rione risalente al 1300 e dedicata ai Santi Giovanni Battista e Giovanni Crisostomo da cui prende il nome la grotta principale, le cappelle e il cimitero stesso oltre alla chiesa dei Santi Pietro e Paolo situata nelle vicinanze.

#### Altri edifici religiosi
- Chiesa della Beata Vergine Assunta di Versasio
- Chiesa della Beata Vergine del Rosario di Malnago
- Chiesa della Beata Vergine del Rosario di Varigione
- Chiesa di San Francesco a Falghera
- Chiesetta della Madonna della neve ai Piani d'Erna
- Chiesa dei Santi Sisinio, Martirio e Alessandro a Belledo
- Chiesa dedicata all'Immacolata Concezione ad Acquate
- Cappella dei Morti di Peste a Pescarenico
- Chiesa di San Carlo a Castione
- Chiesa di San Bartolomeo (detta del Seminario) a Castello
- Monumento a San Giovanni Nepomuceno a Castello
- Chiesa dei Santi Nazario e Celso a Castello
- Chiesa di Santa Maria Gloriosa a Rancio
- Chiesa dell'Immacolata a Germanedo
- Chiesa di Sant'Antonio da Padova a Maggianico
- Chiesa di Santa Maria Assunta a Chiuso
- Monumento a don Serafino Morazzone a Chiuso
- Chiesa di Sant'Antonio Abate a Malavedo
- Chiesa di San Giovanni ai Morti di Laorca
- Cimitero monumentale

### Architetture civili

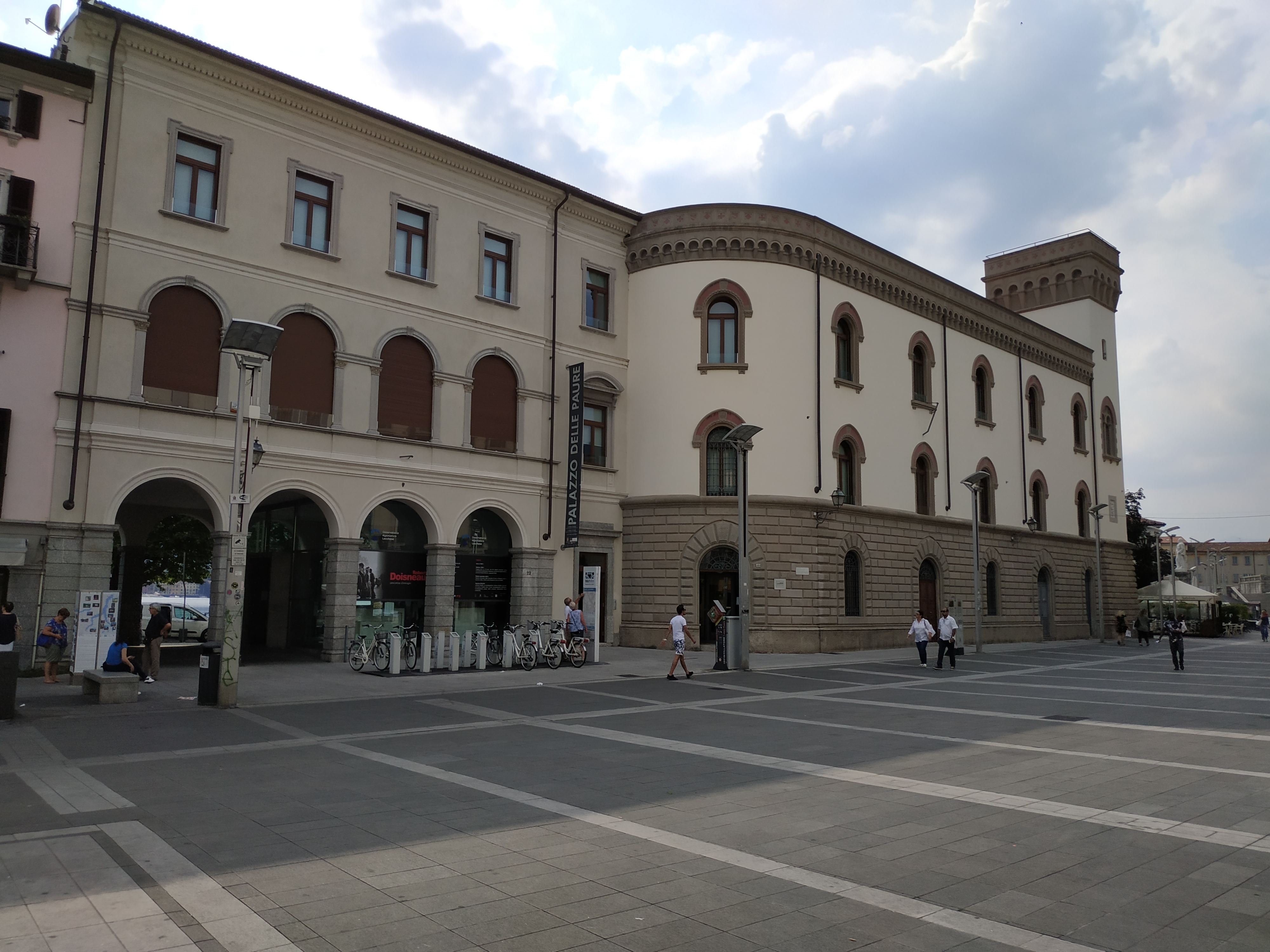
Palazzo delle Paure
si trova nella centrale piazza XX Settembre ed è stato costruito nel 1916 sui resti del vecchio edificio della dogana eretto nel 1905. Venne edificato in un tratto delle vecchie mura per ospitare la sede della Camera del Commercio istituita da Napoleone, del catasto e delle imposte, lasciando al piano terra, un ampio e luminoso porticato in modo che dalla piazza del mercato, ora XX Settembre, si potesse vedere il golfo. Il palazzo di stile eclettico neomedioevale, che non si armonizza con le altre case e la struttura della piazza, è noto nel dialetto lecchese come "Palazz di pagur" poiché fu sede dell'Intendenza di finanza dove fino al 1964 gli abitanti si recavano a pagare le tasse. La Camera del Commercio venne soppressa dal governo fascista e il palazzo, divenuto di proprietà dell'Unione Industriali, subì alcune modifiche. Con un ulteriore restauro terminato nel 2012 e con la proprietà passata al comune, ora è una sede museale con la galleria d'arte contemporanea e ospita mostre temporanee. Dal 2014 ospita inoltre l'ufficio informazioni e accoglienza turistica di Lecco (Iat).

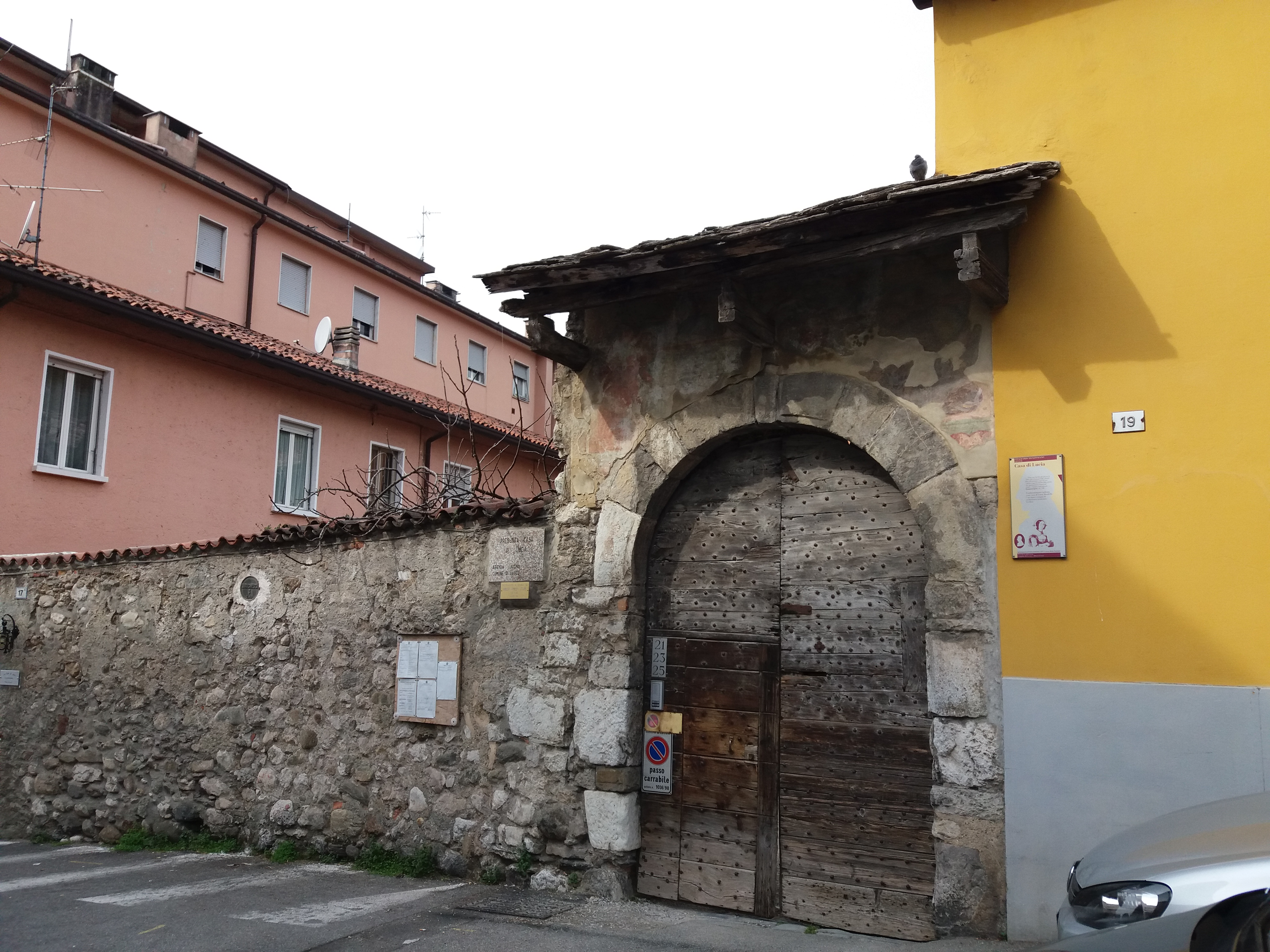
La presunta casa di Lucia a Olate

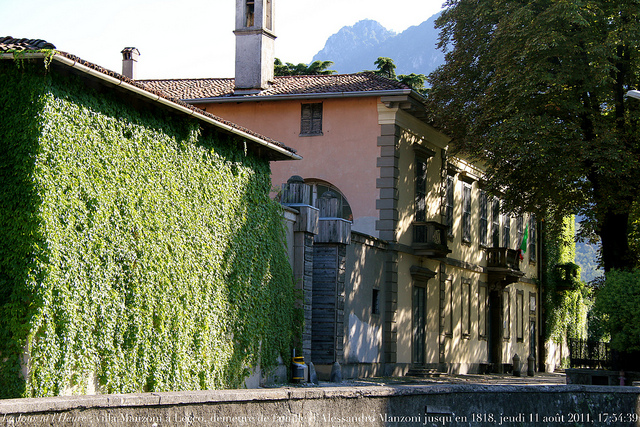
Villa Manzoni
in stile neoclassico era la residenza paterna di Alessandro Manzoni e si trova nel quartiere del Caleotto. Il corpo nobile comprende il Civico museo manzoniano e la Pinacoteca comunale. All'interno del cortile d'onore cinto dal porticato, sulla destra dell'ingresso principale, nella Cappella dell'Assunta, riposano le spoglie del padre del poeta Don Pietro Manzoni; sul lato opposto invece, si trovano le cantine con una ghiacciaia e due torchi originali di metà Ottocento. Gli ambienti del piano terra hanno ancora gli arredamenti originali del 1818, quando lo scrittore vendette la villa alla famiglia Scola. Nelle varie sale si trovano dipinti, stampe, documenti, i costumi realizzati per la versione televisiva del romanzo e la culla dello stesso Manzoni. Dal 2024 la villa è sottoposta ad importanti lavori di riqualificazione, restauro e adeguamento normativo ampliandone, a lavori ultimati, il percorso museale ed espositivo. L'edificio è considerato il luogo simbolo del legame fra il Manzoni e la città di Lecco. Il brano "Quel ramo del lago di Como, che volge a mezzogiorno, tra due catene non interrotte di monti..." nasce proprio dai minuziosi ricordi visivi del paesaggio che da questa villa lo scrittore vedeva.
Presunta casa di Lucia Mondella
la presunta casa di Lucia è sita in Via Caldone al civico 19 nella frazione di Olate (all'epoca località separata da Lecco); designata da vari studiosi di topografia manzoniana come il paesello degli Sposi, è un tipico esempio di architettura spontanea lecchese. Attraverso un portale, decorato da un'Annunciazione cinquecentesca, si passa nel rustico cortiletto, dominato da una vecchia torre anche se tuttavia non è visitabile perché è una residenza privata. La tradizione popolare ricorda un'altra casa di Lucia, in via Resegone nella frazione di Acquate, dove si trova un'antica trattoria con un cortile da cui si può vedere la collina del Palazzotto di Don Rodrigo.

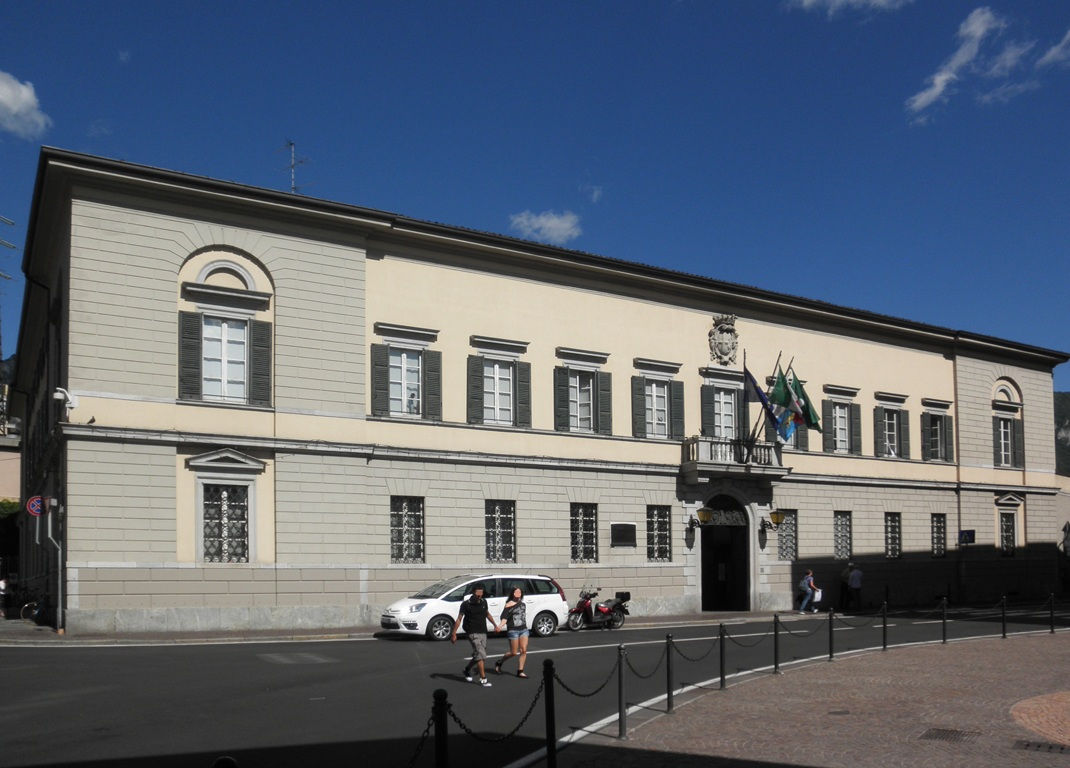
Il palazzo municipale di Lecco

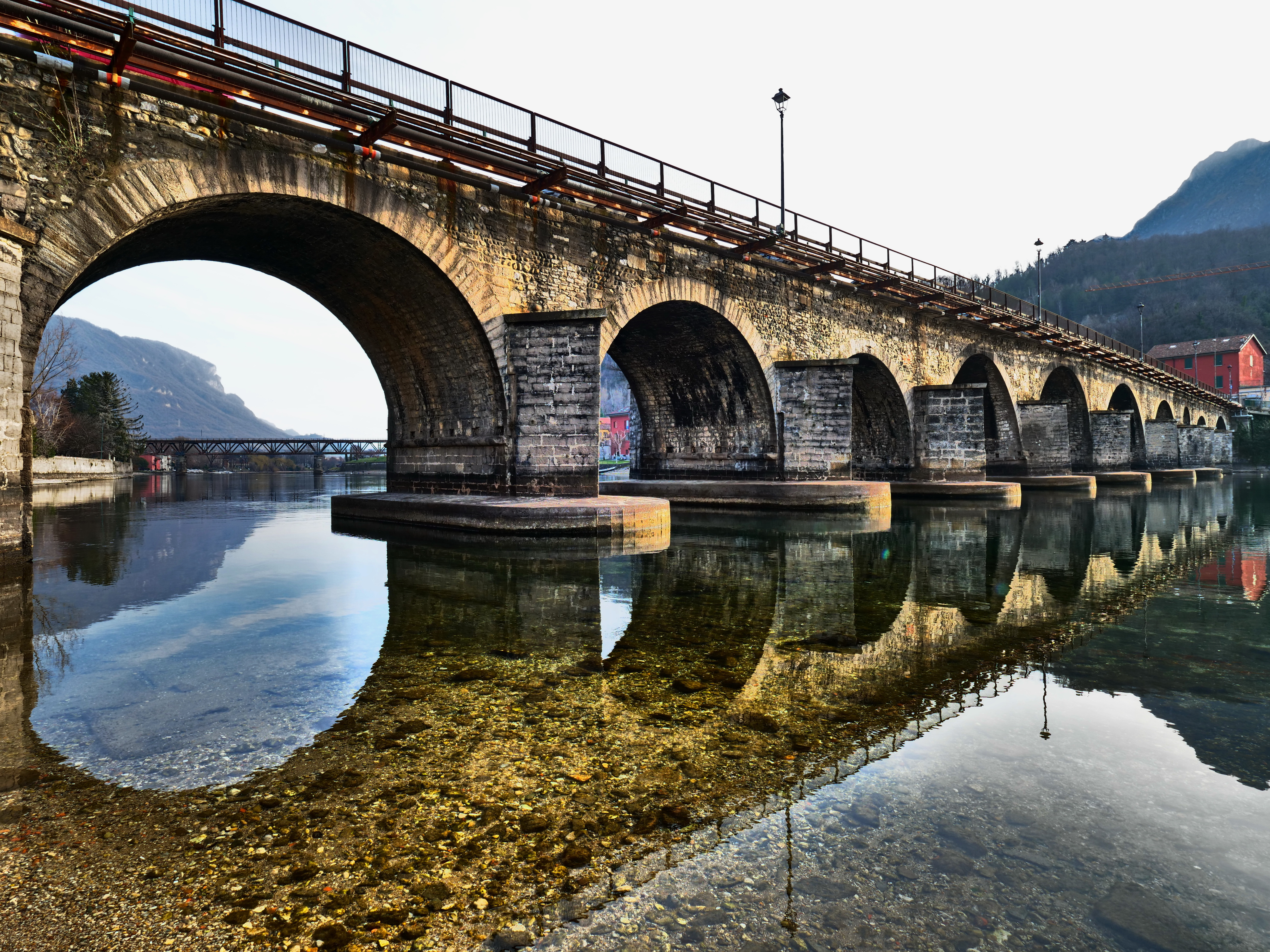
Ponte Azzone Visconti

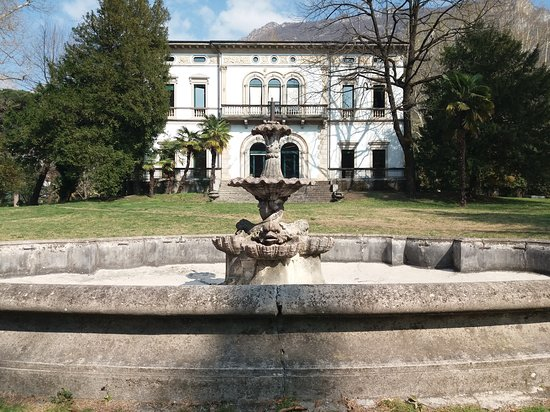
Il parco di Villa Gomes e l'omonima villa a Maggianico

(Alessandro Manzoni, capitolo II, Promessi Sposi, 1840)
Palazzo Bovara
sito in piazza Armando Diaz è la sede dell'amministrazione comunale. Fu costruito da Giuseppe Bovara fra il 1836 e il 1852 come ospedale civile convertito nel 1928 con l'inaugurazione da parte del re Vittorio Emanuele III, dopo l'unificazione di tutti gli ex comuni del circondario lecchese che attualmente costituiscono i rioni della città; a seguito di questi lavori, l'allora Cappella dell'Ospedale ospita oggi la Sala del Consiglio Comunale. Nel cortile interno fu posta nel 1958 una lapide in occasione del 110º anniversario da Borgo a Città.
Ponte Azzone Visconti (noto semplicemente come Ponte Vecchio)
eretto a cavallo fra il 1336 e il 1338, dopo la conquista del borgo nel 1335 da parte di Azzone Visconti, è una delle più importanti testimonianze di ingegneria militare dell'epoca rimaste nel territorio. Si presenta attualmente assai diverso dall'antico ponte in quanto originariamente realizzato come fortezza munita di alcune torri e una coppia di ponti levatoi in loro corrispondenza e costituita da otto arcate a tutto sesto. Subì varie modifiche sostanziali nel corso dei secoli, oggi è privo delle fortificazioni. Per accontentare i comaschi, i quali pensavano che la strozzatura del ponte causasse l'allagamento della loro città, fu aggiunta nel 1354 la nona arcata, una decima nel 1434 mentre Francesco Sforza nel 1440 le portò definitivamente a undici. Durante l'assedio di Lecco del 1531-32 combattuto dal Medeghino la struttura rimase piuttosto danneggiata. Nel 1609 fu ristrutturato su incarico degli Spagnoli, nelle battaglie del 1799-1800 le ultime due arcate occidentali furono menomate. Le rocche agli imbocchi vennero abbattute nel 1832 per esigenze di risistemazione della strada mentre le spalle vennero eliminate nel 1910 in vista del passaggio della linea tranviaria proveniente da Como. All'epoca ospitava anche una propria guarnigione, formata da una ventina di uomini armati di balestra, e aveva un proprio castellano. Il ponte era anche uno strumento di esazione fiscale; chi vi transitava doveva pagare un pedaggio. Un affresco del 1529 che mostra il ponte con queste fortificazioni è esposto al Castello di Melegnano.
Villa Gomes
si trova nel rione di Maggianico nell'omonimo parco, nei pressi della stazione ferroviaria. Costruita nel 1880 dall'architetto lecchese Attilio Bolla per il musicista brasiliano Antônio Carlos Gomes (1836-1896) segue la corrente filosofica dell'eclettismo imperante di prevalente richiamo neorinascimentale. L'edificio è un blocco rettangolare a due piani con due prospetti, uno orientato verso il paese di Maggianico e l'altro, preceduto da un'ampia scalinata, verso il lago. Sul lato occidentale si imposta il lungo corpo già adibito a serra e oggi trasformato in auditorium. L'interno è arricchito da uno scalone il cui soffitto presenta ricchi affreschi, gli unici sopravvissuti al degrado in cui è stata lasciata la villa per molti anni. Splendido il pavimento alla veneziana del salone a pian terreno mentre è stato eliminato l'attico a balaustrini che, oltre a nascondere la copertura, dava slancio e logico coronamento alla costruzione. La villa è stata radicalmente restaurata nel 1987 su progetto degli ingegneri Terragni di Como che, dovendola convertire alle esigenze della scuola civica di musica Giuseppe Zelioli che vi ha sede, ne hanno stravolto l'impianto originario.
Teatro della Società
si trova in piazza G. Garibaldi e risale al 1844 per opera dell'Architetto Giuseppe Bovara. Dichiarato pericolante nel 1951, rischiò l'abbattimento evitato grazie a un comitato di cittadini che ne reclamarono la restaurazione avvenuta negli anni sessanta. Riaperto nel 1969 fu adornato dieci anni dopo nella volta dalle Età della Vita affresco opera di Orlando Sora. Considerato uno dei luoghi pubblici più prestigiosi della città propone tutt'oggi stagioni di prosa e concerti.

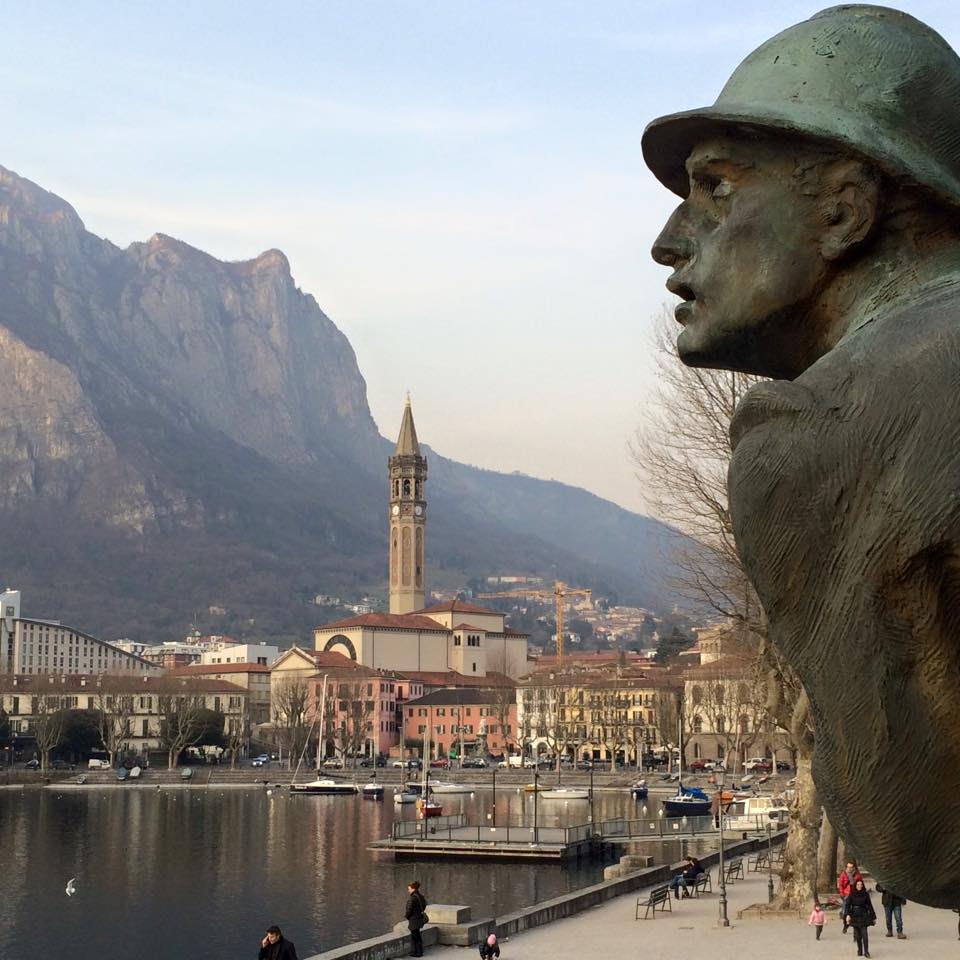
Particolare del Memoriale ai Caduti

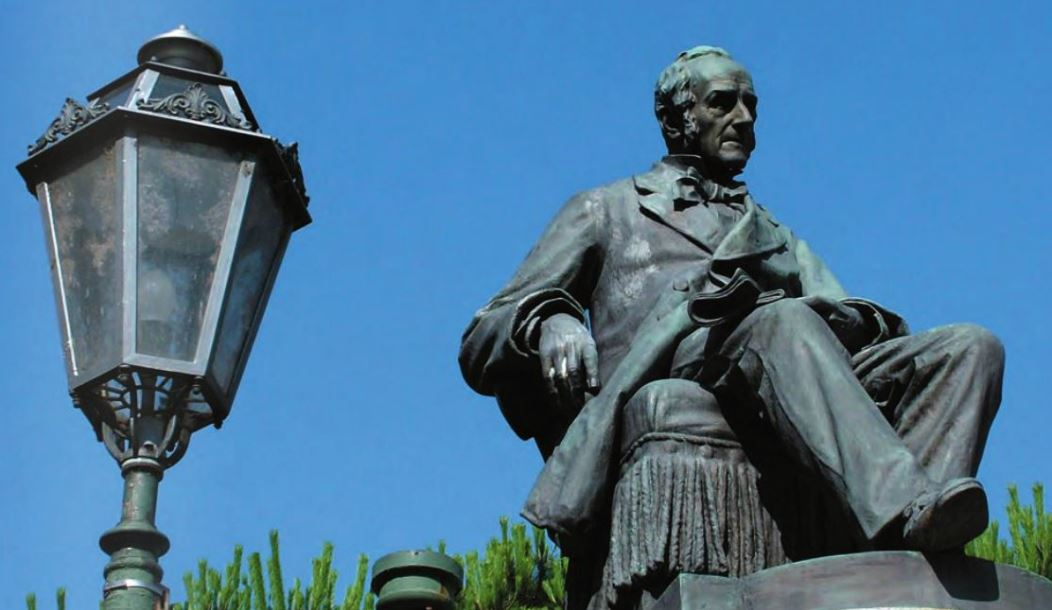
Statua del Manzoni

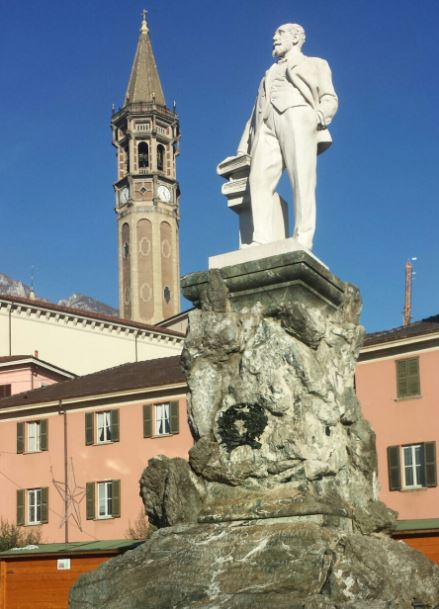
Monumento a Mario Cermenati

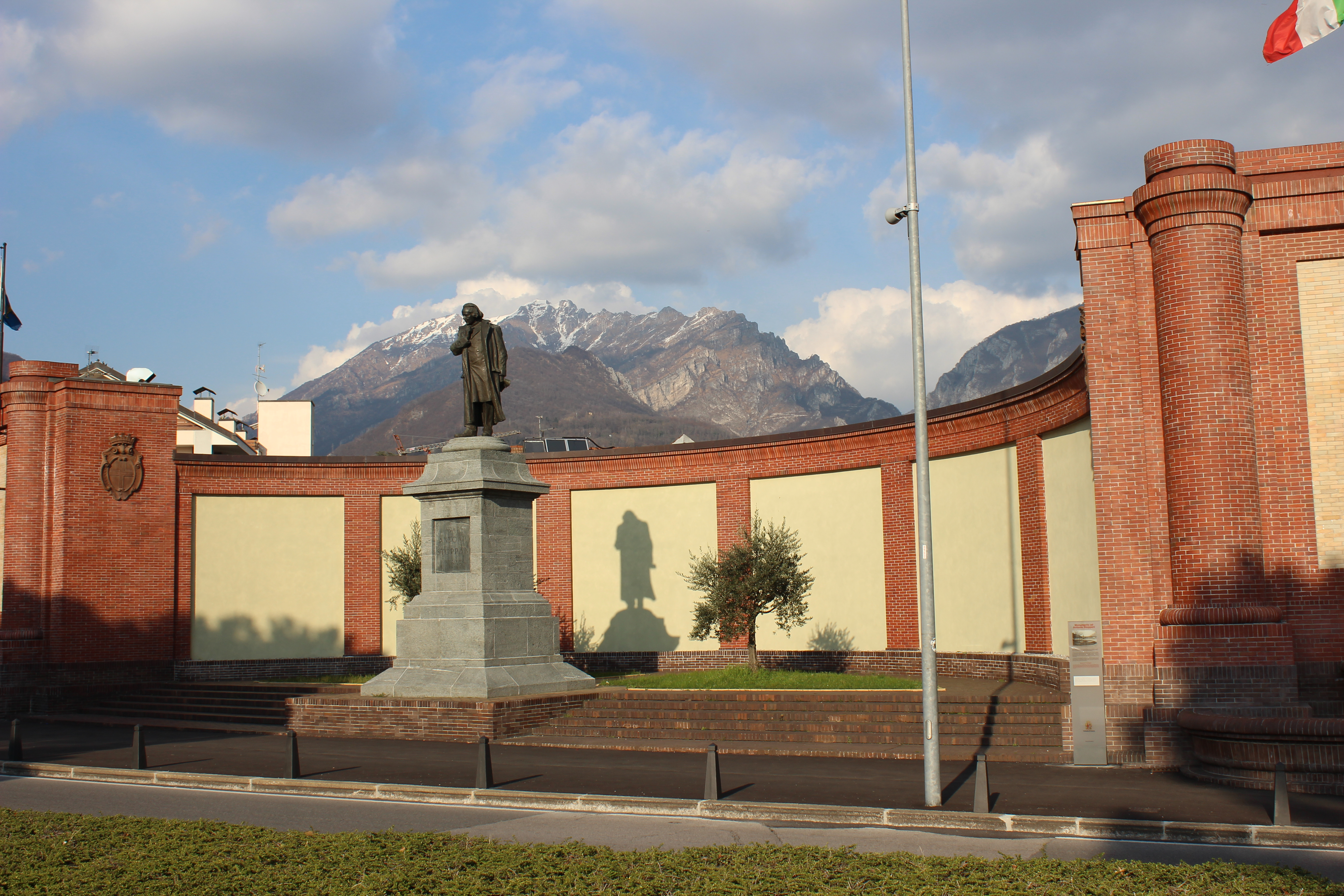
Esedra e statua di Antonio Stoppani

Palazzo Falck
situato nella centrale piazza Garibaldi risale al 1900 e fu costruito da Giuseppe Ongania per ospitare la sede cittadina della Banca d'Italia, successivamente venne intitolato al senatore Enrico Falck. Rimase chiuso per anni fino ad ospitare dal 2004 la sede della ConfCommercio.
Memoriale ai Caduti
è un maestoso monumento che celebra i caduti lecchesi della Grande guerra cui si aggiunsero successivamente quelli del conflitto d'Africa e le lapidi dei caduti della Seconda guerra mondiale sul retro; si affaccia direttamente sul golfo di Lecco, nei pressi della foce del torrente Caldone. Opera dello scultore Giannino Castiglioni venne inaugurato nel 1926: raffigura una stele di granito a cui è appoggiata, nel lato rivolto verso il lago, una figura femminile, simbolo della Patria, (conosciuta dai lecchesi come la balia di pèss) con il viso afflitto dal dolore rivolto al cielo; sul lato opposto sono incise le tappe più gloriose del primo conflitto mondiale. Ai piedi della stele, posta su un basamento in pietra a gradinate, corre sui quattro lati una fascia di altorilievi bronzei composta da sculture che raccontano la passione del combattente che lascia la sua terra, la sua donna e il suo bimbo per combattere, balzare all'attacco e cadere vittorioso.
Monumento ad Alessandro Manzoni
opera dello scultore milanese Francesco Confalonieri, questo monumento è stato inaugurato nel 1891 alla presenza di Giosuè Carducci nell'omonima piazza raffigura lo scrittore seduto nel suo scanno in atto meditativo con sguardo assorto verso il lago. La statua, alta 2,80 metri, poggia su un piedistallo di granito rosa di Baveno decorato da tre altorilievi bronzei raffiguranti il Rapimento di Lucia, la morte di Don Rodrigo e, ai piedi del poeta, il matrimonio dei Promessi. Sul lato posteriore sono riprodotti gli stemmi d'Italia e di Lecco circondati da una corona d'alloro.
Monumento a Mario Cermenati
è una statua marmorea scolpita da Francesco Modena che si trova al centro della vecchia Piazza del Grano prospiciente il lago e a lui dedicata nel 1927; inizialmente in bronzo venne poi sostituito dal marmo nel 1945 in seguito alla requisizione del bronzo avvenuta in epoca fascista. Sul basamento che simula un ammasso di rocce, attorniato da una fontana, è incisa un'epigrafe del poeta chiavennasco Giovanni Bertacchi.
Monumento a Giuseppe Garibaldi
si trova nella piazza omonima, opera di Francesco Confalonieri fu eretto nel novembre 1884, dopo soli due anni dalla morte di Garibaldi per celebrare le sue quattro visite in città effettuate fra il 1859 e il 1866 ricordate anche da una lapide dell'edificio nel quale fu ospitato situato nella medesima piazza. Il monumento è alto 8,05 metri e fu eretto per volere del sindaco Ghislanzoni che invitò la cittadinanza a una raccolta di offerte. Il condottiero dei Mille è raffigurato in posa eretta con il berretto stretto nella mano destra posata sul fianco mentre la sinistra impugna l'elsa della spada, il monumento poggia su un piedistallo di granito bianco di Baveno sul quale, nei tre lati, sono incisi i nomi dei garibaldini di Lecco e del territorio.
Monumento ad Antonio Stoppani
posto all'estremità di Punta della Maddalena, nei pressi dell'imbarcadero, è una maestosa opera dedicata all'Abate realizzata nel 1927 dall'architetto Mino Fiocchi mentre la statua bronzea, incorniciata al centro di un'esedra affiancata da due fontane, è una creazione dello scultore Michele Vedani. Nel 2015 il monumento è stato interessato da una radicale ristrutturazione in occasione dell'Expo 2015.
Fontana delle tre bocche
situata in località Castione di Rancio, sul sagrato antistante la chiesa barocca di San Carlo, la fontana è un elegante manufatto in pietra di Saltrio che raffigura tre delfini intrecciati sulla sommità. Realizzata nel 1853, in occasione della costruzione dell'acquedotto, dallo scalpellino Abbondio Molinari è stata restaurata nel 2009 dalla delegazione lecchese del FAI.

#### Altri edifici civili
- Albergo Croce di Malta
- Palazzo del Pretorio feudale
- Palazzotto di don Rodrigo
- Presunta casa del sarto a Chiuso
- Collegio Arcivescovile Alessandro Volta
- Villa Belgiojoso a Castello
- Villa Eremo
- Palazzo della Banca Popolare di Lecco
- Ponte John Fitzgerald Kennedy
- Centro Meridiana
- Monumento alla Civiltà del Lavoro al Caleotto
- Monumento ai fratelli caduti del mare sul lungolago
- Monumento ad Antonio Ghislanzoni sul lungolago
- Monumento a Giuseppe Airoldi all'interno del parco Belgiojoso
- Palazzo Bigoni (condominio residenziale a Pescarenico)
- Palazzo Ghislanzoni (sede municipale dal 1893 al 1928)
- Palazzo Martelli (sede del soppresso comune di Maggianico)[85]
- Villa Airoldi (ospizio dei poveri dal 1594 al 1926)[86]
- Villa Berera a Rancio
- Villa Cima Orio a Castello
- Villa Ponchielli a Maggianico
- Monumento all'Addio monti a Pescarenico

### Architetture militari

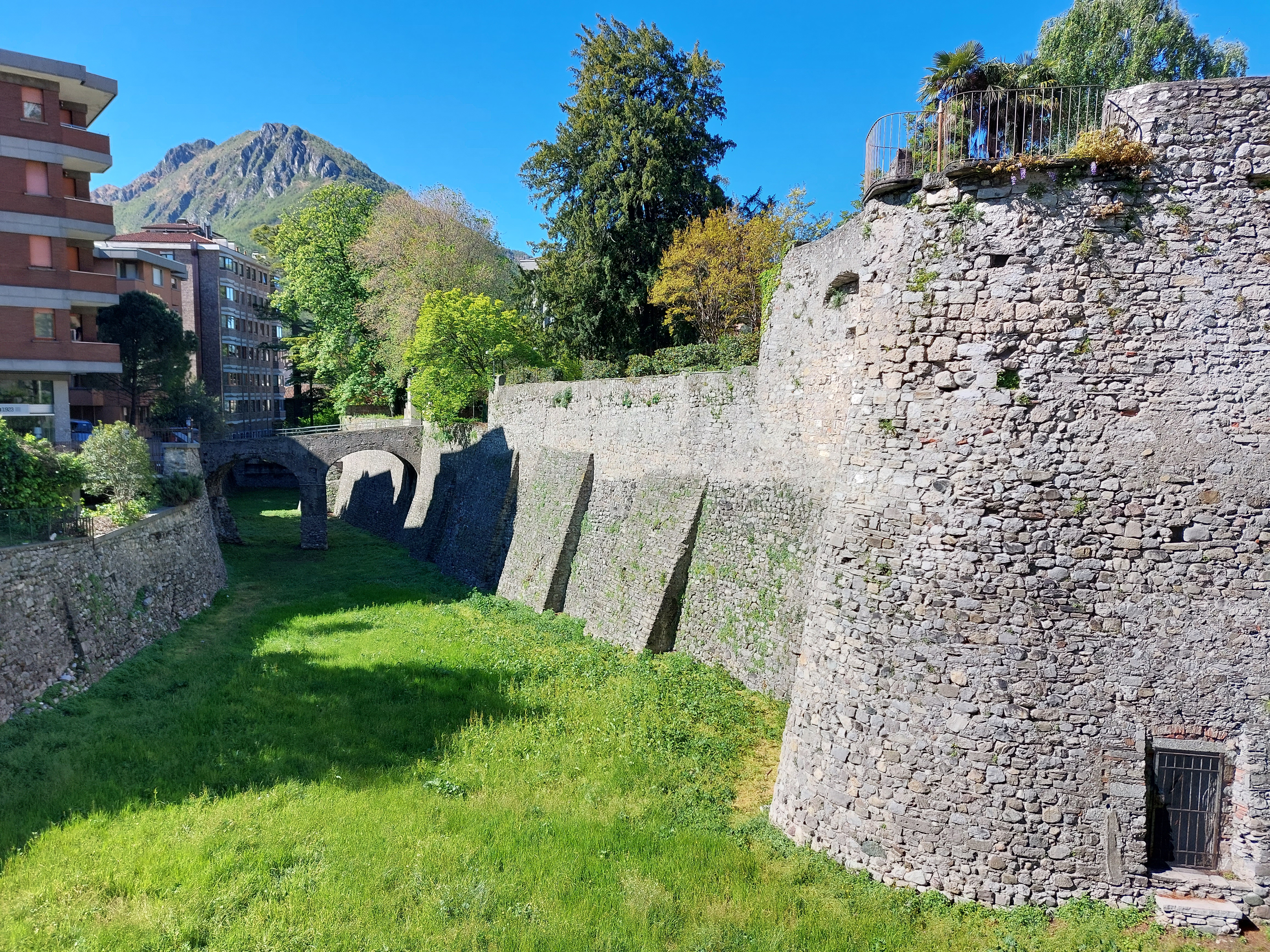
Resti del Vallo delle Mura

Torre Viscontea (o Torre Medievale)
di origine trecentesca è probabilmente l'edificio lecchese più antico ed è tutto ciò che rimane della cinta muraria a forma triangolare del castello della città abbattuto da Giuseppe II nel 1782. Dopo la restaurazione del 1816, fu utilizzata come carcere e nel 1932, dopo un ulteriore restauro, fu affidata dallo Stato al Comune di Lecco per diventare il Museo del Risorgimento e della Resistenza della città prima e sede di mostre temporanee dei Musei Civici e dell'Assessorato Cultura del Comune di Lecco poi. Al piano terreno sono ancora visibili gli alloggi del corpo di guardia e alcune palle di cannone in pietra mentre al secondo e terzo piano è ospitato il Museo della Montagna e dell'Alpinismo lecchese.

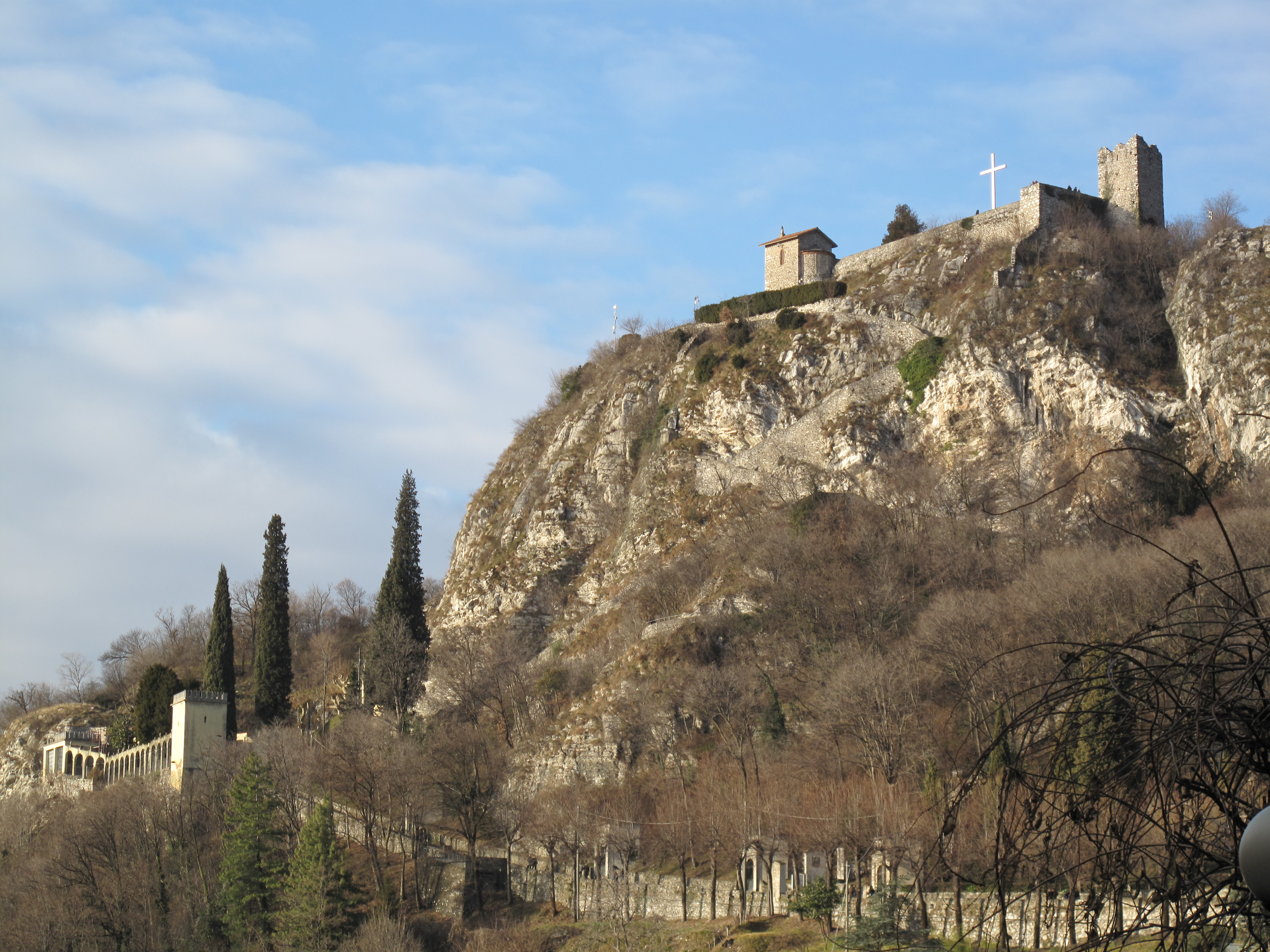
Il castello dell'Innominato al confine meridionale della città

Vallo delle Mura (o Bastioni Spagnoli)
si trova nei pressi della stazione ferroviaria ed è l'unica parte rimasta intatta dei Bastioni di Porta Nuova; l'originale cinta muraria dall'insolita forma triangolare che racchiudeva il borgo, realizzata durante il XIV secolo a seguito della conquista di Lecco da parte di Azzone Visconti, successivamente ampliate dagli spagnoli, vennero poi soppresse definitivamente sotto il dominio austriaco da Giuseppe II d'Asburgo-Lorena fra il 1782 e il 1784. Percorribile per mezzo di una scalinata attende di essere valorizzato.
Castello dell'Innominato (o Rocca dell'Innominato)
la fortezza, risalente al XIV secolo, è situata in cima al Sacro Monte di Somasca, su un dirupo di un'altura naturale in una posizione dominante il Lago di Garlate, al confine con la località di Somasca nel comune di Vercurago. Fu da ispirazione nel romanzo de I promessi sposi come residenza del potente e malvagio personaggio dell'Innominato, figura associata a Francesco Bernardino Visconti. La fortificazione, menzionata per la prima volta nel 1158, fu utilizzata durante le lotte tra guelfi e ghibellini iniziate con la faida tra i Visconti e i Della Torre per poi diventare definitivamente di proprietà della Repubblica di Venezia nel 1454. Del fortilizio, ormai ridotto a un rudere, rimangono intatti il muro perimetrale quadrangolare, parte dei bastioni difensivi e alcune torri oltre alla Cappella di Sant'Ambrogio. Di particolare interesse è l'originale scalinata che collega il castello direttamente scavata nella roccia.

### Vie e piazze
Piazza Era
è il cuore pulsante del quartiere di Pescarenico, unico luogo lecchese citato esplicitamente ne I promessi sposi. In principio era il luogo di ritrovo serale delle famiglie dei pescatori nonché adibito alla pulizia delle reti e punto di approdo delle barche poiché nel Seicento il villaggio era abitato esclusivamente dai nuclei familiari che detenevano il diritto di esercitare la pesca nel tratto dell'Adda tra i due laghi di Lecco e Garlate. Il fronte della piazza è dominato dal monumentale edificio delle case popolari "Bigoni" progettate dall'architetto Mino Fiocchi nel 1929. La piazza rimane un luogo assai frequentato di giorno come transito obbligato per la pista ciclo-pedonale che da qui, lungo un percorso a fianco del lago, raggiunge il campeggio di Rivabella spingendosi fino a Vercurago, e la sera dai frequentatori dei locali siti nella zona. Nonostante la riqualificazione del 2008 le sue caratteristiche tradizionali e l'atmosfera letteraria del luogo sono state salvaguardate.
(Alessandro Manzoni, I promessi sposi, capitolo VIII, 1840)
Piazza XX Settembre

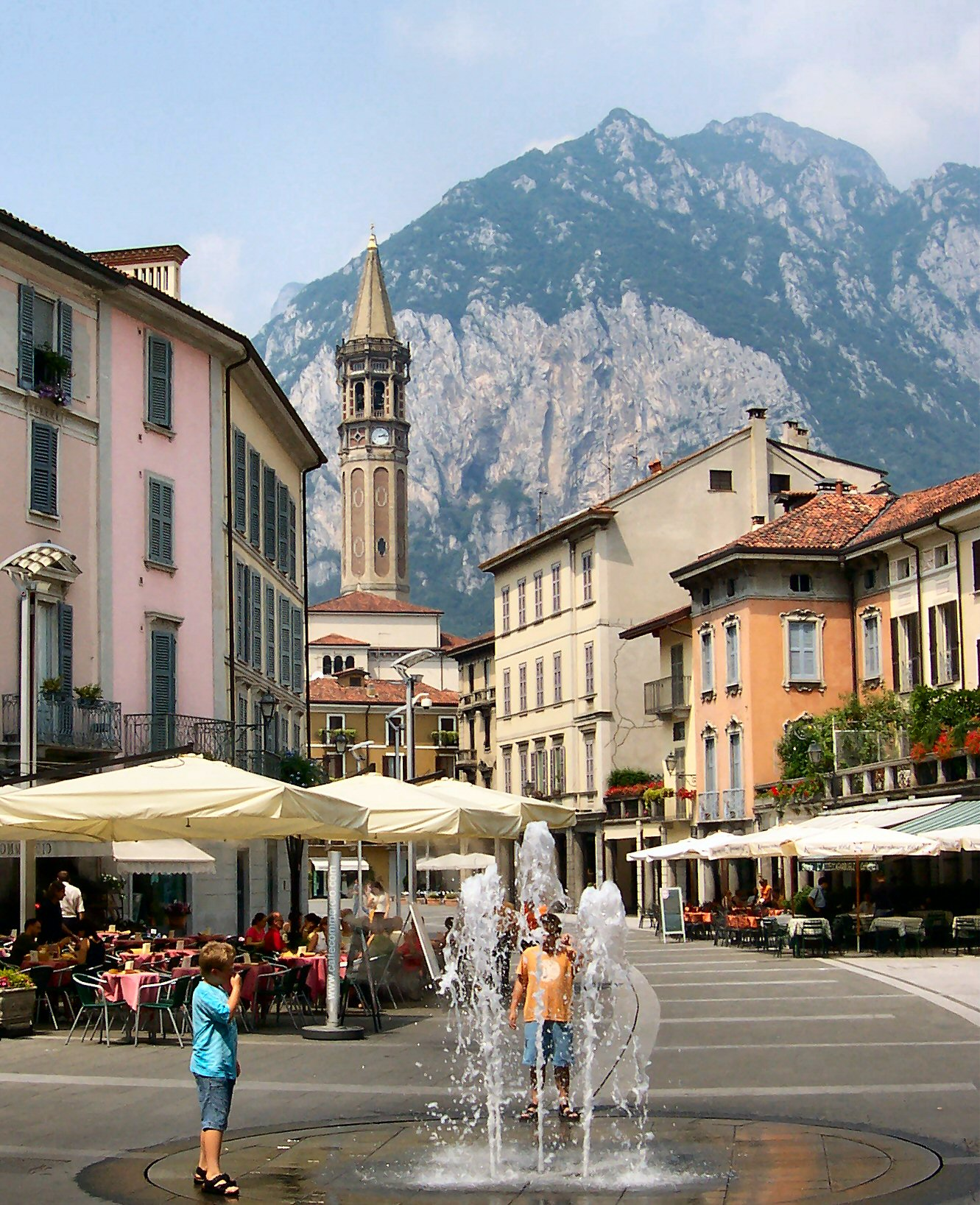
Piazza XX Settembre, e sullo sfondo il monte San Martino

sita nel cuore della città risulta essere il salotto cittadino per via dei numerosi locali che vi sorgono lungo il perimetro. La piazza, che si presenta di forma stretta, allungata e irregolare, era, fin dal 1149, sede del mercato cittadino che si svolgeva il mercoledì e il sabato ora trasferito all'ex scalo merci della Piccola. Le botteghe si allineano sotto i colonnati dei portici non allineati, ricostruiti con sapore neoclassico tra il 1820 e il 1839 intervallati da svariati vicoli che si inoltrano nel cuore pulsante della città. I palazzi residenziali borghesi che la fiancheggiano offrono balconi e finestre ricche di verde e decori; una di esse - la cosiddetta Casa Bertarelli - conserva ancora la conformazione preottocentesca, oltre a ospitare una lapide che ricorda dove nacque Antonio Stoppani (1824-1891), geologo naturalista ma anche patriota e letterato. In questo cuore del borgo avevano sede il palazzo del podestà, di cui rimane lo stemma dei Visconti murato sulla casa che fu dogana, e il castello che aveva come caposaldo il confine verso la Svizzera e la Repubblica di Venezia, ora sovrastato dalla Torre Medievale meglio conosciuta come Torre Viscontea. Nella piazza, denominata nel 1895 piazza XX Settembre (per un brevissimo tempo, nel periodo fascista, prese il nome di “Costanzo Ciano”) si trova inoltre il Palazzo delle Paure. Fu totalmente ristrutturata nella pavimentazione e nell'illuminazione nel 2006 dall'allora Sindaco di Lecco Lorenzo Bodega insieme all'attigua piazza Mario Cermenati affacciata sul golfo e da allora furono installate in ognuna delle due piazze fontane a raso intervallate dai numerosi caffè, ristoranti e trattorie che si susseguono costituendone, di fatto, il salotto buono della città.
Via Giuseppe Bovara
è una piccola strada molto caratteristica che dal Vallo delle Mura scende verso Piazza XX Settembre. Considerata una delle vie più antiche della città è stata dal 1993 al 2009 tutelata e valorizzata grazie a un'associazione fondata da un gruppo di commercianti e residenti. In questa via ha sede, nella vecchia residenza del governatore spagnolo, la Biblioteca Civica Umberto Pozzoli oltre alle otto curiose statue in pietra molera degli Ometti di Porta Nuova risalenti al XVIII secolo che ornano il muraglione adiacente. Diverse le manifestazioni che si sono susseguite negli anni passati tra cui la festa del Borgoantico, gli spettacoli musicali e la «crostata» lunga decine di metri.
Via Camillo Benso, conte di Cavour
dedicata nel 1872, dopo l'Unità d'Italia, al conte di Cavour è, insieme a Via Roma, la strada principale della città collegando la piazza del teatro a quella del municipio e della stazione ferroviaria (tra le prime di Lombardia essendo stata avviata nel 1863). L'arteria si andò formando nel 1784 a seguito della demolizione del triangolo fortificato comportando successivamente l'espansione edilizia al di fuori delle mura medievali in un'area caratterizzata originariamente da prati e vigne. Chiamata all'epoca Contrada larga per differenziarla dagli stretti e tortuosi vicoli del vecchio borgo, contribuì all'inizio del collegamento con la Valtellina. Salendo da piazza Garibaldi, sulla destra, si trova L'Isolago, dal 1984 complesso commerciale di prestigio ma che in passato era sede della filanda Bellingardi, produzione, quest'ultima, assai diffusa nel territorio.
Piazza Giuseppe Garibaldi
la piazza intitolata a Giuseppe Garibaldi, già Piazza del Prato o del teatro, con il monumento a lui dedicato è chiusa a est dall'Albergo Croce di Malta e a ovest dal Teatro della Società costruito da Giuseppe Bovara che intervenne altresì sull'impianto quadrilatero della piazza e sulla non realizzata chiesa parrocchiale che ivi avrebbe dovuto sorgere. Si affacciano sulla piazza anche il palazzo Falck e il monumentale palazzo che fu sede della Banca Popolare di Lecco. Fra la piazza e l'adiacente incrocio con via Cavour si trova quello che fino a poco tempo fa veniva chiamato il Cantun di ball, l’angolo delle chiacchiere, dove si sono discussi i più importanti problemi cittadini. Il pittoresco termine dialettale dovrebbe risalire a una casa con due grosse pietre sferiche come ornamento, edificata nei primi decenni del Novecento; nonostante l'evoluzione della comunicazione sia cambiata, l’usanza di ritrovarsi a discutere in questo luogo non è tutt'oggi tramontata.
Lungolago di Lecco

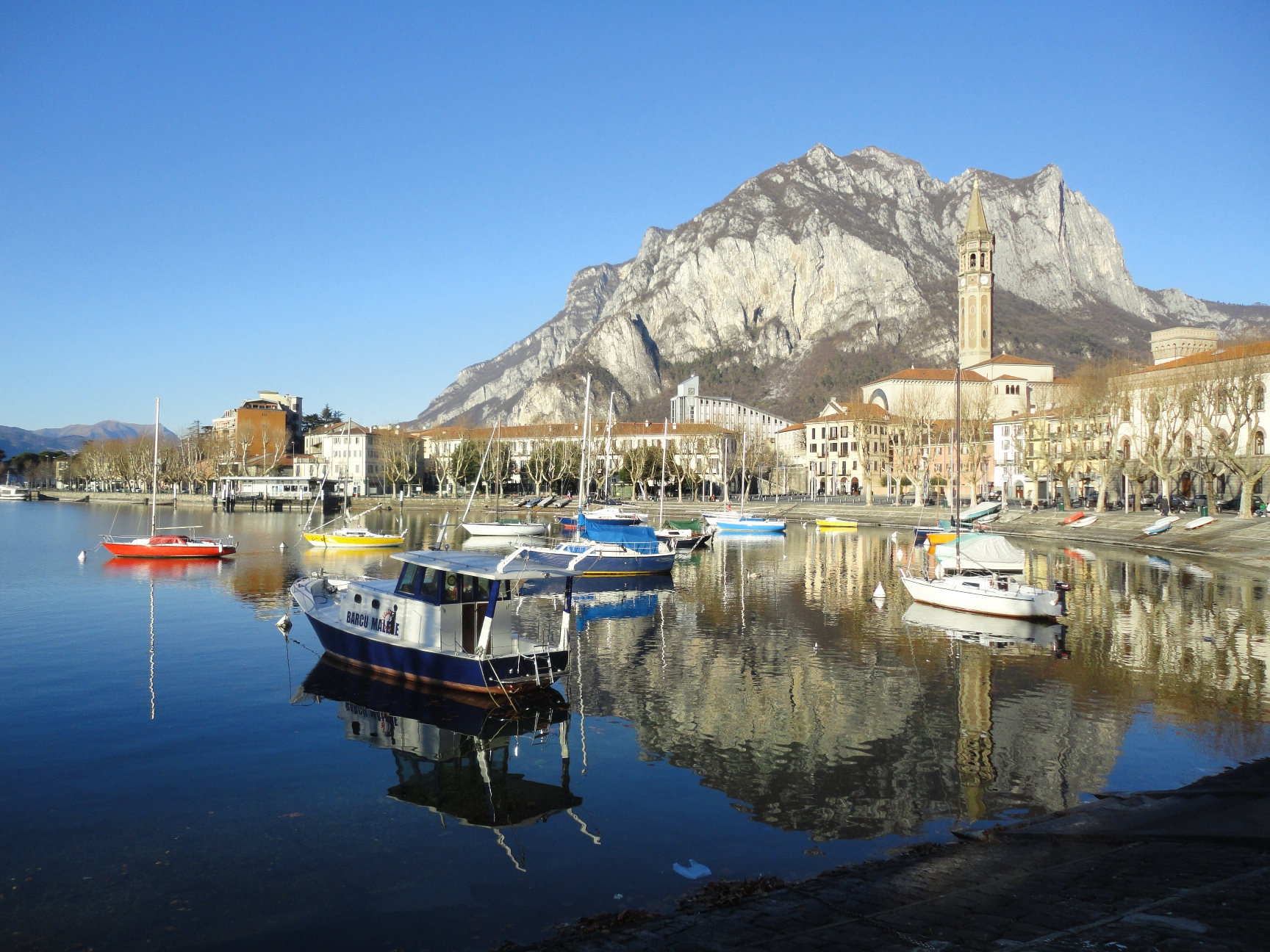
Golfo di Lecco nei pressi del centro storico

l'itinerario inizia dalla foce del torrente Caldone in corrispondenza del Monumento ai caduti e ai giardini dedicati ai martiri delle foibe proseguendo per circa 1,5 km verso nord fino alla località delle Caviate, dove inizia una pista ciclopedonale che si estende fino allo svincolo con la strada statale 36 del Lago di Como e dello Spluga in località Pradello. La passeggiata, che assunse l'attuale sviluppo nel secondo dopoguerra, è prevalentemente costeggiata da una doppia fila di ippocastani che intersecano nel percorso alcuni dei monumenti principali della città come la statua dorata di San Nicolò collocata nel 1955 alla foce del torrente Gerenzone. In corrispondenza di Piazza Mario Cermenati si trova l'imbarcadero turistico, originariamente in stile liberty, rimpiazzato successivamente con un edificio in stile razionalista. Dal 2024 è sottoposto a lavori di riqualificazione per la quasi totalità del percorso finalizzato a valorizzare lo spazio pubblico e aumentandone la vocazione turistica e attrattiva del luogo senza alterarne la funzionalità.

### Aree naturali
Parco dell'Adda Nord

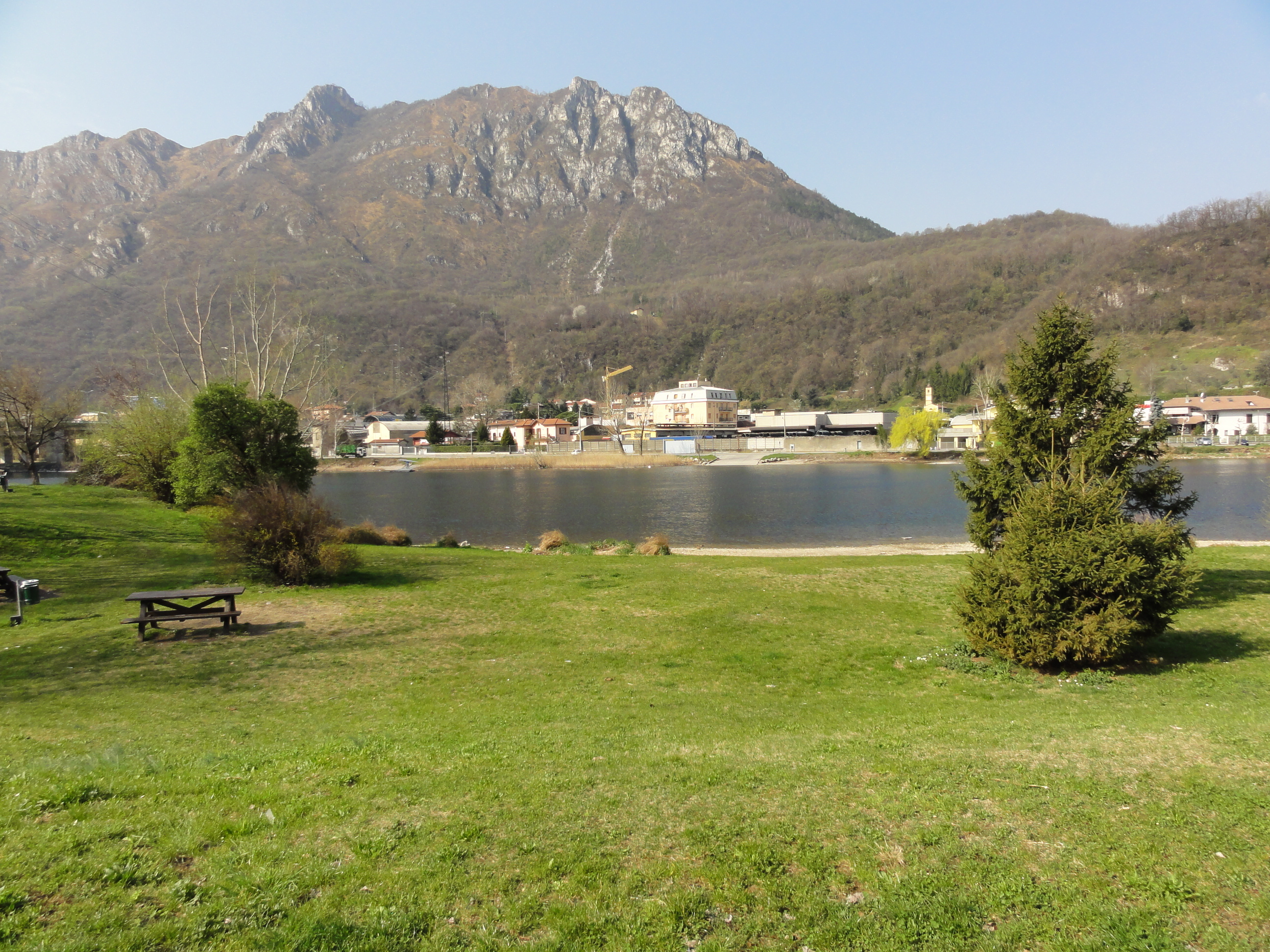
I giardini Addio Monti situati all'interno del Parco dell'Adda Nord

è l'area protetta istituita nel 1973 che costeggia il fiume Adda a valle del lago di Lecco raggiungendo il comune di Truccazzano nella città metropolitana di Milano. La vasta area, che si formò in seguito al ritiro del ghiacciaio che nel quaternario scendeva dalle Alpi fino alla pianura, ospita una flora e fauna di grande importanza e il suo territorio è, in parte, sottoposto a tutela ambientale e a leggi di salvaguardia. Il parco, che nei confini comunali è interamente percorso dalla pista ciclopedonale, si estende per circa quattro km da Pescarenico a Chiuso.
Parco naturale del Monte Barro

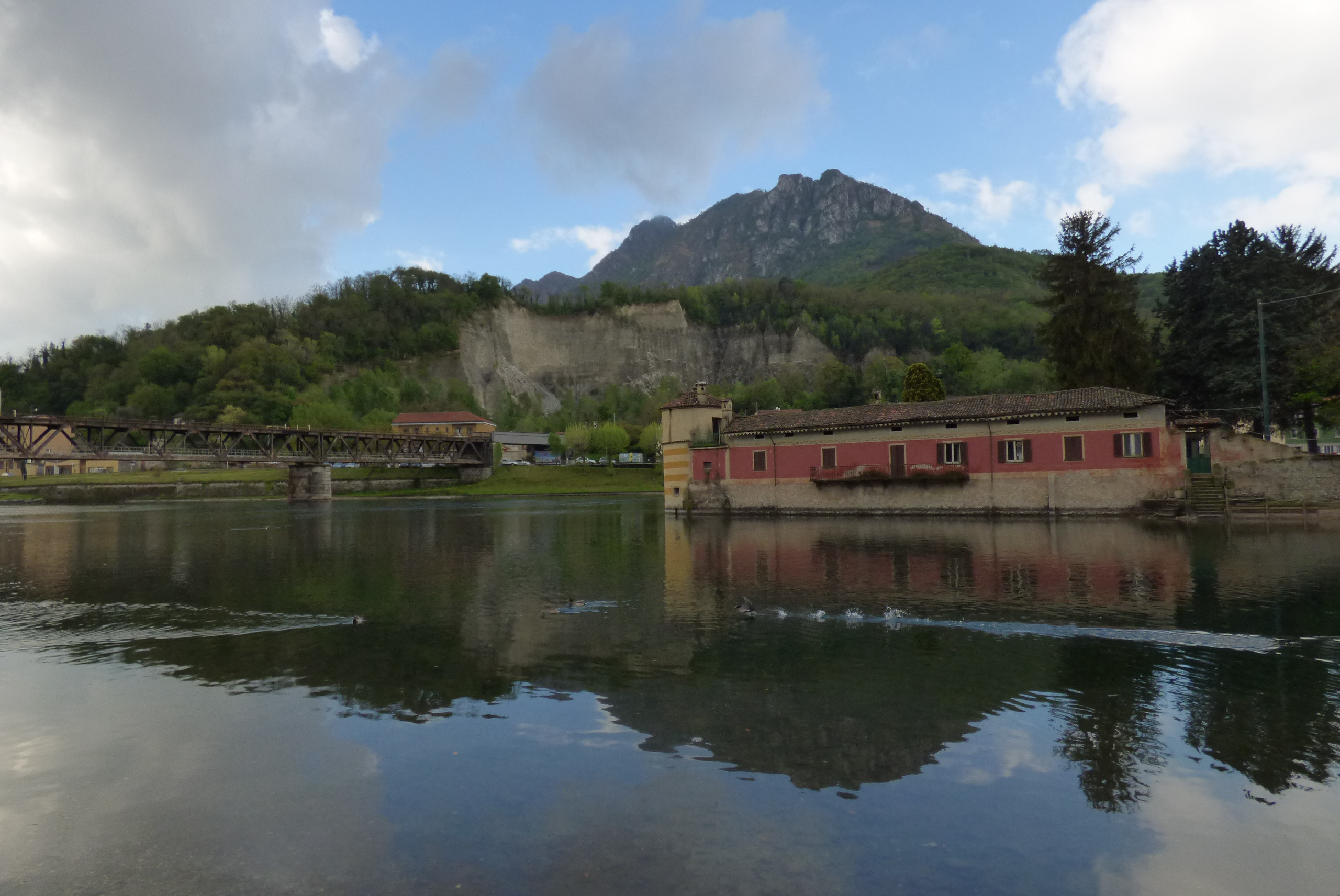
Isola Viscontea e, sullo sfondo, il Monte Barro

è un parco regionale istituito nel 1983 di circa 665 ettari posto a ridosso del confine occidentale di Lecco sull'omonimo monte posto in posizione isolata oltre il fiume Adda. L'ente che ne salvaguardia il territorio ha conferito alla città una quota proporzionale minore in quanto la maggior parte del perimetro appartiene ad altri comuni confinanti.
Isola Viscontea
situata nei pressi del Ponte Azzone Visconti sorge la piccola Isola Viscontea, proprietà privata che, fra il marzo 2011 e il dicembre 2014, tramite un progetto avanzato dell'Amministrazione comunale e dell'Associazione Appello per Lecco, ha consentito l'accesso al pubblico e lo sfruttamento turistico dell'isola con proiezioni di film all'aperto e rappresentazioni teatrali. Nel febbraio 2013, il FAI, ha riconosciuto l'isola classificandola al 121º posto del censimento I luoghi del cuore oltre al decreto emesso solo un mese prima dal direttore generale per i Beni Culturali e paesaggistici della Lombardia che la dichiarò di interesse storico-culturale particolarmente importante.
Parco di Villa Gomes
è situato a Maggianico, nei pressi della stazione; è il parco recintato più vasto della città (circa 37000 m²) e vanta alberature molto varie di grande pregio. Al suo interno si trova l'omonima villa in stile eclettico imperante voluta dal compositore e musicista brasiliano Antônio Carlos Gomes che la fece erigere fra il 1880 e il 1881 dandole l'appellativo di "Villa Fiori", per la rarità e la varietà delle piante da lui importate in una zona che all'epoca era un vivace luogo di ritrovo per molti artisti e letterati facenti parte della Scapigliatura milanese tra cui Amilcare Ponchielli che fece erigere una villa a pochi metri dall'ingresso nord nel 1880.

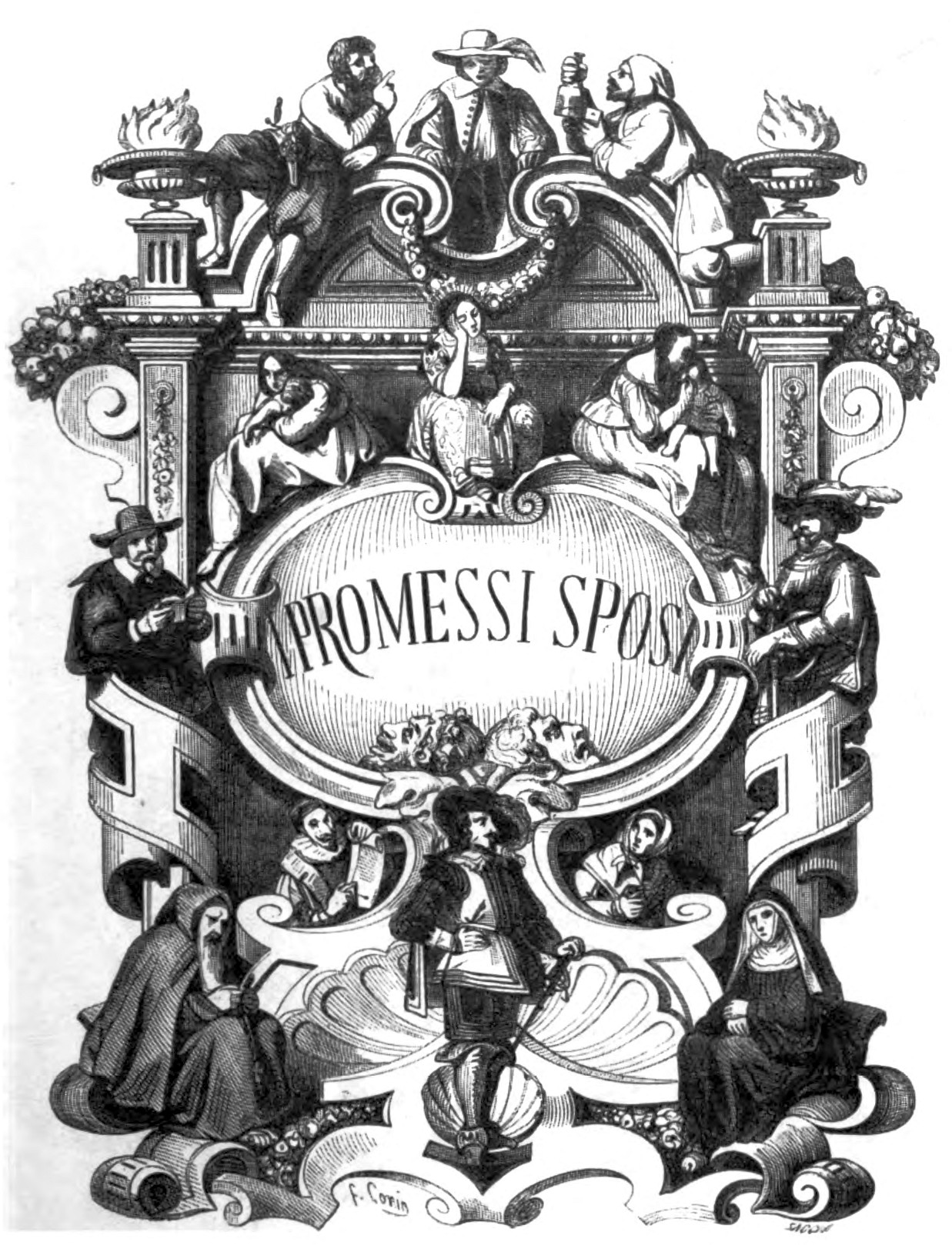
il frontespizio della Quarantana

### Luoghi manzoniani
(Alessandro Manzoni, I promessi sposi, Milano, Guglielmini e Redaelli, 1840, cap. I, p. 10)
Sono i luoghi, o quello che ne rimane, serviti da ispirazione ad Alessandro Manzoni e citati nel romanzo I promessi sposi. Alcuni luoghi sono storici, come il convento di Fra Cristoforo a Pescarenico o il ponte Azzone Visconti, altri indicati dalla tradizione, come la presunta casa di Lucia Mondella nel quartiere di Olate, il tabernacolo dei Bravi, il Palazzotto di don Rodrigo, la casa del sarto a Chiuso e l'attigua Rocca dell'Innominato. A tutto questo si aggiunge la già citata Villa Manzoni situata nel quartiere Caleotto (oggi Museo civico manzoniano), residenza della sua famiglia nella quale egli visse la sua infanzia, adolescenza e prima giovinezza come lui stesso scrive nell'introduzione del romanzo Fermo e Lucia. L'itinerario storico-letterario è un'eredità trainante nel turismo lecchese, il quale, negli ultimi anni, si sta attrezzando per una valorizzazione più rilevante attraverso l'installazione, nei vari luoghi di richiamo al romanzo, di totem informativi, pannelli dei personaggi coinvolti e figure stilizzate in chiave moderna.

## Società

### Agglomerato urbano

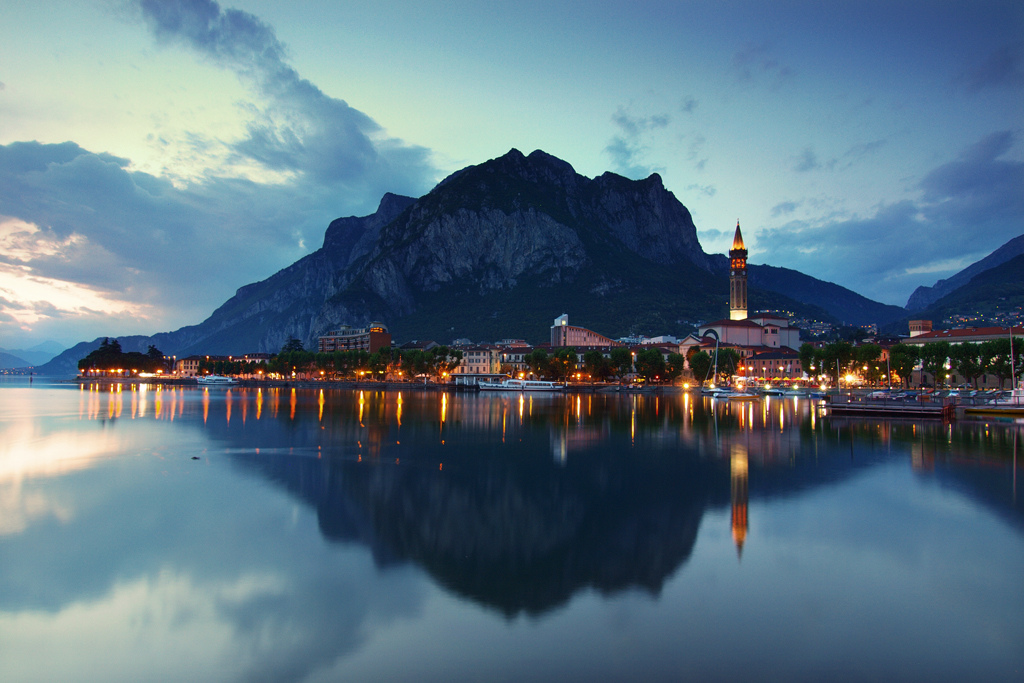
Lecco al tramonto

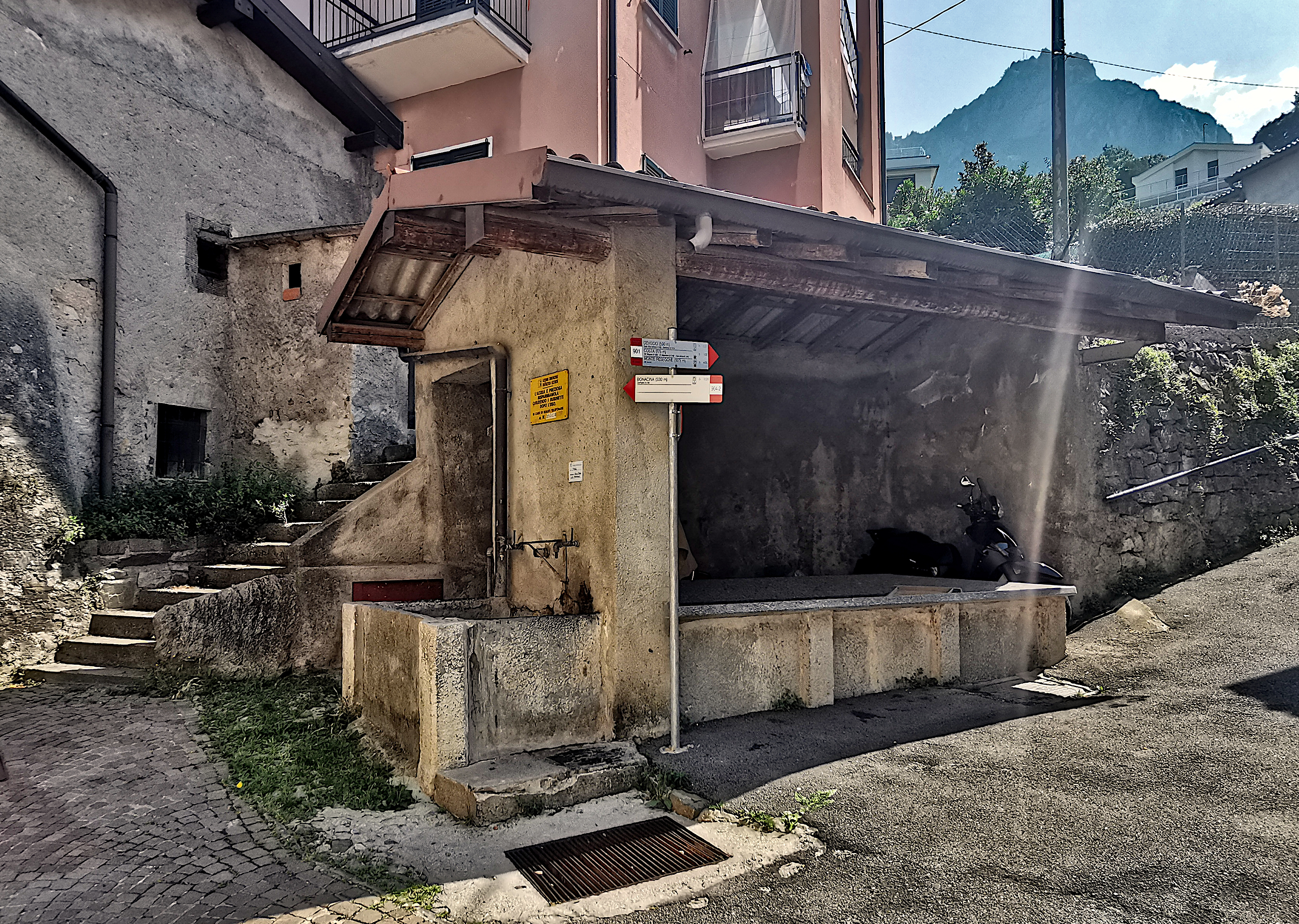
Lavatoio di Malnago

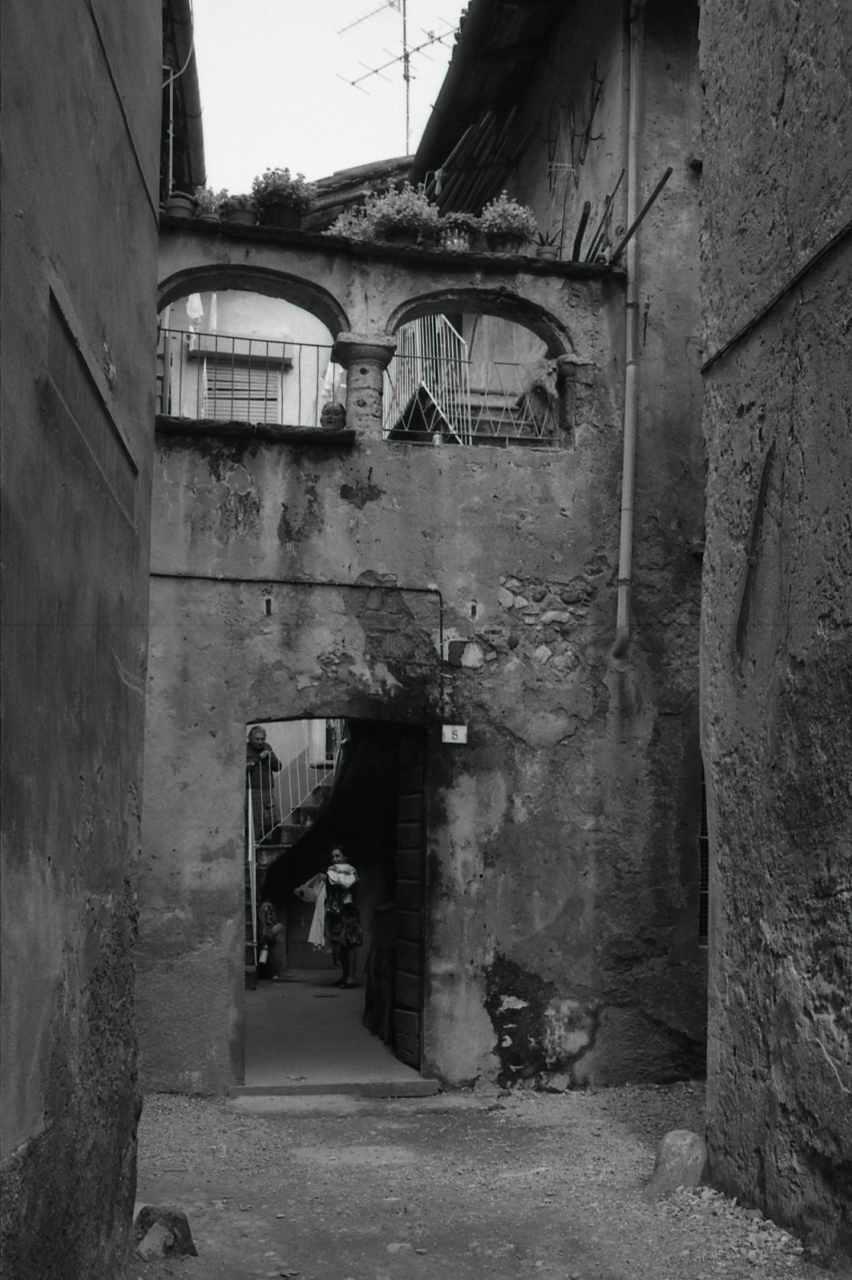
Ingresso di un'abitazione privata nei vicoli del quartiere dei pescatori

Lecco è il centro di un agglomerato urbano che sulla sponda orientale del Lago di Garlate prosegue con Vercurago, cui segue Calolziocorte; sulla sponda destra dell'Adda comprende Pescate, Garlate, Galbiate, Olginate, Malgrate, Valmadrera e Civate, a nord Ballabio.
La popolazione di questo agglomerato conta più di 114 000 abitanti ed è in costante crescita.

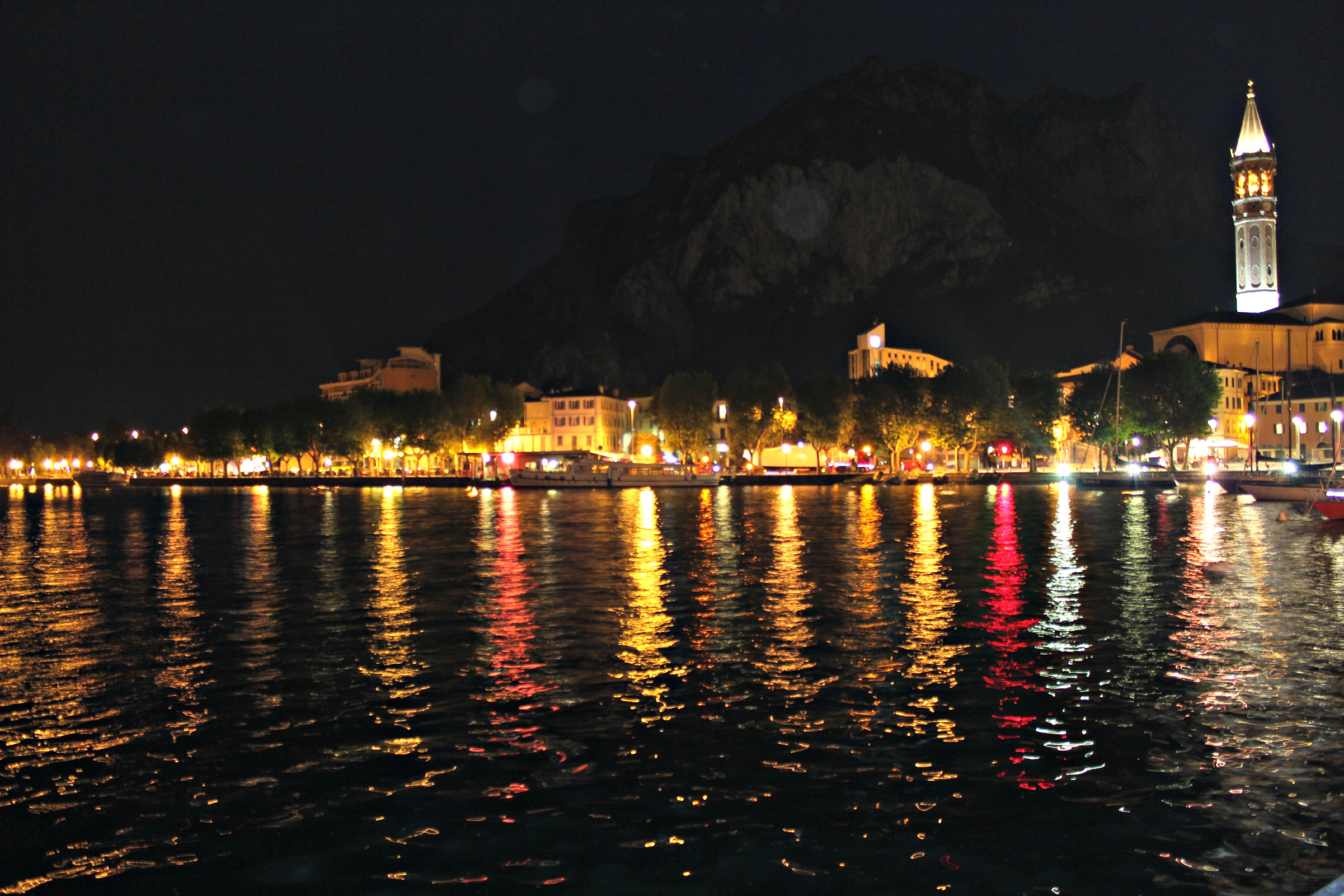
Luci notturne sul lungolago

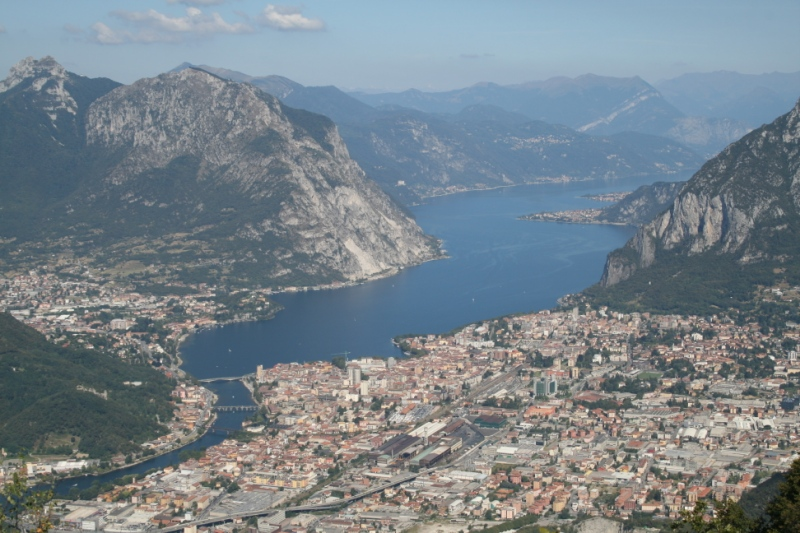
Panorama dal monte Magnodeno

### Evoluzione demografica
(Alessandro Manzoni, I promessi sposi, capitolo I, 1840)
Intorno alla metà del Seicento, la popolazione di Lecco con Pescarenico, sommata a quella dei piccoli centri del circondario (assorbiti nella medesima entità amministrativa nella prima metà del Novecento) raggiungeva circa 3 000 abitanti mentre i residenti entro la cinta fortificata, ossia quelli compresi nel vero e proprio borgo di Lecco, assommavano a poche centinaia.
- 1 412 abitanti nel 1771[97]
- 1 543 abitanti nel 1803
- 6 439 abitanti nel 1809 dopo le annessioni di Acquate, Belledo, Castello, Chiuso, Germanedo, Olate, San Giovanni alla Castagna e Rancio di Lecco, cui si unì Pescate nel 1812[98]
- 11 043 abitanti nel 1839

Abitanti censiti

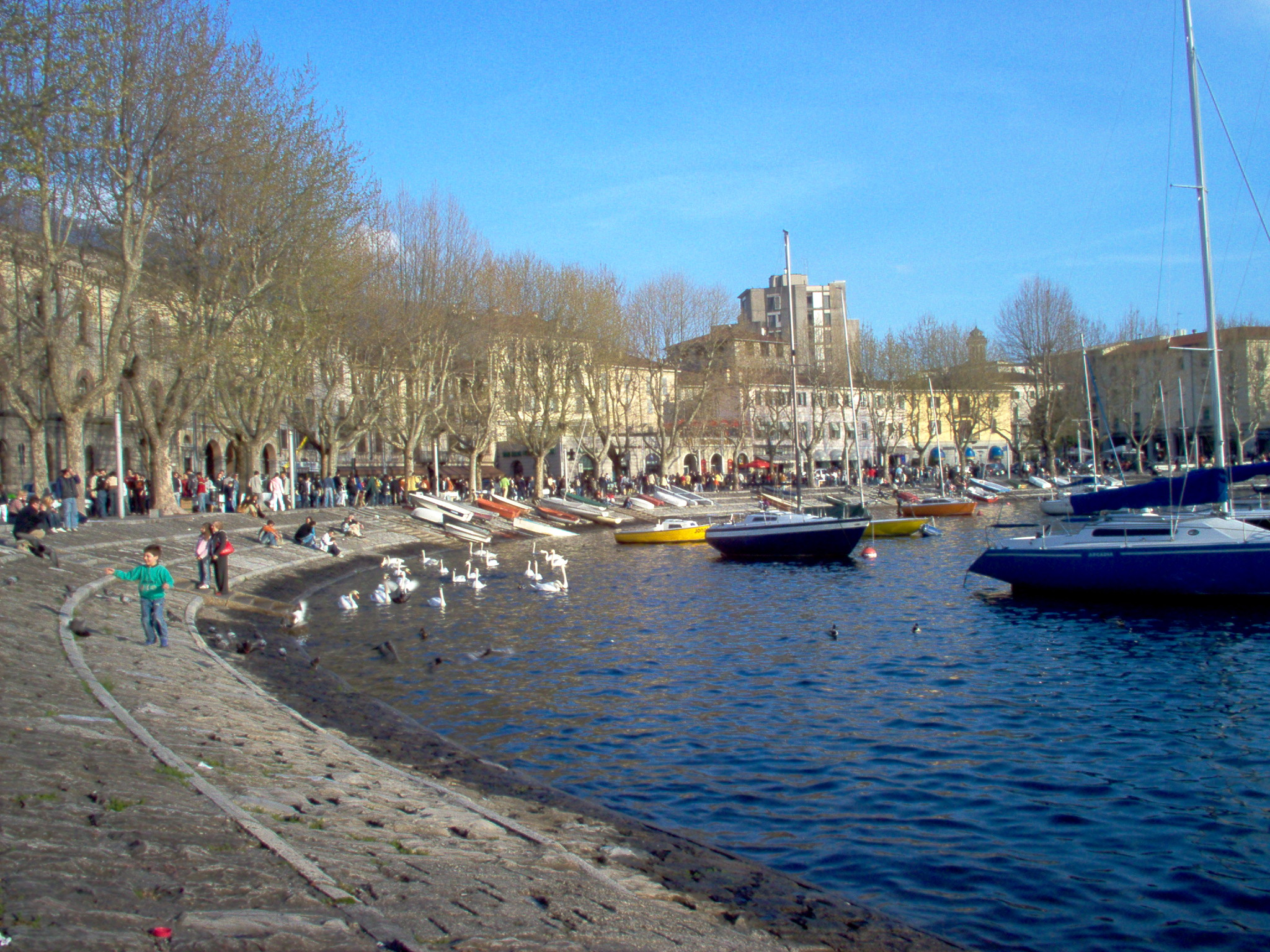
Il lungolago di Lecco nel centro della città

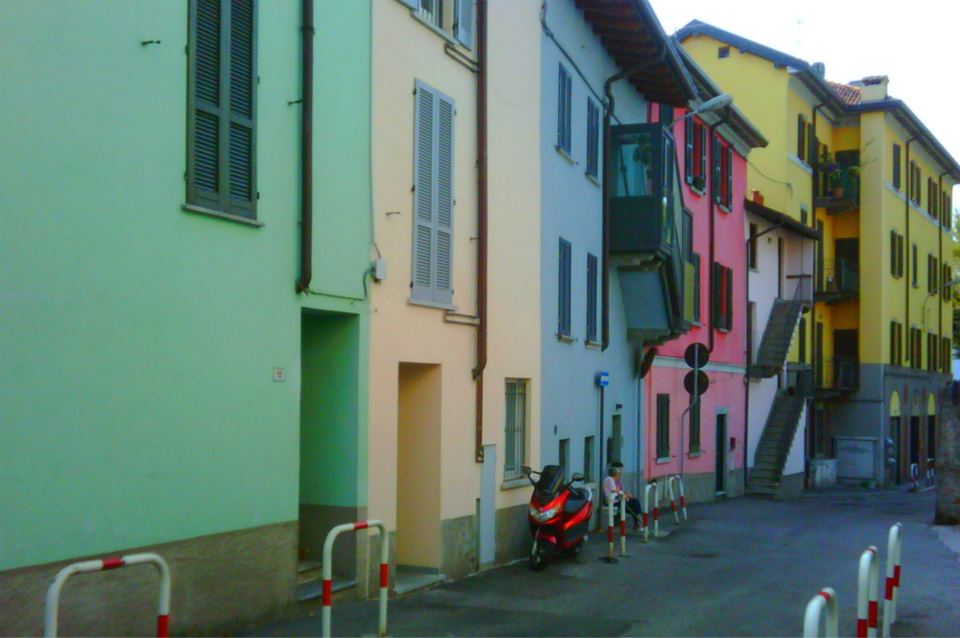
Scorcio della località della Malpensata nel centro storico

La popolazione lecchese al 31 dicembre 2024 conta 47 276 individui (di cui 22 820 maschi e 24 456 femmine) ed è il 16º comune più popoloso della Lombardia con una densità media di circa 1070 ab./km². Dal grafico si nota come la popolazione sia aumentata quasi ininterrottamente fino al 1971 per poi registrare un periodo di crisi all'inizio degli anni novanta, durante il quale la popolazione è diminuita tornando a incrementarsi, seppur lievemente ma in modo costante, dal 2001 in gran parte grazie al progressivo incremento dei flussi migratori in entrata da diverse parti del mondo. Dal 2010 al 2014 la popolazione è rimasta sostanzialmente stabile nonostante un lieve calo progressivo di circa 500 residenti dal 2012 al 2014 dovuto per lo più alla riduzione di immigrati e alla crescita degli emigrati. Nello specifico, nei dati diffusi dal comune nel febbraio 2014, sui movimenti della popolazione, si registra un aumento dell'emigrazione (popolazione che si è trasferita da Lecco in altre località) che, per l'anno 2014, si è attestata a 1 462 unità rispetto ai 1 121 del 2013 mentre è in netta diminuzione il numero di persone che hanno scelto di venire a Lecco (1 574 nel 2014 e 1 705 nel 2013). Il tasso di natalità rimane pressoché invariato: le nascite sono state 383 nel 2014, in leggero aumento rispetto alle 361 del 2013. In contrasto invece il tasso di mortalità che, con 485 decessi, è in netto calo rispetto ai 591 del 2013. Si registra infine anche una diminuzione nel numero di matrimoni: si passa dai 138 del 2013 ai 129 del 2014 di cui solo 68 celebrati con il rito religioso.

### Etnie e minoranze straniere
Al 31 dicembre 2023 gli stranieri residenti nel comune erano 4  998, ovvero il 10,6% della popolazione. Gli stranieri residenti provengono in particolare dai Balcani, dall'Europa dell'est e dal Nord Africa, tendenzialmente arabi marocchini, tunisini ed egiziani; la comunità musulmana risiede principalmente nei rioni di Maggianico e Chiuso dove si trova un centro culturale Islamico. Dall'Africa subsahariana provengono comunità ivoriane, senegalesi, nigeriane, ghanesi e burkinabé. Una minima parte proviene dai Caraibi mentre per gli immigrati provenienti dall'Unione Europea sono presenti comunità croate, francesi e spagnole. La zona nella quale si concentra il maggior numero di immigrati è quella intorno a Viale Filippo Turati, essendo in gran parte abitata da nuclei senegalesi, ivoriani, marocchini e cinesi.
Le comunità maggiormente rappresentate al 31 dicembre 2023 sono le seguenti:
- Romania 479
- Iran 308
- Albania 296
- Ucraina 284
- Marocco 250
- Senegal 246
- Perù 223
- Kosovo 208
- Cina 200
- Costa d'Avorio 169

### Lingue e dialetti
Oltre alla lingua italiana, a Lecco non sono ufficialmente riconosciute altre lingue. Si parla una declinazione del dialetto lombardo occidentale chiamato anche dialetto insubre (parlato nelle province di Lecco, Como, Varese, Sondrio, Monza e Brianza, Milano, Lodi e nel Canton Ticino) appartenente al ceppo linguistico gallo-italico. A seconda delle zone ha influssi dialettali di origine bergamasca, brianzola, valtellinese e comasca.

### Religione
La principale confessione religiosa a Lecco è quella cattolica. La liturgia differisce da quella tipica della maggior parte del mondo cattolico, in quanto in città si segue il rito ambrosiano, come in buona parte dell'arcidiocesi di Milano che prevede, tra le altre particolarità, l'adozione di un lezionario, un messale e un calendario liturgico differenti da quelli del rito liturgico romano. Sede della III zona pastorale dell'arcidiocesi che conta 181 parrocchie è presente in città un Vicario Episcopale e un prevosto a capo dei dieci decanati in cui la zona si ripartisce. Il 23 agosto 1584 l'arcivescovo milanese Carlo Borromeo trasferì la sede plebana dalla chiesa dei Santi Gervasio e Protasio di Castello, ridotta nei secoli ad una cappellania, alla Basilica di San Nicolò favorendo altresì lo sviluppo sociale della nuova Pieve di Lecco attiva già con funzioni amministrative civili come ripartizione locale della provincia del Ducato di Milano. La nuova sede ecclesiastica registrò nel 1592 dodici chiese curate di cui solo due con sacerdoti stabili mentre le restanti erano ridotte alla stregua di commende.
in città si trovano inoltre altre piccole comunità di altre religioni: Chiesa Cristiana Evangelica (con una sede in centro), Testimoni di Geova, Islam (con il centro maggiore nel rione di Chiuso), Chiesa ortodossa (con due chiese nei rioni di Castello e Belledo).

### Tradizioni e folclore

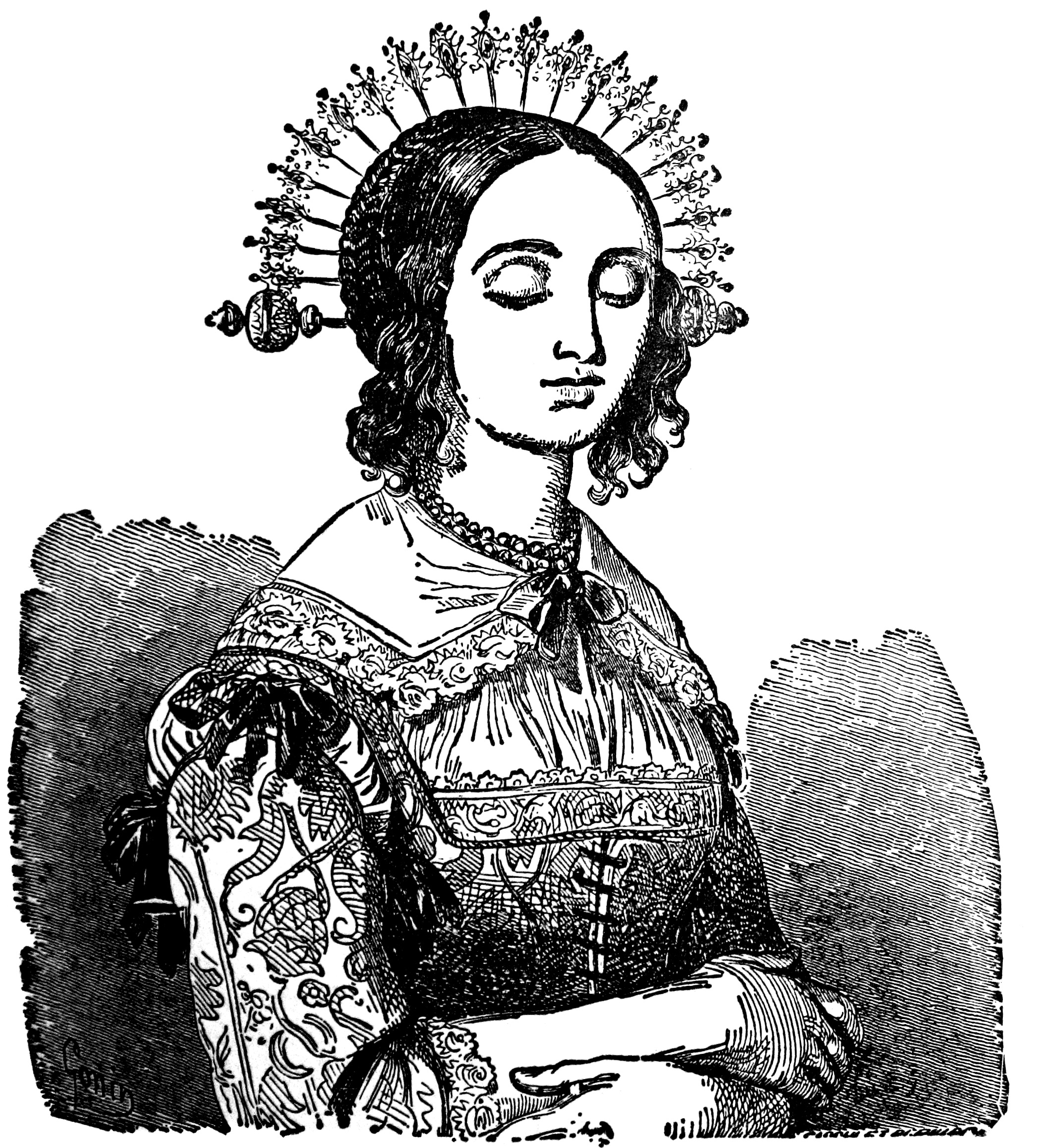
Lucia con le guazze in testa

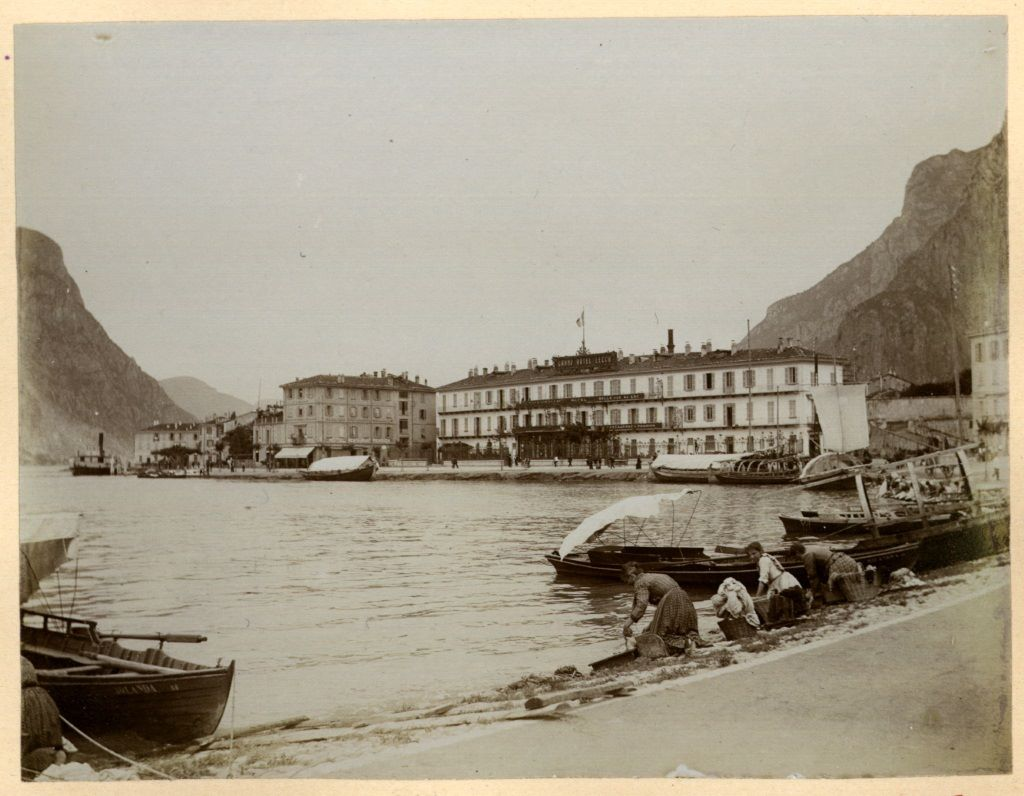
Gruppo di lavandaie e sullo sfondo l

Il tradizionale abito femminile lecchese è legato all'immagine di Lucia dei Promessi Sposi e si caratterizza per la bella raggiera composta da spilloni d'argento, chiamati guazze, che corona la testa accuratamente descritto da Alessandro Manzoni nel settimo capitolo con queste parole:
(Alessandro Manzoni, I promessi sposi, capitolo VII, 1840)
I principali appuntamenti della città sono:
- 17 gennaio: in occasione della festa patronale di Sant'Antonio Abate nell'omonima piazzetta del rione di Malavedo suggestiva benedizione degli animali domestici di cui il santo ne è il protettore;
- marzo (data variabile): la Festa del cioccolato è un evento del week-end di decennale tradizione durante il quale vengono valorizzate tutte le eccellenze gastronomiche che ruotano attorno al cacao con un mercato itinerante nelle piazze del centro storico dove trovano spazio numerose creazioni di sculture;
- maggio (data variabile): l'Europa sul lungolago di Lecco è un evento del week-end di recente introduzione (2011) dove commercianti da tutta Europa con i loro prodotti tipici offrono ai lecchesi le proprie specialità nel centro cittadino dove è possibile assaggiare e acquistare, in un'atmosfera conviviale, le specialità provenienti da oltre dieci rappresentanze europee tra cui Francia, Germania, Grecia, Regno Unito, Paesi Bassi, Russia, Spagna e Ungheria con più di cinquanta operatori provenienti dall'estero, selezionati in base a criteri di qualità e professionalità; oltre alle leccornie vi è la possibilità di acquisto di prodotti artigianali dei Paesi europei ospitati;[111]
- giugno (data variabile): StreetFood Festival è un evento che riunisce una selezione dei migliori street chef dall'Italia e dal mondo offrendo una svariata offerta culinaria del cibo di strada nella cornice del golfo di Lecco;
- giugno (data variabile): LeccoPride è una coinvolgente manifestazione che, dal 2021, attraverso una parata che percorre il centro cittadino, celebra l'orgoglio della comunità LGBTQIA+ del territorio ed è organizzata generalmente il secondo sabato del mese dall'associazione "Renzo e Lucio";
- ultima domenica di giugno: spettacolo pirotecnico nel golfo a conclusione dei festeggiamenti della Benedizione del Lago con la processione del Santo Patrono;
- 16 luglio: festa rionale compatronale a Laorca per la Madonna del Carmine;
- luglio (data variabile): la Sagra di Sant'Egidio è una piccola festa che si svolge nella tensostruttura nel campo sportivo del rione di Bonacina; offre un servizio gastronomico, musica e spettacoli dal vivo. Ogni anno richiama migliaia di persone anche per sottolineare il tema della sagra e cioè: Facciamo festa pro bambini missioni africane. Fra gli eventi in programma, la gara per cercatori di funghi;
- agosto (data variabile): ItLUG è una manifestazione che si svolge nella cornice del campus universitario del Politecnico durante la quale vengono esposte creazioni e riproduzioni di ogni genere e dimensione con i celebri mattoncini LEGO grazie alla collaborazione di numerosi espositori provenienti da ogni parte del mondo;
- prima domenica di ottobre: Festa di Lecco con manifestazioni varie e mercatino dell'Antiquariato;
- 6 dicembre: festa di San Nicolò, patrono della città da circa 1000 anni; consegna delle "Civiche Benemerenze" e concerti presso il Teatro della Società; è solito regalare ai bambini durante questo giorno una grossa mela rossa a ricordo del santo che aiutò tre bimbi così poveri da non avere nulla da mangiare. Nicola, diventato poi Nicolò, regalò una mela a ogni bambino, tutto ciò che possedeva. I tre pomm durante la notte si trasformarono in mele d'oro e salvarono la famiglia dalla fame e dalla povertà;
- mensile: generalmente ogni prima domenica del mese nell'area della Piccola, nei pressi del centro cittadino, si svolge un mercatino del collezionismo, antiquariato, modernariato, artigianato e hobbistica di vario genere. Ogni seconda domenica nella centrale Piazza XX Settembre e sul lungolago è il mercatino del piccolo artigianato creativo locale a farla da padrona chiamato Chi Cerca Trova. Nell'ultima domenica del mese, a esclusione di luglio e dicembre, sempre nell'area della Piccola chiunque può partecipare da protagonista nel mercatino delle pulci Vendo Compro Baratto.[112]

#### Corteo manzoniano
Seppur discontinua, la tradizione della sfilata di carri ispirati agli episodi del romanzo, è ben radicata nel territorio ottenendo sempre un grande successo di forte suggestione. La prima edizione si ebbe nel 1923, nel cinquantesimo anniversario della morte di Manzoni, anticipata nel 1875 a seguito dell'opera lirica I promessi sposi di Errico Petrella andato in scena al Teatro della Società il 2 ottobre 1869. Il corteo venne riproposto nel 1933, nel 1955, nel 1965, nel 2004 e nell'ottobre 2005 durante i festeggiamenti della Festa di Lecco; quest'ultime realizzate a cura di 150 attori del Teatro tascabile di Bergamo che ne curò la coreografia delle 11 rappresentazioni sceniche lungo il centro storico e le musiche del Seicento delle ultime due rappresentazioni. La rievocazione, con splendidi costumi tipici dell'epoca (alcuni utilizzati nello sceneggiato degli anni '90 di Salvatore Nocita esposti nel Civico museo manzoniano), è stato l'ultimo grande evento ospitato in città.

#### Carnevalone di Lecco
Nel mese di febbraio, sin dal 1884, in occasione del "Carnevalone di Lecco" si ha la consueta incoronazione di Re Resegone e Regina Grigna consegnando loro le chiavi della città da parte del Sindaco dando il via al folclore carnevalesco che raggiunge il suo apice, secondo il rito ambrosiano quale la città segue, il giorno di sabato grasso con il corteo dei carri allegorici per le vie cittadine al pomeriggio e una tradizionale festa in maschera con animazione e musica nelle piazze centrali della città la sera stessa premiando il carro dell'anno.

#### Sagra de Pescarenech
È una festa che si svolge nel mese di luglio coinvolgendo le contrade Biun, Cucagna, Cunvent, Era, Fussaa, Isula, Piscen, S. Ambros e Stradun nella frazione di Pescarenico all'interno dell'oratorio omonimo dove, oltre al servizio gastronomico con specialità di pesce, animazione e intrattenimento musicale, si svolgono i tornei di Green Volley.

#### Regata dei Batej
Tradizionale regata che si svolge sulle sponde del fiume Adda nel mese di luglio (data variabile) in occasione del Palio delle contrade di Pescarenico. Le imbarcazioni, in legno e a fondo piatto, sono otto e di semplice struttura, ognuna del colore identificativo della contrada (Cunvent e Cucagna condividono la stessa barca) e guidate generalmente da una coppia di sesso diverso, sfidandosi nella prova più attesa della Sagra de Pescarenech a partire dalla seconda edizione; essa è abbinata al Palio delle Contrade. Nell'albo d'oro la contrada Era, detentrice del trofeo nel 2014, vinse molte gare tra cui le prime due disputate nel 1978 e 1979. Nelle varie edizioni che si sono susseguite vincenti sono state anche le contrade di Sant'Ambros, Fussaa, Stradun e anche un pari merito con Piscen ed Isula. La regata è preceduta dalla regata delle "Lucie", le imbarcazioni tipiche del lago, e diverse rappresentazioni di usi e costumi storici tipici della zona nella suggestiva cornice di piazza Era.

#### Corsa degli Scigamatt
Nata originariamente entro i limiti del rione di Acquate durante lo svolgimento della manifestazione dello Scigalott d'Or (appellativo derivante dal lecchese Cicala d'oro) la corsa veniva disputata durante gli anni dispari su un percorso a ostacoli di 4 km in un terreno misto asfalto e sterrato fra le mulattiere e le vie del quartiere caratterizzato dalla presenza di numerosi intralci naturali quali gradoni, strettoie e fiumi da attraversare e artificiali come copertoni, getti di idranti, reti e balle di fieno. A oggi è un evento di così grande richiamo che viene organizzata a cadenza annuale solitamente il primo sabato di settembre su un percorso di circa 14 km che si estende fra il centro storico del capoluogo e i quartieri a monte avendo come tradizionale punto d'arrivo il sagrato della chiesa di Acquate. La competizione pone le sue radici il 6 giugno 1859 quando gli abitanti del rione si recarono a Lecco per acclamare il generale Giuseppe Garibaldi giunto in città accompagnandolo durante la marcia con canti simili al frinire delle cicale.
La divertente Urban Obstacle Course Race denominata Scigamatt è stata inserita per la prima volta nel 2016 nel calendario del Campionato Italiano MudRun (unica tappa lombarda del circuito) qualificando i vincitori ai Campionati europei del 2017. La partecipazione è aperta a tutti previa iscrizione anticipata mentre le premiazioni sono assegnate ai migliori piazzamenti degli atleti divisi per sesso oltre ad altri premi minori come quello del costume più simpatico.

#### ResegUp
È una gara di trail running che si svolge solitamente il primo sabato di giugno. Istituita nel 2010, ha come obiettivo quello di ripercorrere l'antico sentiero che dal centro storico porta alla vetta del Resegone cancellato negli anni a seguito dell'urbanizzazione della città. Il percorso di circa 24 km copre un dislivello di 1800 metri poiché la manifestazione sportiva nacque per legare i due elementi caratteristici simbolo del territorio quali il lago e il maestoso monte Resegone. Ideata ed organizzata dalla società 2Slow, nel 2015, ha raggiunto con oltre 1000 partecipanti il record di iscrizioni a fronte dei 300 della prima edizione. Per il secondo anno consecutivo la corsa rientrerà nel campionato lombardo universitario Skyrace che mette in palio il trofeo Stéphanie Frigière.

### Istituzioni, enti e associazioni

#### Enti e Associazioni
Lecco è ricca di circoli culturali, associazioni e organizzazioni di cooperazione allo sviluppo che operano nel territorio promuovendo conferenze, convegni, mostre, proiezioni cinematografiche, corsi, spettacoli teatrali e musicali. Tra di essi i principali sono:
- Ente Lecchese Turismo Manifestazioni
- Associazione LGBT "Renzo e Lucio"
- Associazione "Les Cultures"
- Associazione "Appello per Lecco"
- Associazione "Gruppo Astrofili DeepSpace Lecco"
- Associazione "Barche in legno di Lecco"
- Ragni di Lecco
- Società escursionisti lecchesi

#### Strutture sanitarie

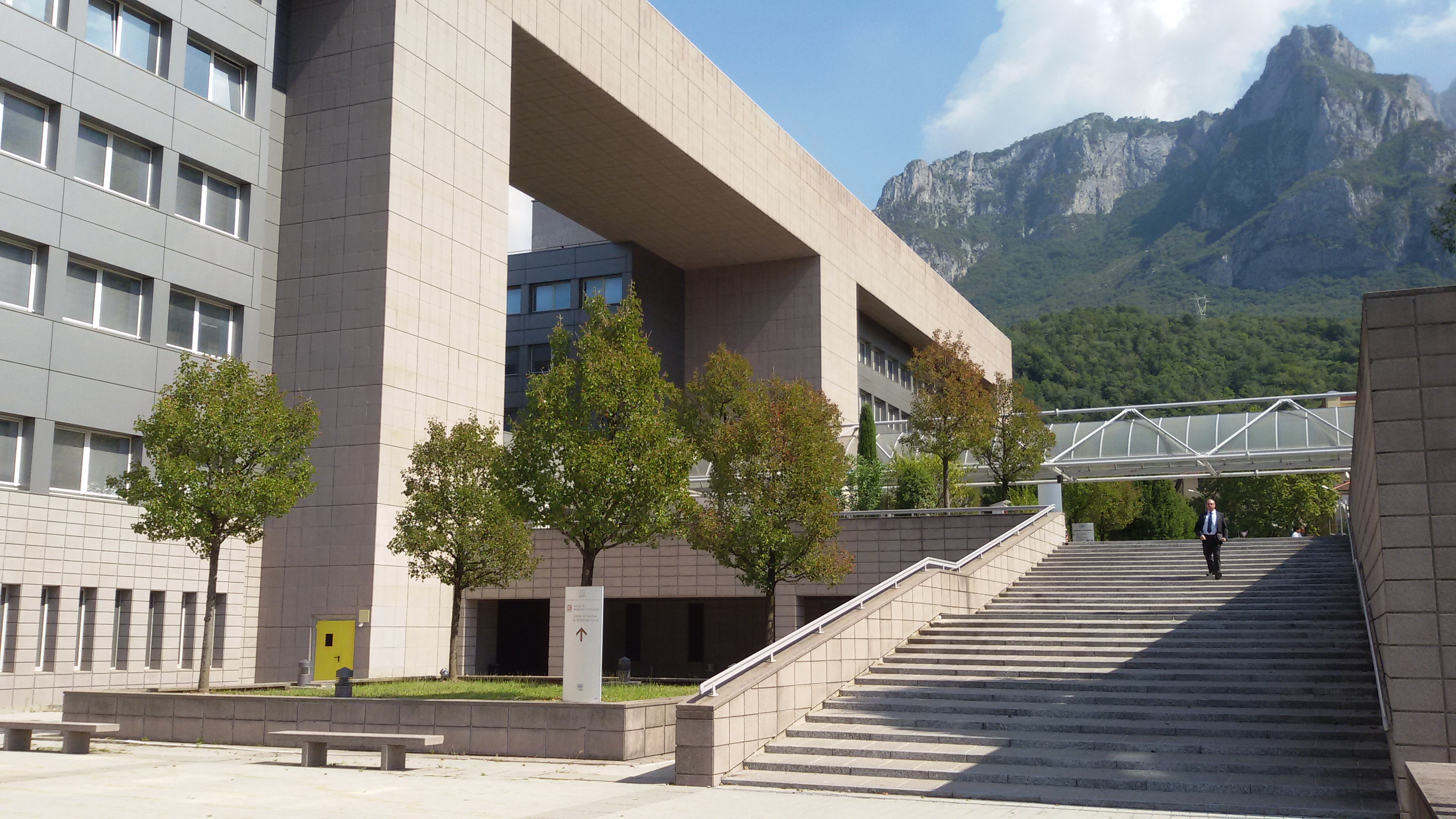
Ospedale Alessandro Manzoni

Il nosocomio principale della città è l'Ospedale Alessandro Manzoni, facente parte dell'"Azienda socio sanitaria territoriale di Lecco" (quest'ultima comprende altri due presidi ospedalieri: il "Leopoldo Mandic" situato a Merate e l'"Umberto I" situato a Bellano). Questo imponente ospedale sorge nel quartiere di Germanedo, dove il comune aveva acquistato nel 1949 Villa Eremo; provvista di vasta superficie agricola ha dato l'impulso per la costruzione, nel 1989, della nuova struttura cittadina in sostituzione del precedente Ospedale civico successivamente ristrutturato e convertito in campus universitario. L'opera, inaugurata nel 2000 e intitolata allo scrittore Alessandro Manzoni. Nel 2025, oltre ad aver ampliato parte del Pronto Soccorso, l'ospedale ha ricevuto il riconoscimento stilato dalla prestigiosa rivista statunitense Newsweek che lo ha classificato al 47° posto confermandolo fra le eccellenze sanitarie a livello globale.
Esistono inoltre diverse cliniche private tra cui quella fondata dal Dott. Giovanni Battista Mangioni a esso denominata dal 1987 e la Casa di Cura Beato Luigi Talamoni; entrambe si trovano nel centro cittadino. In quest'ultima per anni è stata ricoverata Eluana Englaro, la cui vicenda, a seguito dell'incidente che la costrinse in stato vegetativo, sollevò diverse polemiche mediatiche e politiche a seguito della sospensione dell'alimentazione e dell'idratazione che la portarono alla morte per volontà della famiglia i quali consideravano le cure come accanimento terapeutico.

#### Giustizia
A Lecco è presente la Procura della Repubblica, gli uffici del Giudice di Pace e dell'UNEP, tutti presenti all'interno del Tribunale cittadino, che, in attesa del termine dei lavori di ristrutturazione e ampliamento della sede storica di Palazzo Cereghini nei pressi del lungolago, sono ubicati temporaneamente nella cittadella della giustizia in Corso Promessi Sposi. In città si trova inoltre la Casa Circondariale nel rione di Pescarenico.

### Qualità della vita

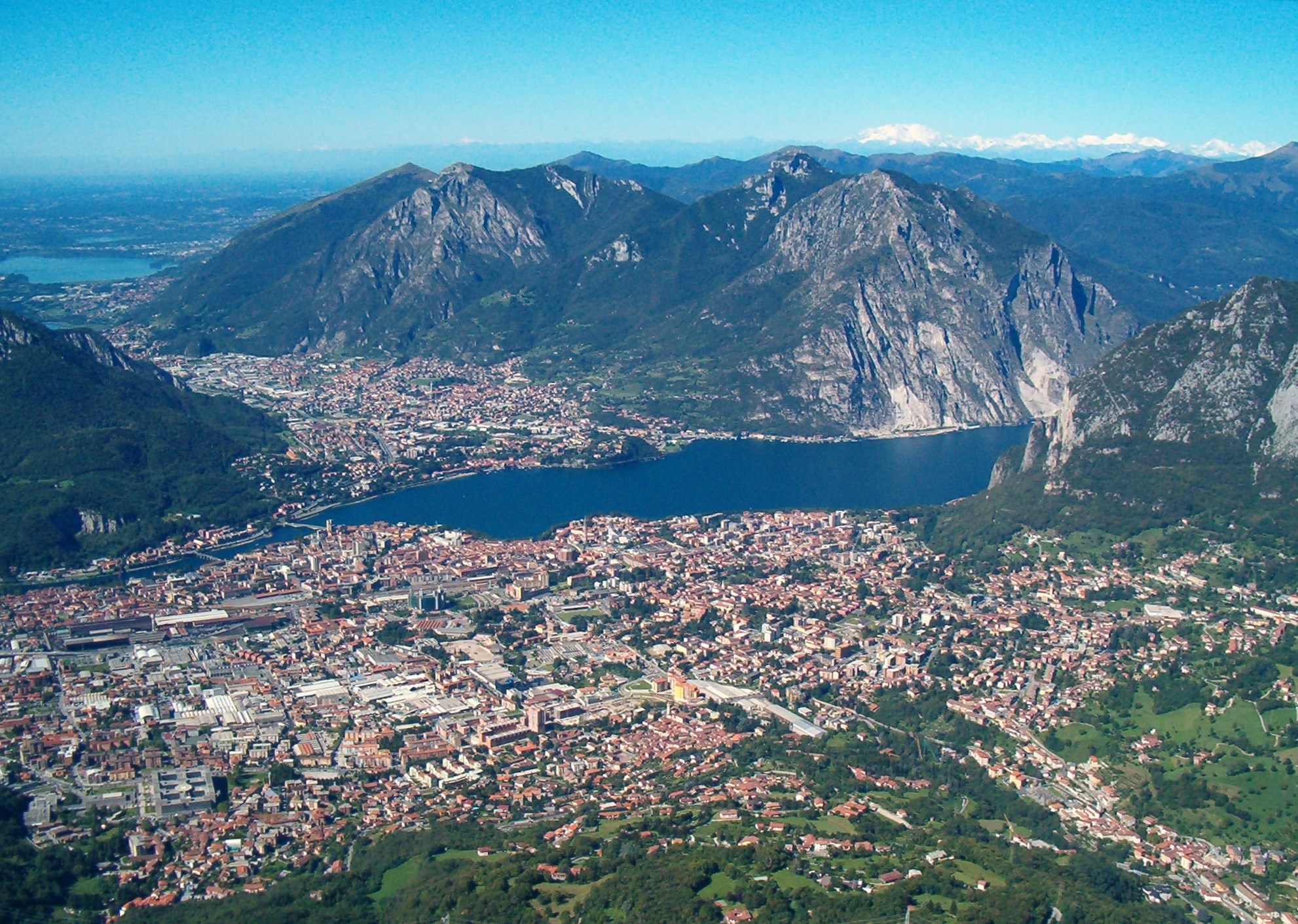
Vista di Lecco dai Piani d'Erna

Secondo il XXVI Rapporto sulla qualità ambientale dei comuni capoluogo di Provincia, pubblicato nell'ottobre 2019 da Legambiente, Lecco si piazza al 61º posto nella classifica generale tornando a recuperare alcune posizioni rispetto all'anno precedente; in Lombardia hanno ottenuto risultati peggiori solo i capoluoghi di Como e Monza. Il miglior punteggio, nei singoli indicatori selezionati, riguarda la capacità di depurazione (dove si colloca al 1º posto a pari merito con altre 15 città) e l'uso efficiente del suolo (8º posizione). Torna a guadagnare posizioni sulla gestione della raccolta differenziata dove si piazza al 33º posto rispetto alla 48º posizione del 2018 mentre resta stabile la produzione pro capite dove, con 494 kg/abitante, perde solo una posizione rispetto al precedente rapporto (39º posizione). Stabile anche il tasso di auto circolanti ogni 100 abitanti (20º posizione) così come nella categoria relativa all'indice di ciclabilità dove si è collocata al 66º posto perdendo una posizione rispetto al 2018. La qualità dell'aria, come per tutta la regione a eccezione della Provincia di Sondrio, è il problema centrale della Lombardia con un indice nettamente al di sotto delle normative comunitarie ma restando comunque nella prima metà della classifica (47º posizione).
I risultati del XX rapporto sulla qualità della vita redatto da Italia Oggi in collaborazione con l'Università di Roma La Sapienza premiano Lecco collocando il capoluogo lariano al 15º posto nonostante abbia perso negli ultimi due anni la top ten della classifica. Per quanto concerne le posizioni nelle classifiche parziali emerge che il capoluogo si piazza in 9ª posizione (7ª nel 2017) per quanto riguarda il tasso di occupazione; per l'ambiente la posizione ottenuta dalla dispersione idrica colloca Lecco al 86º posto (42ª nel 2017) ma 1ª per capacità di depurazione delle acque reflue; riguardo alla classifica sulla criminalità è 8ª nella classifica generale (5ª nel 2017) e fra le prime posizioni in tutte le sottocategorie a eccezione di quella riguardante in furti in appartamento dove si conferma in 105ª posizione. Riguardo al tenore di vita Lecco si classifica nelle prime posizioni per importo medio delle pensioni.
La V edizione sulla qualità della vita per fasce d'età, redatto dal quotidiano economico Il Sole 24 Ore, premia il capoluogo lecchese conquistando la prima posizione in classifica generale nella sezione bambini. L'eccellenza di Lecco emerge in tre indicatori dell'indagine dove il territorio si è aggiudicato il primo posto assoluto nell'indice "Sport e bambini", il quale considera il numero di praticanti, le strutture scolastiche dedicate e i risultati ottenuti; le competenze scolastiche rappresentano un altro fiore all'occhiello posizionando Lecco sul podio per i risultati ottenuti dai test INVALSI, con particolare eccellenza nelle competenze numeriche dove si colloca al secondo posto nazionale (26,8% di studenti con competenze non adeguate contro una media italiana del 44,2%) e nelle competenze alfabetiche, dove raggiunge il terzo posto (29,5% contro il 40,1% della media nazionale). La sicurezza costituisce il terzo pilastro del successo registrando una delle più basse incidenze di delitti a danno dei minori, posizionandosi al secondo posto nazionale con soli 16,5 casi ogni diecimila minori contro una media nazionale di 39,6. Se per i bambini la qualità della vita ha ottenuto ottimi risultati, gli unici parametri di eccellenza per gli anziani sono il secondo posto nazionale per la speranza di vita a 65 anni e il quarto posto per quanto concerne l'importo medio delle pensioni di vecchiaia.
| Anno | Qualità della vita Dato riferito alla provincia | Ecosistema Urbano             | Qualità della vita Dato riferito alla provincia | Qualità della vita per fascia d'età (sezione bambini) | Qualità della vita per fascia d'età (sezione giovani) | Qualità della vita per fascia d'età (sezione anziani) |
| Anno | Il Sole 24 Ore                                  | Legambiente                   | Italia Oggi                                     | Il Sole 24 Ore                                        | Il Sole 24 Ore                                        | Il Sole 24 Ore                                        |
| ---- | ----------------------------------------------- | ----------------------------- | ----------------------------------------------- | ----------------------------------------------------- | ----------------------------------------------------- | ----------------------------------------------------- |
| 2004 | 21ª posizione                                   | 4ª posizione                  | 19ª posizione                                   |                                                       |                                                       |                                                       |
| 2005 | 21ª posizione                                   | 1ª posizione                  | 18ª posizione                                   |                                                       |                                                       |                                                       |
| 2006 | 27ª posizione                                   | 3ª posizione                  | 9ª posizione                                    |                                                       |                                                       |                                                       |
| 2007 | 24ª posizione                                   | 12ª posizione                 | 35ª posizione                                   |                                                       |                                                       |                                                       |
| 2008 | 58ª posizione                                   | 30ª posizione                 | 35ª posizione                                   |                                                       |                                                       |                                                       |
| 2009 | 74ª posizione                                   | 44ª posizione                 | 51ª posizione                                   |                                                       |                                                       |                                                       |
| 2010 | 51ª posizione                                   | 79ª posizione                 | 28ª posizione                                   |                                                       |                                                       |                                                       |
| 2011 | 40ª posizione                                   | 33ª posizione (città piccole) | 23ª posizione                                   |                                                       |                                                       |                                                       |
| 2012 | 57ª posizione                                   | 31ª posizione (città piccole) | 26ª posizione                                   |                                                       |                                                       |                                                       |
| 2013 | 45ª posizione                                   | 12ª posizione (città piccole) | 11ª posizione                                   |                                                       |                                                       |                                                       |
| 2014 | 55ª posizione                                   | 29ª posizione                 | 13ª posizione                                   |                                                       |                                                       |                                                       |
| 2015 | 45ª posizione                                   | 14ª posizione                 | 12ª posizione                                   |                                                       |                                                       |                                                       |
| 2016 | 32ª posizione                                   | 14ª posizione                 | 10ª posizione                                   |                                                       |                                                       |                                                       |
| 2017 | 33ª posizione                                   | 58ª posizione                 | 5ª posizione                                    |                                                       |                                                       |                                                       |
| 2018 | 12ª posizione                                   | 71ª posizione                 | 15ª posizione                                   |                                                       |                                                       |                                                       |
| 2019 | 30ª posizione                                   | 61ª posizione                 | 18ª posizione                                   |                                                       |                                                       |                                                       |
| 2020 | 49ª posizione                                   | 63ª posizione                 | 26ª posizione                                   |                                                       |                                                       |                                                       |
| 2021 | 25ª posizione                                   | 64ª posizione                 | 34ª posizione                                   | 26ª posizione                                         | 65ª posizione                                         | 36ª posizione                                         |
| 2022 | 32ª posizione                                   | 54ª posizione                 | 34ª posizione                                   | 16ª posizione                                         | 24ª posizione                                         | 38ª posizione                                         |
| 2023 | 38ª posizione                                   | 83ª posizione                 | 27ª posizione                                   | 11ª posizione                                         | 25ª posizione                                         | 19ª posizione                                         |
| 2024 | 14ª posizione                                   | 64ª posizione                 | 32ª posizione                                   | 6ª posizione                                          | 31ª posizione                                         | 18ª posizione                                         |
| 2025 |                                                 |                               |                                                 | 1ª posizione                                          | 77ª posizione                                         | 13ª posizione                                         |

## Cultura

### Istruzione

#### Biblioteche
Presente in città fin dal 1867, la biblioteca civica si trova nell'edificio di Villa Locatelli in via Giuseppe Bovara. Intitolata a Uberto Pozzoli, giornalista e politico lecchese, essa offre un ampio patrimonio enciclopedico, saggistico e narrativo oltre a una notevole raccolta delle testate di giornali e riviste del territorio pubblicati fra il XIX e il XX secolo attualmente disponibili in microfilm per garantirne la tutela. Importante la collezione donata dalla famiglia Guzzi, fondatrice della prestigiosa azienda di motociclette di Mandello del Lario Moto Guzzi, la quale propone circa 400 opere inerenti alla Rivoluzione francese con alcune rarità pubblicate dal 1789 da diversi illuministi francesi. Sono presenti inoltre sezioni dedicate alle raccolte di DVD e CD musicali. All'interno di Villa Gomes, nel rione di Maggianico, è stata allestita la sede della sezione musicale con opere inerenti alla teoria e alla storia della musica. L'archivio propone principalmente documenti e materiali inerenti ai generi di musica classica, lirica e il jazz grazie al prezioso dono alla città del maestro milanese di fama internazionale Giorgio Gaslini.
Recentemente è stata istituita anche la biblioteca del polo universitario di Lecco all'interno del campus sito in via Previati con un patrimonio di circa 7500 monografie, periodici e tesi discusse fino al 2010.

#### Scuole
Nel territorio comunale sono presenti 2 asili infantili; 9 asili nido; 26 scuole dell'infanzia (5 statali e 21 paritarie); 16 scuole primarie (13 statali e 3 paritarie); 8 scuole secondarie di primo grado (5 statali e 3 paritarie); 37 scuole secondarie di secondo grado (16 statali e 21 paritarie) oltre a 6 centri di formazione professionale. I principali istituti statali sono: il Liceo classico e linguistico "A. Manzoni", l'I.I.S. "A. Badoni", l'I.I.S. "G. Bertacchi", l'I.I.S. "P.A. Fiocchi", il Liceo scientifico "G.B. Grassi", l'I.I.S. "G. Parini", e l'I.I.S. "M. Rosso".

#### Università e ricerca
A Lecco è presente una sezione del Politecnico di Milano dal 1993, dopo la sperimentazione positiva delle scuole di specializzazione e i corsi di laurea breve introdotte nel 1989.
Nel 2013 l'area in cui sorgeva il vecchio ospedale cittadino è stata recuperata e riqualificata per la costruzione del nuovo campus universitario in stile anglosassone. Le strutture, che si sviluppano su una superficie di 30000 m², hanno la particolarità di essere quasi completamente autosufficienti poiché oltre a essere alimentate da pannelli fotovoltaici e solare termico possiedono pompe di calore che sfruttano l'acqua di falda. La palazzina all'interno del campus dedicata all'architetto austriaco Adolf Loos, destinata a uso residenza universitaria, è stata inaugurata nel marzo 2014 e dispone di 200 posti letto destinati agli studenti (compresi quelli Erasmus), ai ricercatori e ai visiting professor. Sempre nella stessa area, oltre agli alloggi per gli studenti e laboratori, dal maggio 2015, sorge anche un edificio del CNR. All'interno del polo sono presenti 7 organismi del Consiglio nazionale delle ricerche tra cui l'istituto di fotonica e nanotecnologie, l'istituto nazionale di ottica e l'istituto di bioimmagini e fisiologia molecolare. L'internazionalizzazione è uno dei punti di forza del Polo di Lecco. Le lauree magistrali in lingua inglese, introdotte nel 2006, hanno favorito la crescita di una nutrita comunità internazionale di studenti provenienti da tutto il mondo. La componente straniera che vive e studia in città è circa il 30% dell'intera popolazione studentesca del Polo che ammonta a più di 1800 iscritti.
A Lecco è possibile conseguire i seguenti diplomi di laurea:
- Scienze Infermieristiche (Università Bicocca – Ospedale A. Manzoni di Lecco)
- Ingegneria civile e ambientale e territoriale (Politecnico di Milano - sede di Lecco)
- Ingegneria della Produzione Industriale (Politecnico di Milano – sede di Lecco)
- Ingegneria Meccanica (Politecnico di Milano – sede di Lecco).
- Ingegneria Edile - Architettura (Politecnico di Milano - sede di Lecco)

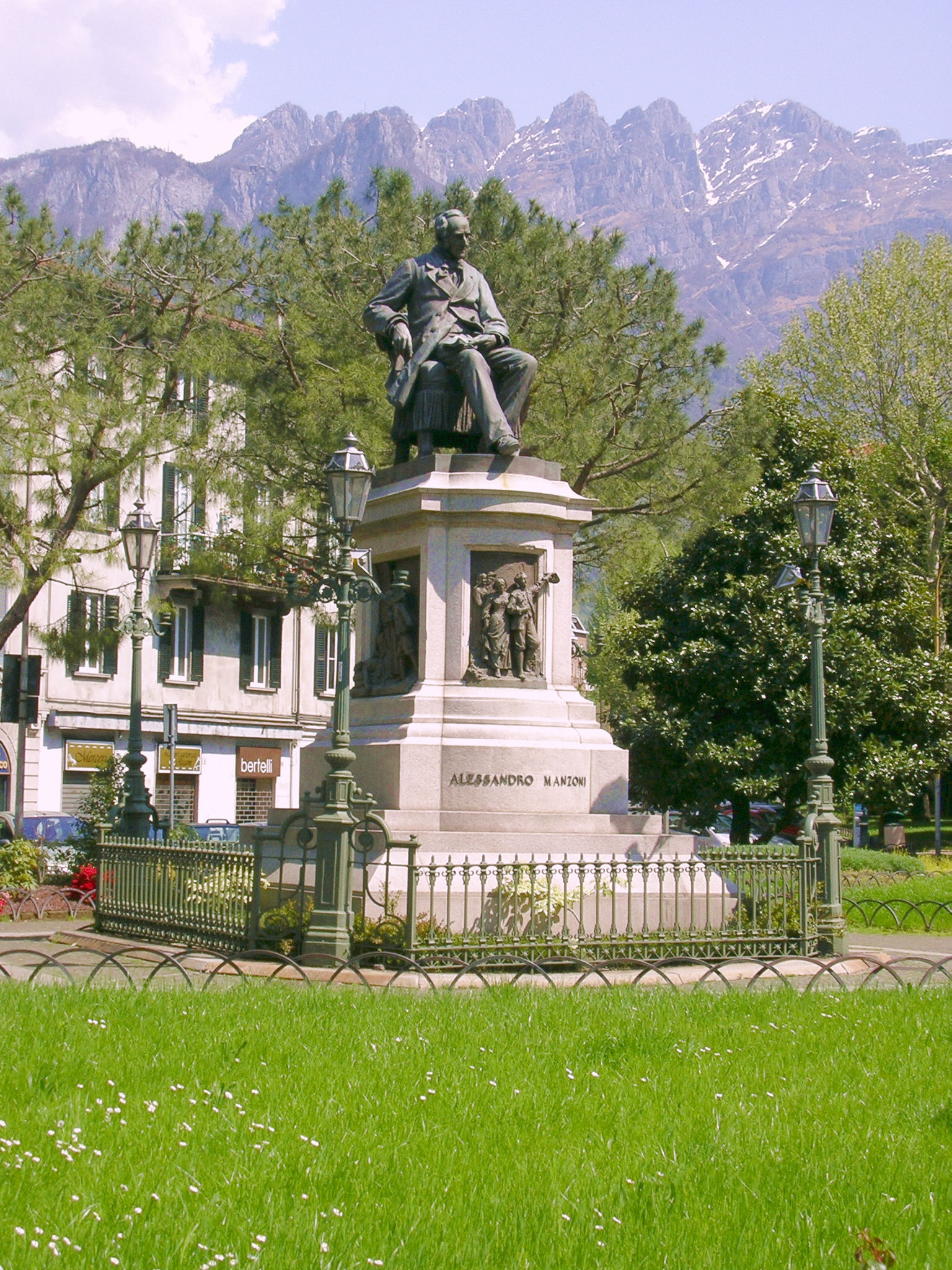
Monumento ad Alessandro Manzoni

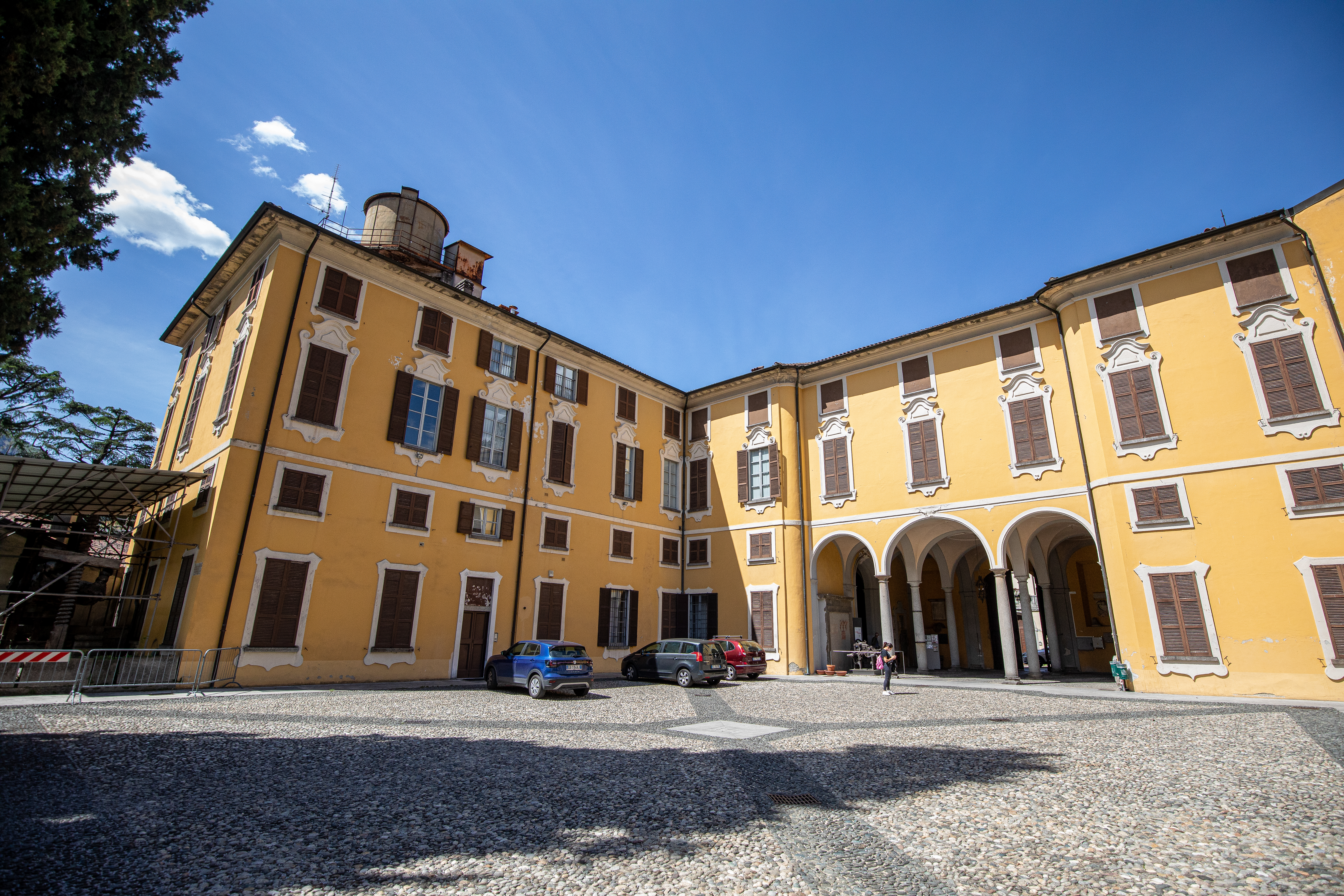
Palazzo Belgiojoso, risalente al XVIII secolo, ora complesso museale

### Musei

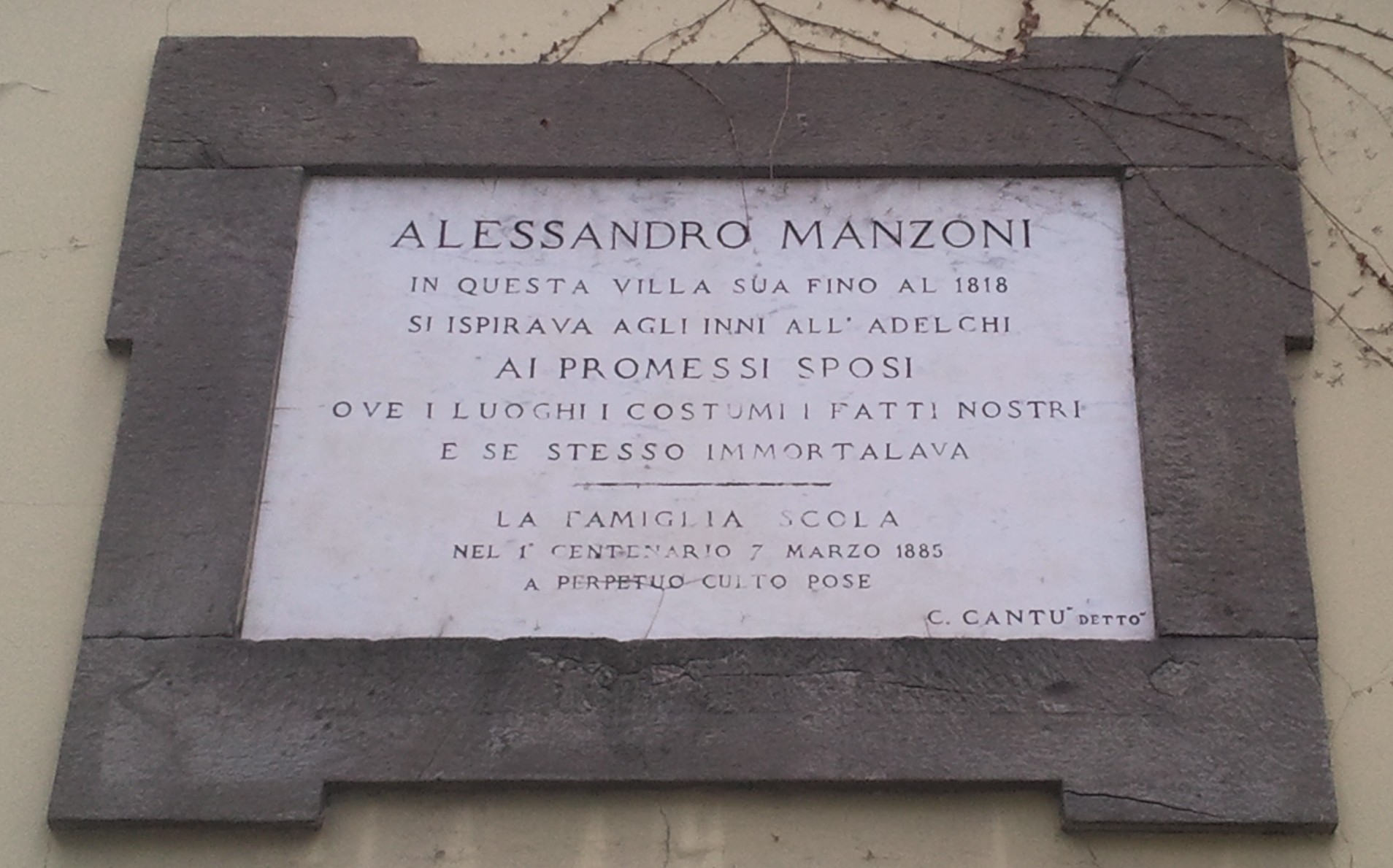
Targa posta fuori da Villa Manzoni

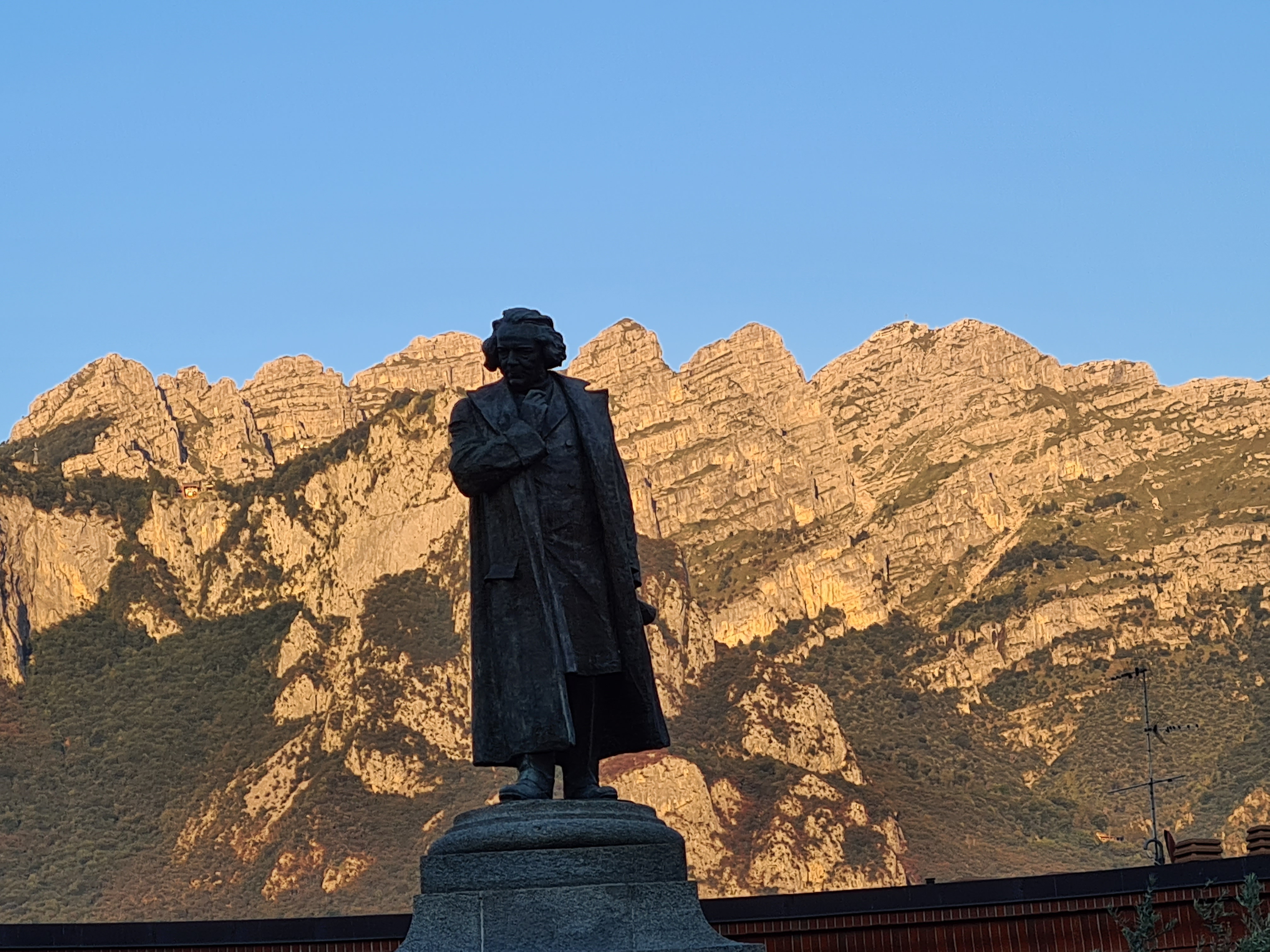
Particolare del monumento di Antonio Stoppani con la cresta del Resegone alle spalle

Fondati nel 1888 da Carlo Vercelloni, i Musei civici di Lecco sono oggi una serie di strutture riunite in un sistema museale (Sistema Museale Urbano di Lecco, acronimo SiMUL) costituito da cinque istituti.
- Civico museo archeologico
- Civico museo manzoniano
- Civico museo di storia naturale
- Galleria comunale d'arte
- Museo storico
- Galleria d'arte moderna e contemporanea
- Planetario civico di Lecco
- Campanile della basilica di San Nicolò
- Osservatorio alpinistico lecchese
- Museo della montagna e dell'alpinismo lecchese

Fanno parte del sistema anche la sezione separata d'archivio, la biblioteca specializzata e la fototeca.
Sedi principali dei musei lecchesi sono:
- Villa Belgiojoso
- Villa Manzoni
- Torre Viscontea
- Palazzo delle Paure

### Media

#### Stampa
- Giornale di Lecco
- La Provincia di Lecco
- La Gazzetta di Lecco (cessata attività il 31 gennaio 2015), rieditata da Paolo Milani nel 2024
- Il Giorno edizione di Lecco
- Il Resegone (cessata attività nel 2007)

#### Stampa Online
- Lecco notizie
- Lecco news.lc
- Leccotoday
- Resegone online
- PrimaLecco
- Lecco online
- Il Cittadino edizione di Lecco

#### Radio Fm
- Radio Cristal (cessa le attività nel 2011)
- Radio LeccoCittà Continental
- Rete 104

#### Radio web
- Lecco Channel
- Lecco FM visual radio station

#### Televisione
- Unica TV
- Tsn Lecco (attiva tra il 2020 e il 2021)

Nell'ottobre 2014 la città è stata scelta come location parziale della terza stagione della serie TV Una grande famiglia, diretta da Riccardo Donna.
Nel mese di marzo 2017 Lecco e alcune località della provincia sono state scelte come ambientazione della serie TV prodotta da Sky Italia The Comedians interpretata dalla coppia Claudio Bisio e Frank Matano e diretta da Luca Lucini.
Il 7 aprile 2018 è stata tramessa su Rai 3 una puntata di Ulisse - Il piacere della scoperta presentata da Alberto Angela e diretta da Gabriele Cipollitti dedicata esclusivamente al romanzo del Manzoni nella quale si ripercorrono i luoghi che furono da ispirazione allo scrittore in una chiave di lettura che richiama il XVII secolo lombardo inteso come periodo storico documentandone altresì gli usi e i costumi dell'epoca oltre agli eventi storici realmente accaduti come la pandermia di Peste divampata nel 1630. L'itinerario storico-letterario del romanzo I promessi sposi è stato realizzato dalla direzione Produzione TV della Rai in collaborazione con il CPTV di Roma e Torino e vanta numerose scene registrate a Lecco, sul Resegone e nel territorio circostante.

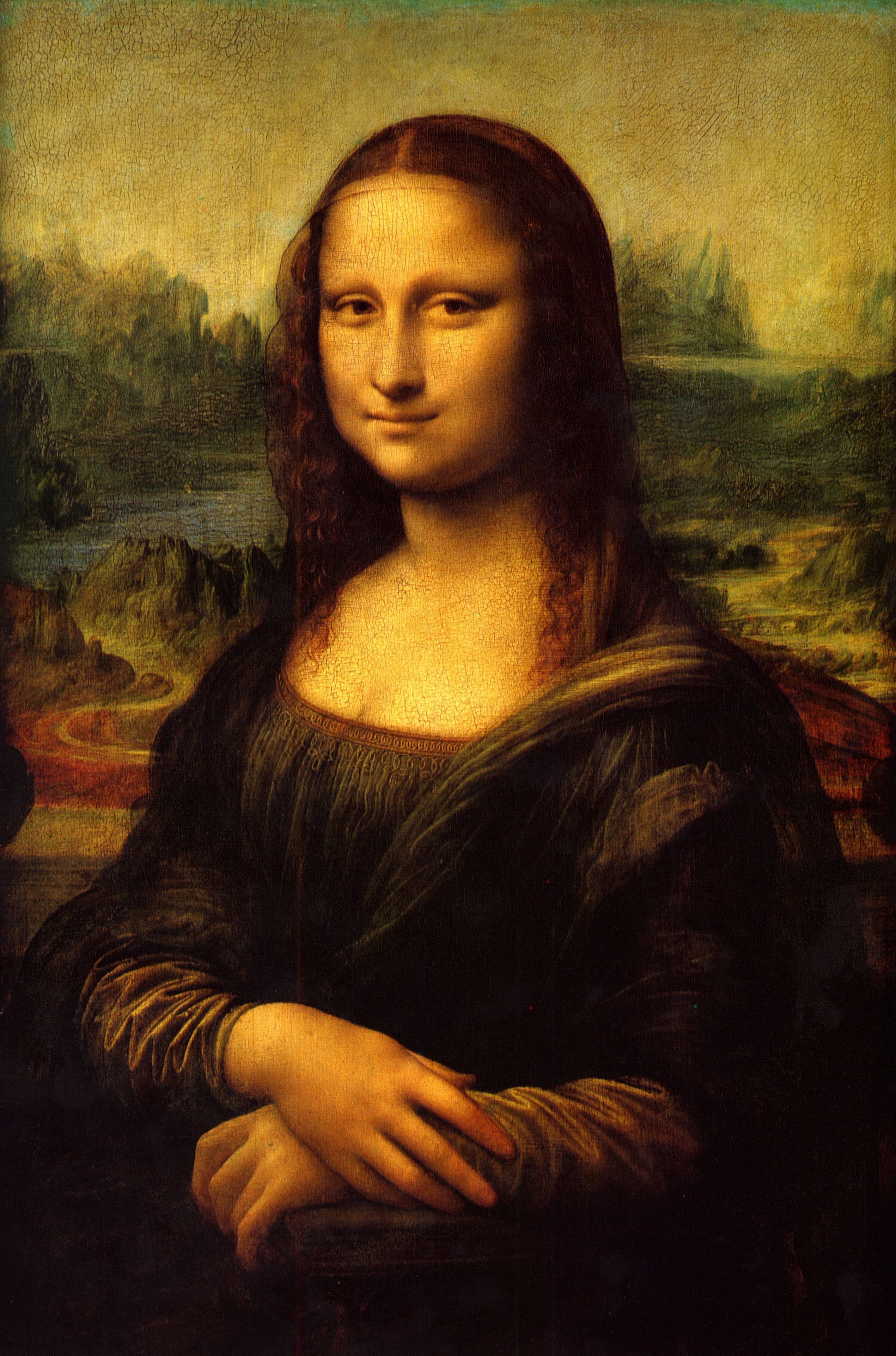
La Gioconda, opera di Leonardo, conservata al Museo del Louvre

#### Arte
Data la straordinaria posizione tra lago e montagna Lecco è da sempre città di grande richiamo per pittori, letterati e scienziati a partire da Leonardo da Vinci che, dopo aver indagato sui segreti geologici e studiato progetti per un canale navigabile verso il Lambro, si dilettò a riprodurre schizzi della conca di Lecco e delle Grigne descrivendole nella raccolta del Codice Atlantico oltre a esserne ispirato nei due celebri dipinti della Vergine delle Rocce rispettivamente conservati presso i musei del Louvre a Parigi e alla National Gallery di Londra. I paesaggi prealpini di Leonardo, secondo alcuni studi, potrebbero attribuirsi anche nel celebre dipinto della Gioconda dove, sullo sfondo si potrebbe riconoscere il Resegone, la formazione rocciosa dei "Campelli" ai Piani di Bobbio in alto sulla sinistra e il Ponte Vecchio di Lecco sulla destra in basso. Altra ipotesi è quella che identifica col lago di Garlate il corpo d'acqua dello sfondo.

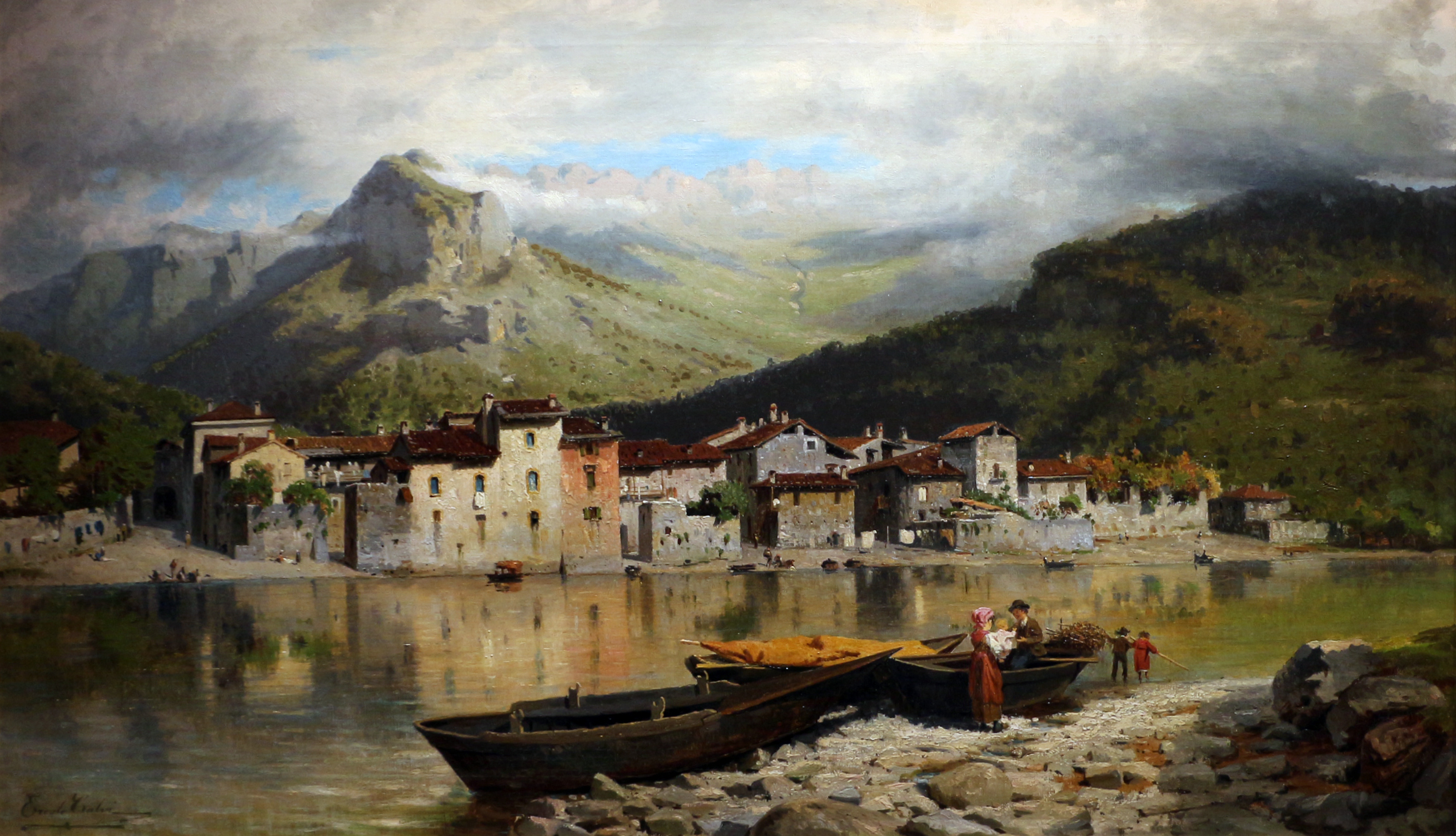
Panorama di Pescarenico visto dalla sponda opposta, opera di Ettore Calvi (1885-1890)

Una delle correnti architettoniche che più ha contraddistinto Lecco è il Razionalismo italiano sviluppatosi fra gli anni venti e anni trenta del XX secolo, a seguito delle innovazioni ingegneristiche legate ai nuovi materiali (ferro, vetro, cemento). Essa è rappresentata in questo territorio dall'architetto Mario Cereghini il quale è autore della storica sede del Palazzo di giustizia e della chiesa ubicata all'interno degli istituti Airoldi e Muzzi a Germanedo.

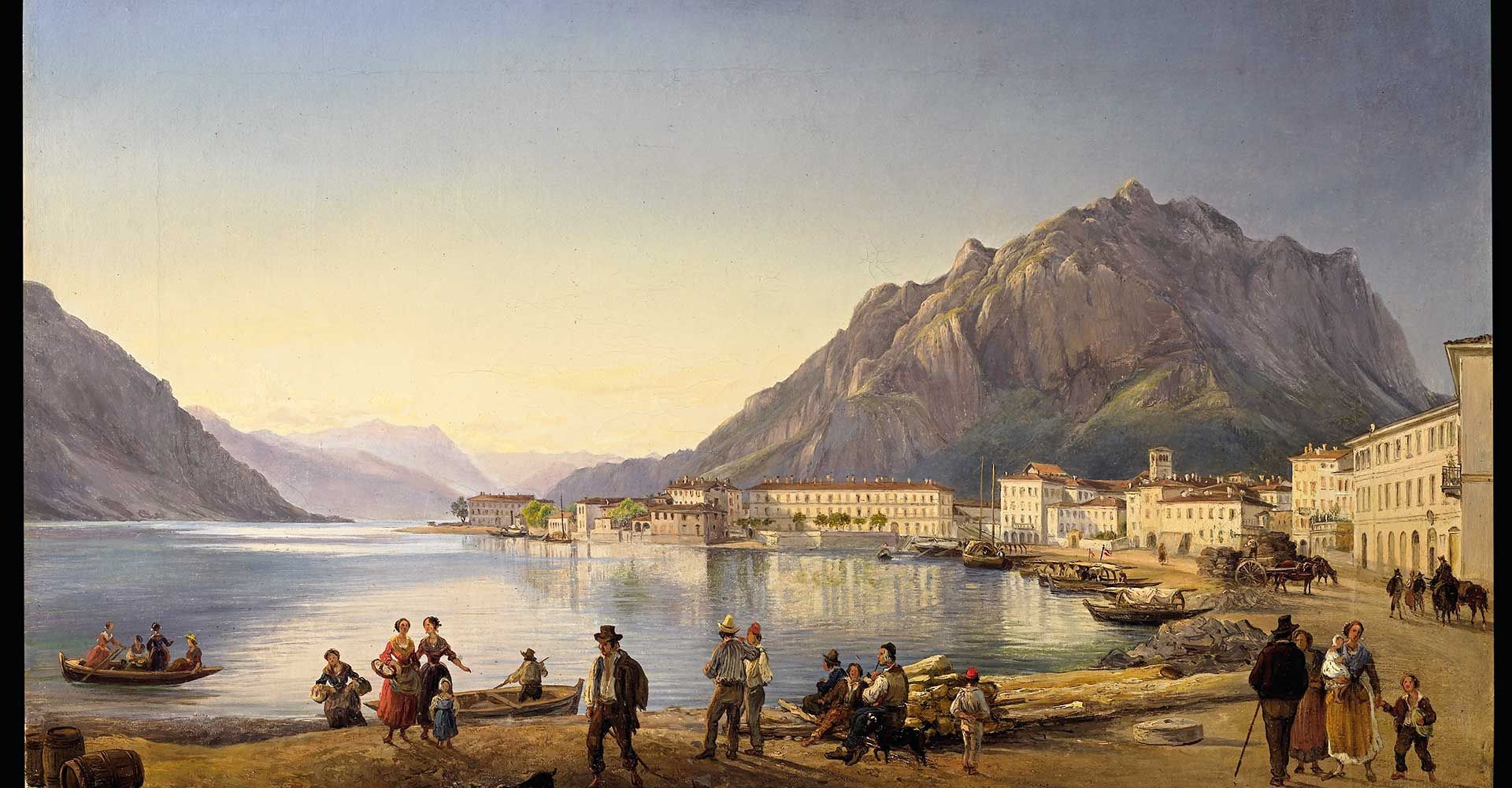
Porto di Lecco di Costantino Rosa

Negli anni 2000 alcune zone della città sono state interessate da diverse edizioni di Lecco Street View; un'iniziativa promossa dall'amministrazione comunale e da alcune associazioni del territorio con l'obiettivo di promuovere una forma d'arte spesso sottovalutata riqualificando alcuni angoli della città spesso degradati dando nuova vita a muri grigi e insignificanti con particolare attenzione alle zone periferiche. Il progetto dei murales è stato avviato nel 2011 con la riqualificazione di via Ferriera, durante la quale intervennero 50 writer e street artist leader della scena artistica italiana che hanno raffigurato i volti dei passanti durante la realizzazione fra cui il sindaco dell'epoca; fu ripetuto l'anno successivo quando fu scelta la facciata del centro civico di Germanedo rivolta verso l'ospedale mentre nel 2013 i graffiti hanno interessato la parete del sottopasso della stazione ferroviaria durante il quale intervenne l'artista belga ROA, uno dei writer più famosi al mondo. Nel marzo 2015, la nuova edizione, ha coinvolto l'intervento sulle facciate di una scuola superiore e su altre pareti del centro Informagiovani cittadino mentre nell'estate 2017 l'intervento di street art ha interessato il centro storico riqualificando l'interno del sottopassaggio pedonale che collega il lungolago a piazza XX settembre.
La città di Lecco ha dato i natali ad artisti illustri come Ennio Morlotti, nato a Lecco nel 1910 e morto a Milano nel 1992, e a Romano Trojani, nato a Lecco nel 1926 e scomparso nel 2017. I due artisti hanno dato lustro alla città di Lecco esponendo le loro opere di naturalismo astratto nel bel paese e nel mondo.

### Teatro

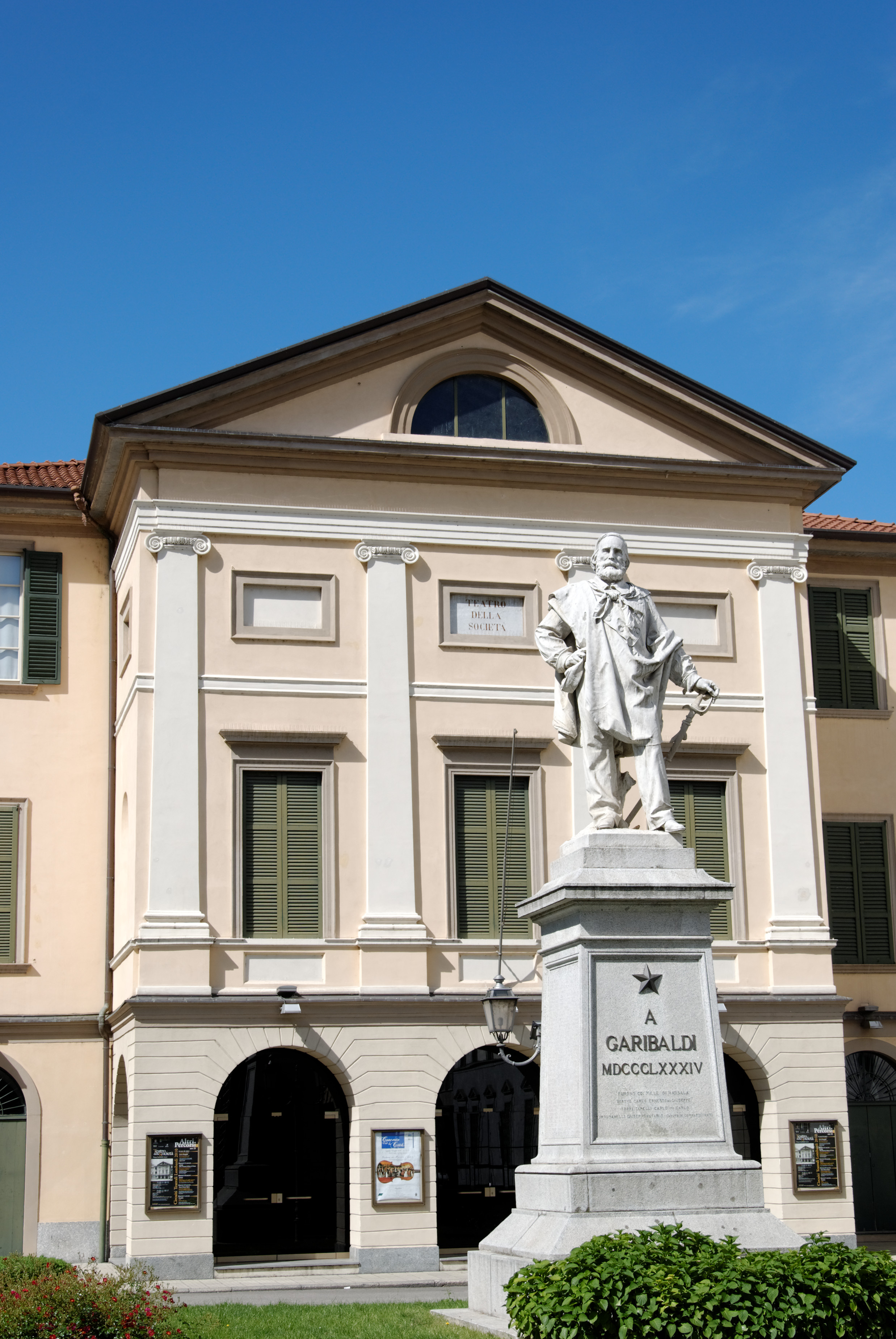
Facciata neoclassica del Teatro della Società e Monumento di Giuseppe Garibaldi nella piazza omonima

A Lecco sono presenti due teatri a uso lirico:
- Teatro della Società (1843)
- Cenacolo Francescano (1969), adibito anche alla proiezione di film e cineforum.

Inoltre nel rione di Castello è presente il cine Teatro Palladium. Dal 2021 il Cinema Aquilone è stato rinnovato tornando a essere cinema di prima visione. Nel rione di Acquate è presente anche SoszioTeatroInvito che propone rassegne teatrali e cinematografiche.

### Cinema
Le prime riprese cinematografiche in città avvennero nell'estate del 1947 con Totò, dove furono girate alcune scene del film sul Giro d'Italia con Mario Riva, Walter Chiari, Gino Bartali, Fausto Coppi e Fiorenzo Magni.
Nel film di spionaggio LSD-Inferno per pochi dollari, del 1967, per la regia di Massimo Mida, Lecco fa da sfondo per tutta la prima parte.
Negli ultimi anni grazie alla Lecco Film Commission la città ha ricevuto numerose richieste da parte della industria di cinema indiana: Bollywood ma più precisamente Kollywood, seconda industria cinematografica indiana con sede a Kodambakkam, sobborgo di Chennai, con produzioni che si differenziano dalla prima soprattutto per la lingua tamil ha girato fra ottobre 2011 e giugno 2012 ben cinque produzioni cinematografiche.
- Totò al Giro d'Italia (1948), diretto da Mario Mattoli e interpretato da Totò
- LSD-Inferno per pochi dollari (1967), diretto da Massimo Mida
- Segni particolari: bellissimo (1983), diretto da Castellano e Pipolo e interpretato da Adriano Celentano[148]
- Kathale Unnahl (Amore, quando ci sei tu) (2011), diretto da Meganathan Dhandapani[149]
- Vandanga Jeychangu (2012), diretto da Meganathan Dhandapani[150]
- Uyir eluthu (2012), diretto in Italia da Syed Sameer Mohamed Khadar Sirajuddin[151]
- Karuppampatti (2012), diretto da Prabu Cholan Raja[152]
- Lecco: una città, mille attimi (2015), un docufilm diretto da Antonio Losa[153]

#### Lecco Film Festival
Dal 30 luglio al 2 agosto 2020 a Lecco si è svolta la prima edizione del Lecco Film Fest con il patrocinio e l'organizzazione di Fondazione Ente dello Spettacolo, un'organizzazione sostenuta dalla Chiesa Italiana per la diffusione e promozione della cultura cinematografica, già curatrice di eventi in tutta Italia. La prima edizione del Festival è stata interamente dedicata alle donne, anticipando in un certo senso le tematiche del 77º Festival di Venezia che si tenne poche settimane dopo. Tra gli ospiti Matilde Gioli, Violante Placido e la madrina dell'edizione d'esordio, Maria Grazia Cucinotta.
La manifestazione è stata realizzata con il supporto di Confindustria Lecco e Sondrio, nel progetto di rilanciare il turismo e l'immagine del territorio attraverso il cinema seguendo gli esempi virtuosi di molte regioni italiane con l'obiettivo di creare uno spazio in cui lo sguardo femminile possa essere misura del mondo, un complesso di voci capace di esprimere un immaginario cinematografico contemporaneo, svincolato dagli stereotipi che persistono in molti aspetti della narrazione dominante nonostante i tanti passi avanti compiuti nella società.
Il programma della manifestazione, eterogeneo e originale, tra incontri e proiezioni, si è svolto come un racconto collettivo in cui il cinema è punto di partenza e d’arrivo, luogo dell’anima e dello spirito in cui le donne non possono essere relegate a semplici comprimari dei personaggi maschili ma devono essere veri motori delle storie.

### Letteratura
Dal 2005, presso il Teatro della Società, viene consegnato il Premio Alessandro Manzoni, divenuto dalla terza edizione Premio letterario internazionale Alessandro Manzoni - Città di Lecco assegnato a opere edite di narrativa, in forma di romanzo, diario o biografia nelle quali sia presente un'evidente prospettiva a carattere storico. La giuria, nominata da Confcommercio, ha premiato negli anni scrittori come Umberto Eco conferendogli un premio alla carriera nel 2008 e Luis Sepúlveda nel 2015 con l'opera Storia di un cane e del bambino a cui insegnò la fedeltà.

### Musica
- Filarmonica "Giuseppe Verdi"[156]
- Corpo Musicale Alessandro Manzoni - Città di Lecco[157]
- Corpo Musicale "Giovanni Brivio"[158]
- Accademia Corale di Lecco[159]
- Coro Alpino Lecchese[160]
- Coro San Giorgio
- Orchestra Sinfonica di Lecco[161]
- Fanfara dei Bersaglieri di Lecco "Guglielmo Colombo"[162]
- Circolo Cooperativo "Libero Pensiero"[163]
- Biglietto per l'Inferno[164]
- Coro Sol Quair

### Cucina
I piatti tipici di Lecco sono in gran parte legati all'attività di pesca che, con i pochi pescatori rimasti nel rione di Pescarenico a gettare le reti nel tratto di fiume Adda e dintorni, offrono oltre cento tonnellate di pesci all'anno tra cui agoni, le piccole alborelle, i pregiati lavarelli (talvolta chiamati anche coregoni), persici, cavedani, lucci e tinche.

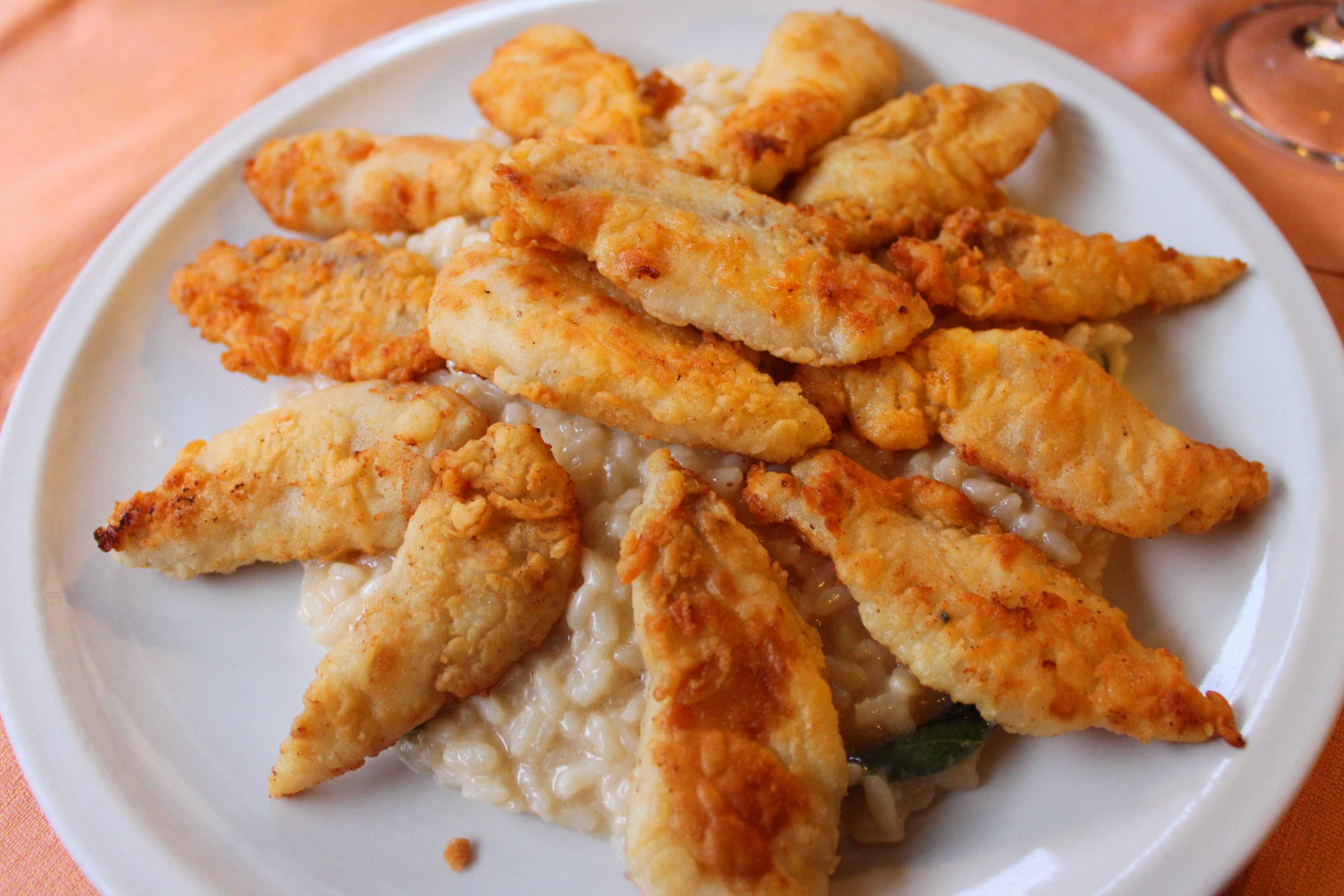
Risotto al pesce persico

Piatto tipico sono i famosi missoltini, ossia agoni sviscerati subito dopo la pesca, pressati nel sale nelle cosiddette missolte di legno e appesi al sole per circa cinque giorni per poi essere affogati nell'aceto o grigliati e serviti con la polenta quest'ultima considerata un altro dei piatti tradizionali della cucina lecchese; spesso accompagna portate a base di selvaggina o le tagliate di formaggio Casera, prodotto in due qualità: grasso e semigrasso. Con le sue infinite varianti spiccano la polenta uncia, la taragna, la polenta e usei (piatto però di origine bergamasca), ricotta di polenta, polenta e patate.
Un gustoso piatto unico tradizionale è il riso bianco o, talvolta, allo zafferano, con il pesce persico.
Altre specialità tipiche sono lo squartone o carpione che è il pesce di lago servito in salsa verde di basilico, aglio e pinoli; gli Scapinasc, ravioli con ripieno di uvetta, amaretti e pane grattato; i cotecotti con fagioli e naturalmente tutti i prodotti della salumeria nostrana come le filzette e i cacciatorini.
Per quanto riguarda la carne, una peculiarità lecchese sono i capponi, che abitualmente vengono cucinati dai lecchesi ripieni con prugne, castagne e uvetta. Sempre più ricercati i piatti a base di ungulati, come capriolo e camoscio.
Attivissima a Lecco, e in particolar modo nella vicina Valsassina, la produzione di formaggio vaccino e caprino: di straordinario livello la qualità di taleggio, robiola, quartirolo, ricotta e caprini; questi ultimi spesso utilizzati come antipasto proteico in una crema amalgamata con la rucola nella preparazione di involtini avvolti nella bresaola.
Per quanto concerne i dolci si ricordano la miascia, a base di farina gialla con uvette, miele di produzione locale e frutta secca e i caviadini, biscotti di pasta frolla e zucchero in grani di origini valsassinese.
Sulle tavole di Lecco molti piatti e bevande vengono condivisi con la Valtellina: dai pizzoccheri al vino passando per i dolci come la bisciola.

### Eventi
- 7 marzo: commemorazione dei lavoratori di una fabbrica lecchese deportati al campo di concentramento di Mauthausen nel 1944 in seguito a uno sciopero;[168]
- nel mese di maggio, in occasione della rassegna multidisciplinare che ruota attorno al perno della montagna Monti sorgenti, organizzata dalla sezione del CAI di Lecco e dalla Fondazione Cassin, viene consegnato il premio Grignetta d'Oro; un importante riconoscimento nazionale per gli alpinisti che si sono particolarmente distinti nel corso dei due anni precedenti;[169]
- 2 giugno: assegnazione della "Coppa della Repubblica" mediante la regata velica che si svolge nel golfo antistante la città;
- prima domenica di luglio: il tradizionale "Assalto al Resegone" è un appuntamento non competitivo organizzato dal 1965 nel quale centinaia di escursionisti percorrono i vari sentieri dai diversi versanti del Resegone
- 12 luglio: anniversario dell'eccidio che portò alla morte di 67 cittadini, chiamati "i martiri di Fossoli", quattro dei quali provenienti da Lecco;
- ottobre (data variabile): a chiusura della stagione autunnale, grazie ai favorevoli venti del lago particolarmente sostenuti in questo periodo, fin dal 1975 si svolge la regata velica Interlaghi; importante manifestazione organizzata dalla Società Canottieri che si svolge nel golfo antistante la città durante la quale si sfidano equipaggi di altissimo livello suddivisi in sei classi che affrontano le dieci prove distribuite in tre giornate;
- 4 novembre: commemorazione dei Caduti in Guerra e in Servizio al Santuario di Nostra Signora della Vittoria e deposizione di una corona di alloro nella cripta del Sacrario sottostante il Santuario e al Monumento ai Caduti;
- novembre (data variabile): il Festival di Immagimondo promosso dall'Associazione Les Cultures Onlus, con il Patrocinio del Comune di Lecco che prevede la rappresentazione di un ricco programma di eventi culturali come incontri con reporter e artisti noti al grande pubblico, presentazioni di libri sul tema del viaggio, documentari amatoriali e professionali, filmati, rassegna di novità editoriali, eventi musicali e conferenze; occasione unica per entrare in contatto con popoli, luoghi e culture da tutto il mondo, anche attraverso il racconto di artisti, studiosi, viaggiatori e la promozione di un reale spazio d'incontro e di dialogo interculturale.[170]
- quotidiano: la Cannonata delle ore 12 è un colpo di cannone a salve, che viene sparato nella zona di Sant'Ambrogio a Maggianico per scandire lo scoccare del mezzogiorno e non è difficile sentirlo distintamente fra i quartieri di Belledo e Pescarenico oltre a Maggianico;

## Geografia antropica

### Urbanistica

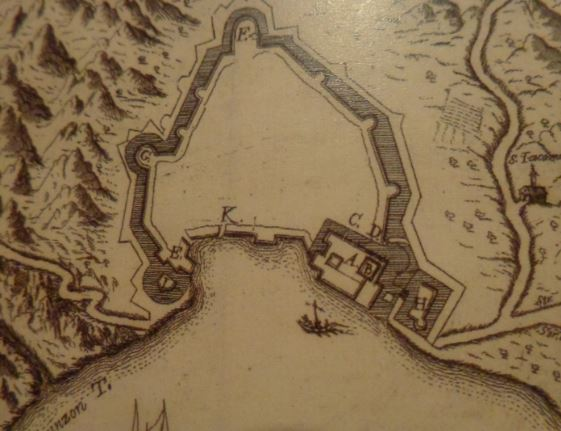
Fortificazione triangolare del borgo di origine Viscontea

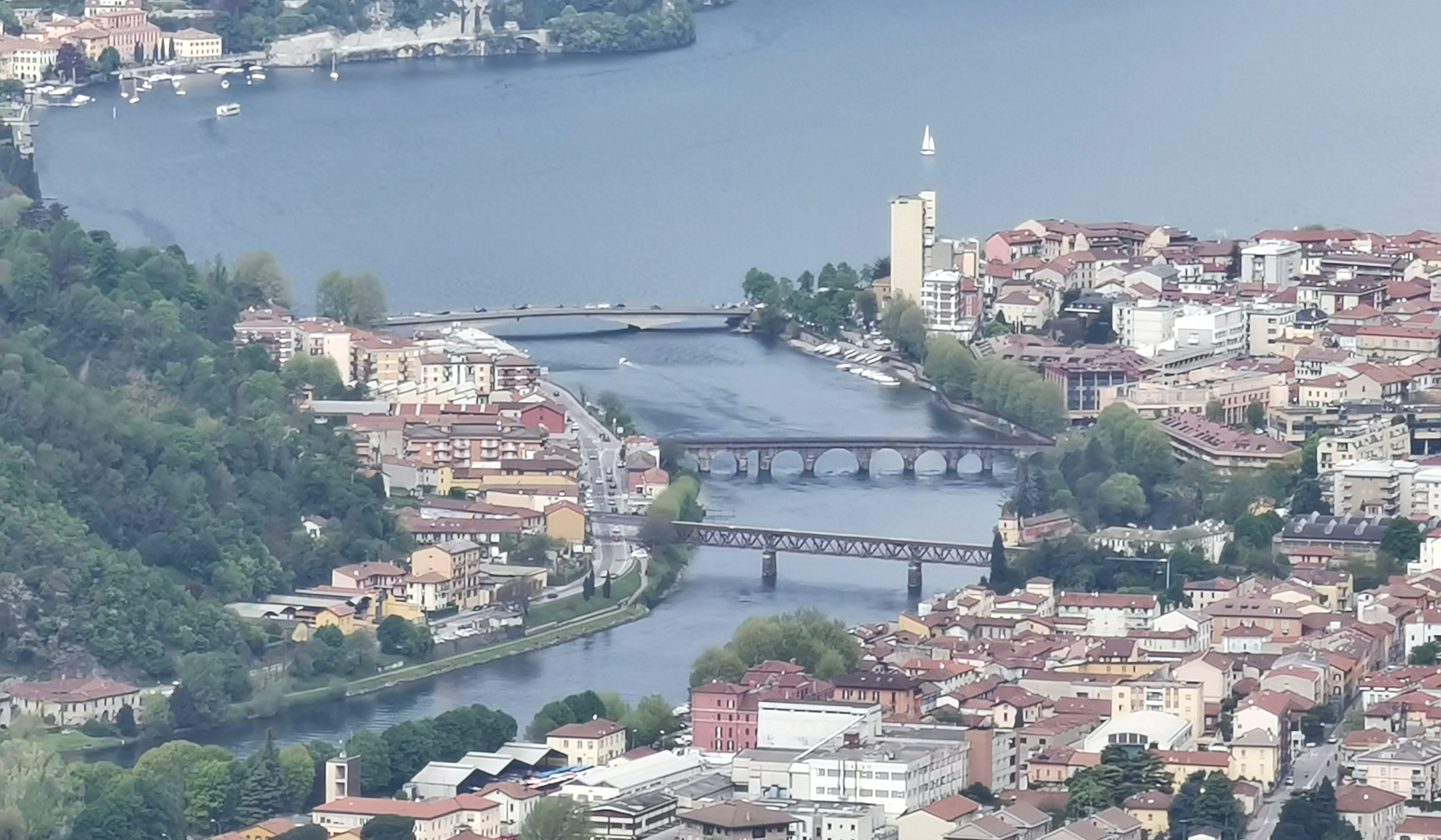
Tratto terminale del Lario e parte cittadina del fiume Adda con alcuni dei ponti che lo attraversano

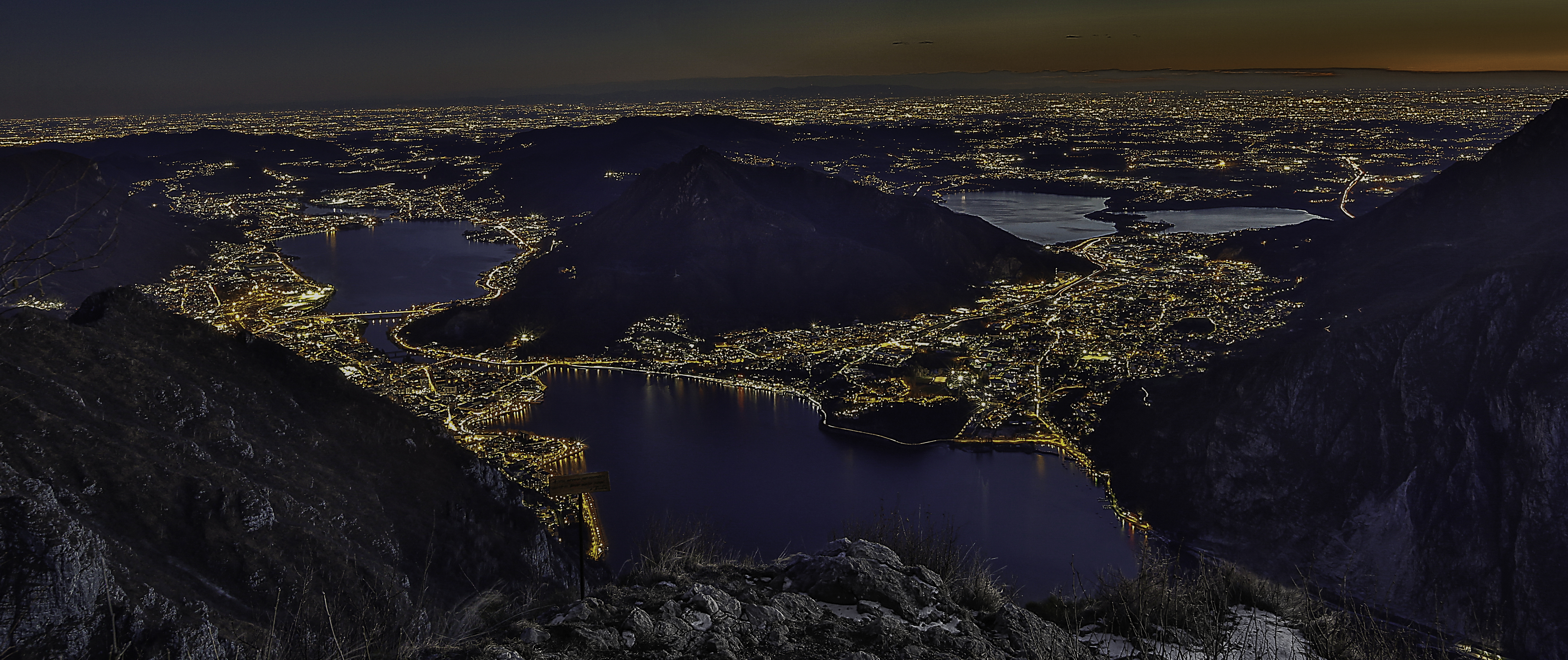
Crepuscolo su Lecco (sulla sinistra) e, oltre il lago di Annone (sulla destra), le colline della Brianza sullo sfondo viste dai Piani Resinelli

Il primo piano urbanistico della città si ebbe intorno al 1450 quando il centro storico era racchiuso in una cinta muraria dall'inusuale forma triangolare avente la base rivolta verso il lago e il vertice a monte dove oggi restano gli unici resti della fortificazione nei pressi della biblioteca civica. In prossimità delle mura esisteva un fossato il cui riempimento era assicurato dalle acque del torrente Gerenzone che proprio in corrispondenza del vertice di Porta Nuova esso si divideva in due rami per poi immettersi nel golfo. Le mura iniziavano nei pressi del molo cittadino dove sorgeva la Porta di Santo Stefano per poi proseguire in direzione est verso l'attuale basilica dove sorgeva il Torrione la cui base circolare di questa torre è ancora visibile poiché su di essa si innalza il celebre campanile simbolo della città. Oltrepassata la torre, le mura seguono il percorso dell'attuale Via Bovara per giungere al vertice di Porta Nuova dove era ubicata, oltre ai due ponti levatoi d'ingresso al borgo, anche la casa del comandante della Piazzaforte. Da qui le mura discendevano con andamento regolare verso le odierne Via Cavour e via Mascari dove sorgeva il terzo ingresso al borgo nonché il principale detto Porta di Milano o Porta di San Giacomo. La torre adiacente che si trova fra il lago e l'antica Piazza Grande è tutto ciò che resta del castello la cui area superava i 1000 m².Nei secoli successivi le mura subirono poche modifiche fino all'arrivo degli spagnoli quando le torri e il castello caddero in rovina o vennero trasformate in abitazioni. Con l'introduzione dell'artiglieria a fuoco, l'importanza delle fortificazioni persero efficacia e, fra il 1782 e il 1784, tramite il provvedimento di Giuseppe II d'Austria che ne abolì la Piazzaforte, il borgo ottenne la possibilità di demolire le mura e le fortificazioni esistenti. Il processo di allargamento rimase comunque lento nonostante lo sviluppo dei nuclei di Pescarenico a sud e Castello sopra Lecco a est dopo l'arrivo della ferrovia. Nel 1848, per meriti patriottici, il borgo fu proclamato città e, intorno al 1900, si creò un comprensorio di comuni con interscambi quotidiani industriali, commerciali, amministrativi e di servizi usufruendo, ad esempio, dello stesso ospedale, delle scuole di avviamento, dei pompieri, della stazione ferroviaria, degli uffici statali e delle banche. Queste furono le motivazioni che sostennero l'iniziativa di unificare l'amministrazione in un unico comune così da presentare al Ministero dell'interno la richiesta di aggregazione a Lecco di nove comuni e di due frazioni attigue. Nel 1923 un primo provvedimento unì sei comuni (rimasero esclusi Malgrate e Pescate) mentre Maggianico cedette solo una parte del proprio territorio: le due località di Sant'Ambrogio e Belledo. Primo sindaco della grande Lecco fu il Dr. Angelo Tubi eletto nel 1926. Il cammino per l'unificazione si conclude nel 1928 quando, l'intero Comune di Maggianico, comprendente anche i paesi di Barco e Chiuso, verrà unito a Lecco configurando gli attuali confini delineati dal lago e dai monti S. Martino, Resegone e Magnodeno sino alla Rocca dell'Innominato. Nel medesimo anno si inaugurò l'attuale sede municipale alla presenza di Vittorio Emanuele III in visita alla città. I rioni richiamano per lo più appunto agli antichi comuni da cui è sorta e in quattordici parrocchie rette con una Prepositura. Fanno corona ulteriori 22 nuclei secondari: Arlenico, Barco, Bonacina, Bione, Brogno, Cabagaglio, Castione, Cereda, Coltogno, Costa, Falghera, Garabuso, Gera, Malavedo, Malnago, Missirano, Movedo, Vignola, Prato La Valle, Pometo, Varigione e Versasio.
L'aumento considerevole della popolazione e delle industrie ha portato, negli anni settanta, alla pianificazione a livello comunale, affidando la programmazione delle nuove espansioni a strumenti urbanistici (Piano Regolatore Generale). Nel periodo vengono ampliati anche i servizi, con la costruzione del nuovo ospedale e del campus universitario.

### Suddivisioni storiche

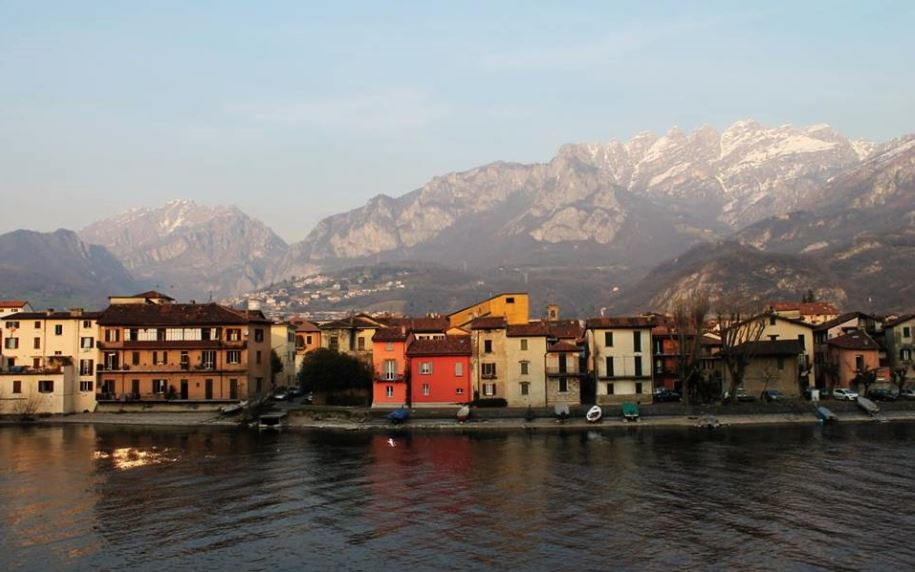
Il borgo dei pescatori: Pescarenico

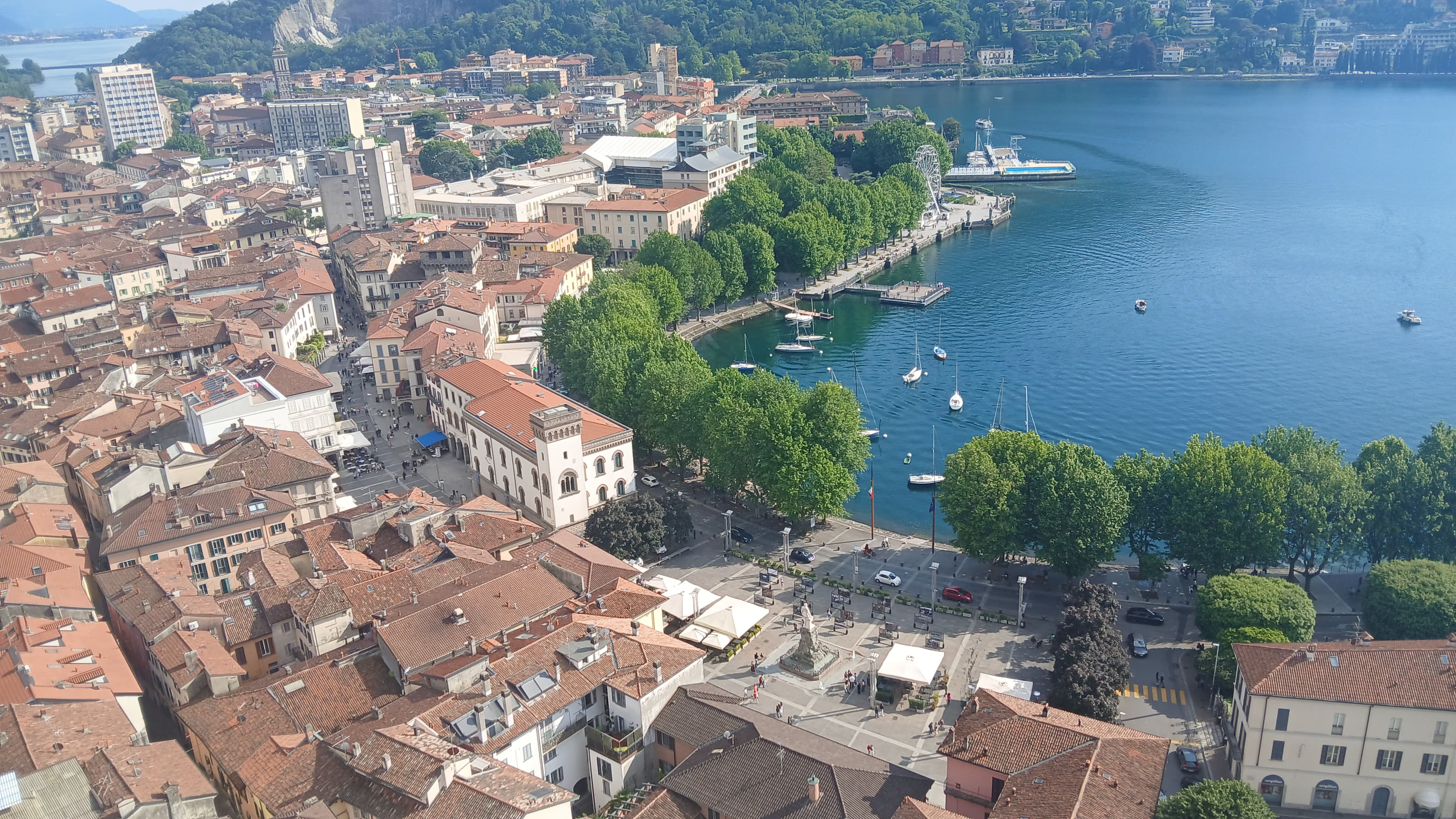
Vista del centro storico e del golfo dalla terrazza del campanile di San Nicolò

Lecco è suddivisa in diversi quartieri (chiamati rioni) che hanno caratteristiche peculiari ben distinte. I rioni storici della città sono 14 (Centro, Castello, Pescarenico, San Giovanni alla Castagna, Rancio, Laorca, Caleotto, Acquate, Olate, Bonacina, Germanedo, Belledo, Maggianico, Chiuso), a cui nel corso del XX secolo si sono aggiunti nuove zone urbanizzate come Colle Santo Stefano. Altra caratteristica di Lecco è la suddivisione interna dei rioni in contrade, ognuna delle quali è generalmente dotata di un proprio stemma e di un proprio colore sociale in uso durante le manifestazioni folcloristiche e sportive che annualmente si svolgono in città.
- Borgo (o centro storico) era originariamente compreso entro le mura medievali tra il lago, il torrente Caldone, la linea ferroviaria e la Basilica mentre a oggi include le zone adiacenti di Punta Maddalena, Malpensata, Broletto, Lazzaretto e La Piccola.
- Castello è il rione che si trova adiacente al centro nella zona a nord-est; comune autonomo fino all'annessione a Lecco nel 1923 fu sede prepositurale fino al 1584.[173]
- Pescarenico è la zona appena a sud del centro compresa fra il fiume Adda, la ferrovia e la foce del torrente Bione; include le contrade di Biun, Cucagna, Cunvent, Era, Fussaa, Isula, Piscen, S. Ambros e Stradun; oltre a essere, come ricorda il nome stesso, il quartiere dei pescatori, rimane tutt'oggi uno dei punti più caratteristici della città in particolare lungo il fiume dove si intersecano stretti vicoli oltre ad essere l'unico citato esplicitamente nel romanzo del Manzoni.[174]
- San Giovanni alla Castagna è posto sulle alture della zona nordorientale del centro urbano fra i rioni di Castello e Laorca lungo il torrente Gerenzone e comprende le località di Cereda, Cavagna e Varigione; agricoltura e stabilimenti del ferro contribuirono alla sua espansione.[175]
- Rancio si trova nelle alture nordorientali dell'area urbana ai piedi del Monte San Martino e comprende i nuclei di Arlenico, Castione, Gera, Rancio Inferiore e Rancio Superiore; comune a sé fino al 1923, era adibito all'agricoltura e all'allevamento di bestiame.[176]
- Laorca è il rione più settentrionale di Lecco alla quale fu annessa nel 1923; inizialmente nota come Lavorcha[177] e poi come Orca,[178] è situata nella stretta valle fra il monte Melma e il Pian dei Resinelli e comprende le località di Malavedo, Prato la Valle, Montalbano e Pomedo; abitato fin dal XIII secolo, fu un importante nucleo dove le industrie adibite alla lavorazione del ferro furono di rilevanza nazionale.[179]
- Caleotto si trova a ridosso del centro storico e il rione di Pescarenico; in questa zona si trovano la celebre Villa Manzoni, già residenza del quadrisavolo dello scrittore Giacomo Maria Manzoni, il centro direzionale Meridiana e lo stadio Rigamonti-Ceppi;
- Acquate è il quartiere ritenuto essere come paese nativo di Renzo e Lucia; comune autonomo a vocazione agricola, fu annesso a Lecco nel 1923 e si trova nella periferia orientale del centro ai piedi della collina posta fra i torrenti Caldone e Bione. Comprende le contrade di Bassana, Colongardo, Concezione, Poteo, Vicinali e Zuccarello.[180]
- Olate è considerata la parrocchia di Renzo e Lucia e si trova fra i rioni di Acquate, Castello e San Giovanni nella periferia a est del centro storico; comprende le località di Cabadone, Camarcadone, Cabagaglio e Colle dello Zucco dove si trova il Palazzotto di Don Rodrigo.[181]
- Bonacina, inizialmente appartenente al comune di Olate, è il quartiere meno popoloso della città; si trova sulla collina chiamata Valle dei Merli fra i quartieri di Acquate e Olate nella valle del torrente Caldone e comprende la località di Sant'Egidio.[182]
- Germanedo si trova a due chilometri a est del centro ai piedi della Val Comera dove scorre il torrente Bione e comprende le località di Cesura, Paese (ex contrade di Capolino, Santa Giustina e Ponte), Villaggio, Eremo, Belfiore e Neguggio; in questo rione si trova il principale ospedale della Provincia di Lecco.[183]
- Belledo si trova a ridosso del rione di Germanedo nella zona sud-ovest del centro.[184]
- Maggianico si trova fra le pendici del monte Magnodeno e il lago di Garlate a circa tre chilometri a sud del centro e comprende le località di Missirano e Barco e, fino al 1923, parte di Belledo e Sant'Ambrogio, confluite nel comune di Lecco al quale fu annessa la stessa restante parte di Maggianico nel 1928.[185] Nel rione è presente anche il secondo scalo ferroviario della città.[186] Nel XIX secolo fu un rinomato luogo di ritrovo di artisti, musicisti e letterati facenti parte al movimento della scapigliatura lombarda.
- Chiuso è il rione più meridionale della città posto fra il rione di Maggianico. di cui era frazione e il comune di Vercurago; comprende la località di Chiusa Visconti e Rivabella.[187] Per secoli è stato un sensibile luogo di frontiera fra la Serenissima e il Ducato di Milano.
- Colle Santo Stefano si trova ai piedi del monte San Martino ed è il più recente fra i rioni della città poiché le frane, iniziate rovinosamente nel 1921, frenarono l'urbanizzazione della zona fino al periodo a cavallo fra il 1950 e il 1964, quando si ebbe un vasto incremento di costruzioni di ampia mole fortemente serrate a coprire ogni prato lungo l'asse del viale alberato, inizialmente dedicato alla principessa del Piemonte nel 1933, poi intitolato a Filippo Turati.

### Località

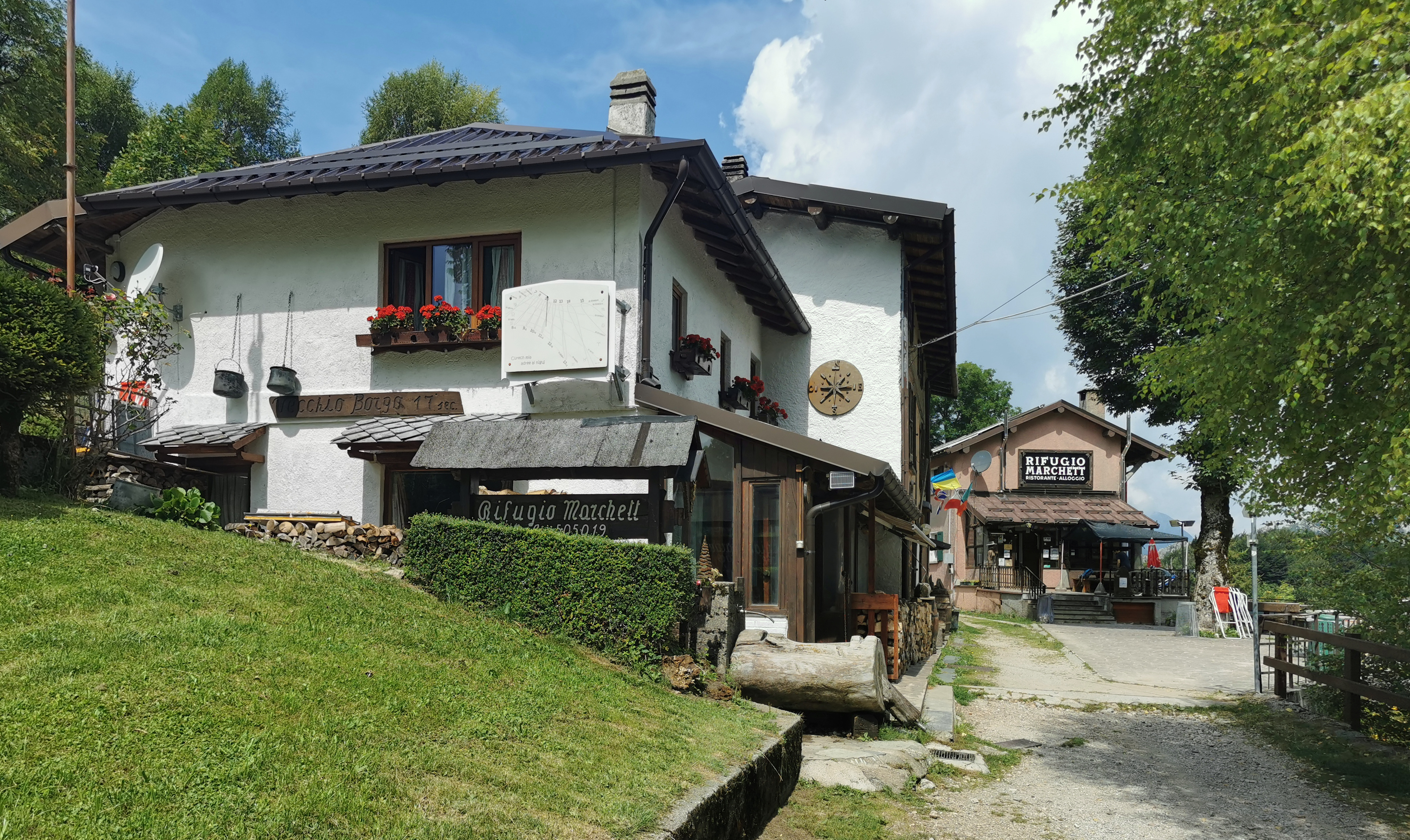
Località di Vecchio Borgo nei pressi della stazione sommitale della funivia dei Piani d'Erna

Nel territorio comunale è inclusa la località di Piani d'Erna e parte di Piani dei Resinelli che, trovandosi a quote altimetriche montane, sono i nuclei più elevati del comune.
Del comune fanno parte anche le località di Caviate e Pradello nella fascia a nord oltre a Falghera, Malnago, Deviscio e Versasio a oriente lungo la strada che porta al piazzale della funivia dove, dalla stazione sommitale, si raggiunge il modesto e caratteristico villaggio di Vecchio Borgo. Raggiungibile esclusivamente da una mulattiera che porta al Rifugio Stoppani dalla località di Versasio, alle pendici del Pizzo d'Erna, si trova la piccola località di Costa situata a 800 metri s.l.m. e costituita da un piccolo gruppo di case in pietra e una cappella di recente costruzione dedicata alla Madonna del Resegone che commemora i caduti in montagna mentre sul versante sud-ovest del monte Magnodeno, a ridosso dei rioni di Chiuso e Maggianico, si trova la località di Camposecco.

## Economia
(Ugo Foscolo, Le Grazie, 1827)

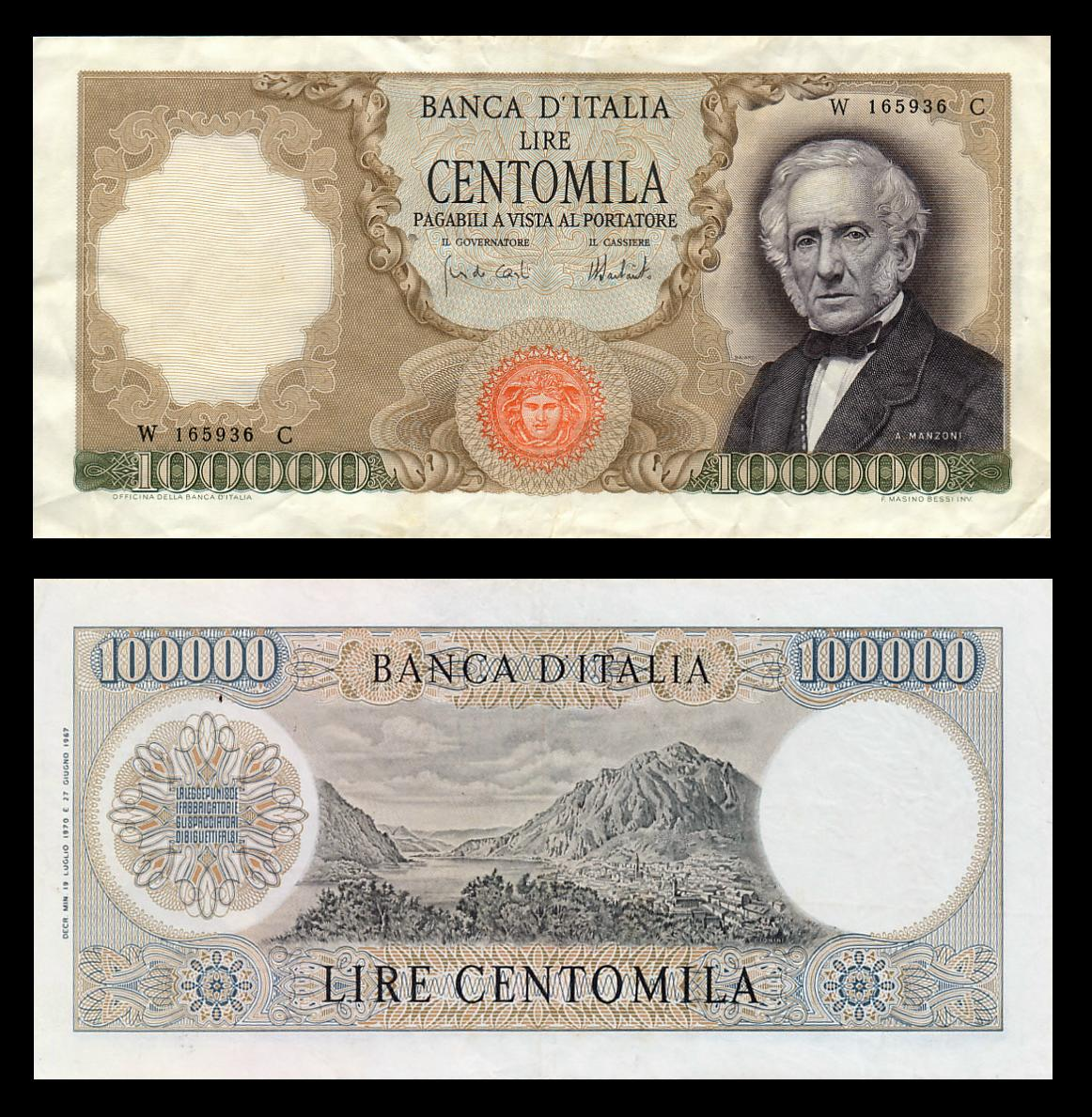
Panorama di Lecco, disegnato da Trento Cionini, nel retro della prima banconota italiana da 100000 lire dette Manzoni.

La storia economica di Lecco ha attraversato tre fasi ben distinte: quella serica, quella siderurgica e quella edilizia.
Oggi, invece, sviluppate sono l'attività commerciale e l'industria, in particolare metalmeccanica, siderurgica ed elettrotecnica.
Lo sviluppo altomedievale della città spiega la particolare forma urbana, costituita da una serie di quartieri poco distanti specializzati originariamente in settori completamente differenti l'uno dall'altro. I quartieri addetti alla produzione serica con filatoi e filande posti lungo la valle del Gerenzone accolsero numerose industrie del ferro, i quartieri agricoli ai piedi del Resegone, il quartiere dei pescatori (Pescarenico), il quartiere militare (Castello) e il Borgo, luogo del mercato e degli scambi sulla riva del lago.
1. Durante la sua prima fase industriale (Settecento - metà Ottocento) Lecco fu caratterizzata dalla presenza di attività di pesca e numerose filande per la produzione serica. Esse rappresentavano praticamente la totalità delle attività industriali di tutto il lecchese. Dopo la metà del XIX secolo si ha un veloce declino della lavorazione della seta. Rimangono a Lecco alcuni edifici ex filande, poi trasformate a uso residenziale.
2. Durante la seconda fase industriale (fine Ottocento - metà del Novecento) Lecco diviene una delle prime città industriali d'Italia con il sorgere sul suo territorio di numerose acciaierie e una quantità elevata di industrie utilizzanti il ferro per i più diversi scopi.[188] Molte aree allora periferiche furono urbanizzate con capannoni di grandi dimensioni, colmando gradualmente il territorio della conca tra il lago e i monti, storicamente insediata in piccoli paesi isolati intorno alla "Lecco murata".[189]
3. Nella seconda metà del Novecento le crisi delle grandi industrie italiane causarono l'inizio di un rapido processo di smantellamento delle principali acciaierie cittadine, e con esso l'avvento di una terza fase in cui Lecco trova la sua ricchezza nel settore terziario, nel turismo e nell'esplosione dell'edilizia.

Delle antiche e gloriose fabbriche seriche non ne sopravvive neanche una, delle acciaierie, invece, sopravvive solo l'Arlenico che nel 1996 passò la proprietà sotto il controllo del gruppo Lucchini Piombino spa per poi essere rilevata e rilanciata nel 2015 dalla Feralpi Group, uno deu più importanti produttori di acciaio d'Europa che ne assunse pieno controllo nel 2020; delle altre attività industriali sono sopravvissute alla fine della Seconda Fase poche fabbriche d'eccellenza, testimoni dell'antica identità industriale della città, non completamente sepolta ma ancora all'avanguardia in alcuni settori:
- Icam (lavorazione del cioccolato)[191]
- Fiocchi Munizioni (produzione di munizioni di piccolo calibro)[192]
- Riello (produzione di caldaie domestiche)
- Acciaierie Caleotto (produzione siderurgica di semilavorati)

Una delle più prestigiose industrie lecchesi è stata, dal 1938 al 1992, la Sae (Società anonima elettrificazione); un'azienda leader mondiale nella realizzazione di linee di trasporto ad alta tensione. Fra i lavori attuati durante la sua storia il più celebre fu la costruzione dell'attraversamento a 220 kV dello Stretto di Messina con campata unica da 3,65 km e i due tralicci alti 225 metri in Calabria e Sicilia; impresa che nel 1957 le valse il premio nazionale Aniai per la miglior realizzazione di ingegneria industriale italiana.

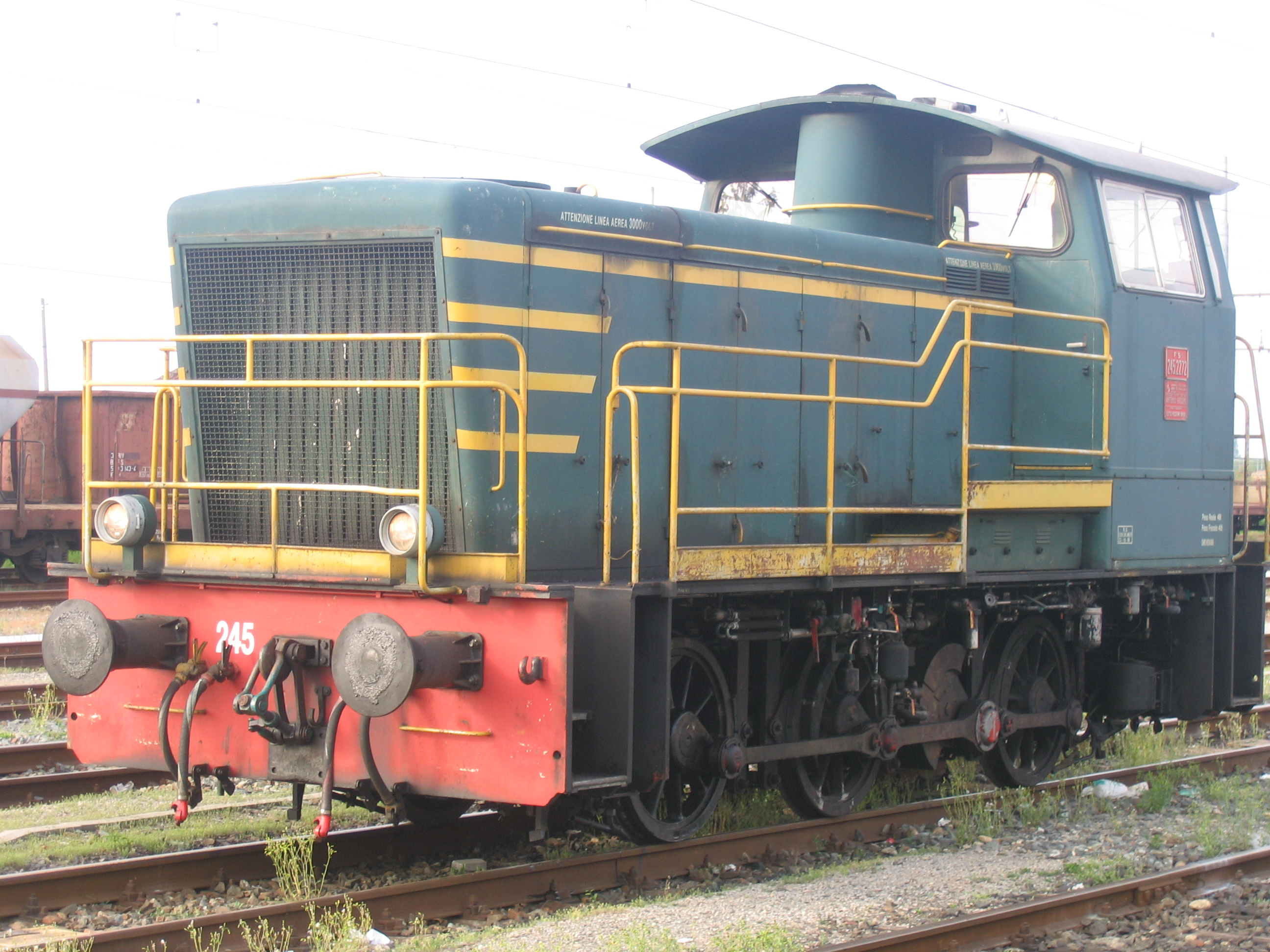
Una delle più famose locomotive prodotte dalla Badoni entrate in servizio fra il 1964 e il 1968

In ordine di tempo l'ultima grande industria a chiudere nel 1993 è stata la Antonio Badoni Lecco, leader in Italia nelle costruzioni di locomotive da manovra, di carpenterie metalliche e veicoli speciali per il trasporto.
A oggi risultano sul territorio circa 1 300 attività industriali con oltre 9 000 addetti pari a quasi il 40% della forza lavoro occupata.
Risultano occupati complessivamente più di 24 000 individui, pari al 51,57% del numero complessivo di abitanti del comune.
Lecco è rinomata anche per la lavorazione artigianale del vimini finalizzata alla produzione di ceste e canestri.
Per quanto riguarda lo scambio economico e commerciale l'Unione europea resta il principale mercato di sbocco del Made in Lecco nel 2017 con il 68,2% di esportazioni così come nei mercati di approvvigionamento (84,4% del totale inclusi i paesi non UE). Lecco e la sua provincia hanno incrementato le esportazioni (+6,8%) e le importazioni (+12,9%) rispetto all'anno precedente pertanto, il saldo della bilancia commerciale lecchese registra un lieve calo attestandosi a -2,1%.
La Germania risulta il primo paese sia per l'import che per l'export, seguono la Francia (2º mercato di sbocco e 3º per approvvigionamento) e la Spagna (5º mercato di sbocco e 2º di approvvigionamento). La somma degli attivi commerciali con Germania, Francia e Stati Uniti, Regno Unito e Spagna rappresenta oltre la metà dell'intero avanzo commerciale lecchese.
Il materiale prevalentemente esportato è provenuto principalmente dal settore metalmeccanico (metalli: 39,4%; macchinari: 14,3% del totale) seguito da quello chimico (9,7% del totale), quello del legname e della carta (7,2%) e, infine quello alimentare (6,5% del totale) in calo rispetto all'anno precedente.

### Turismo

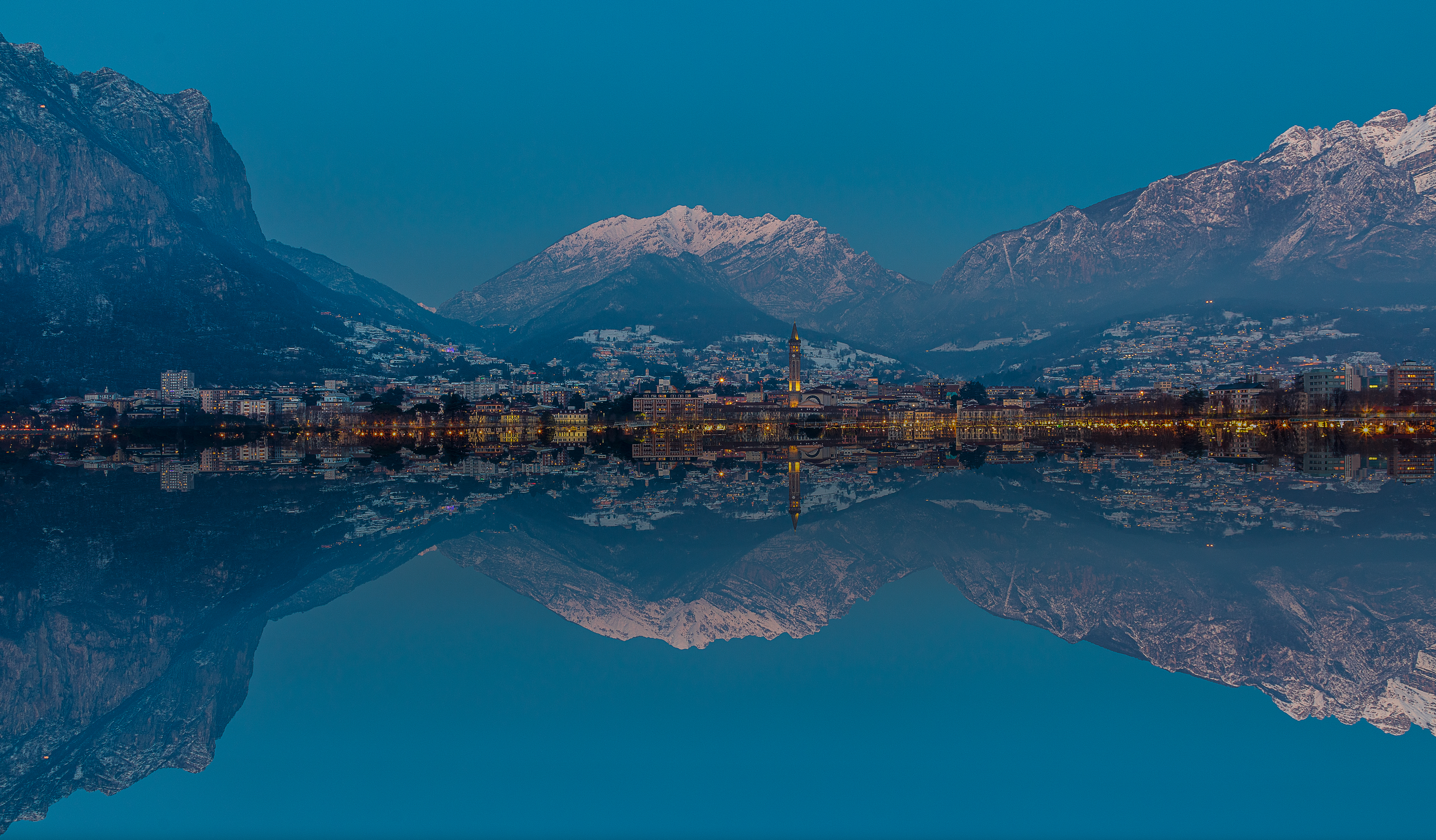
Panorama di Lecco dalla sponda malgratese all'imbrunire

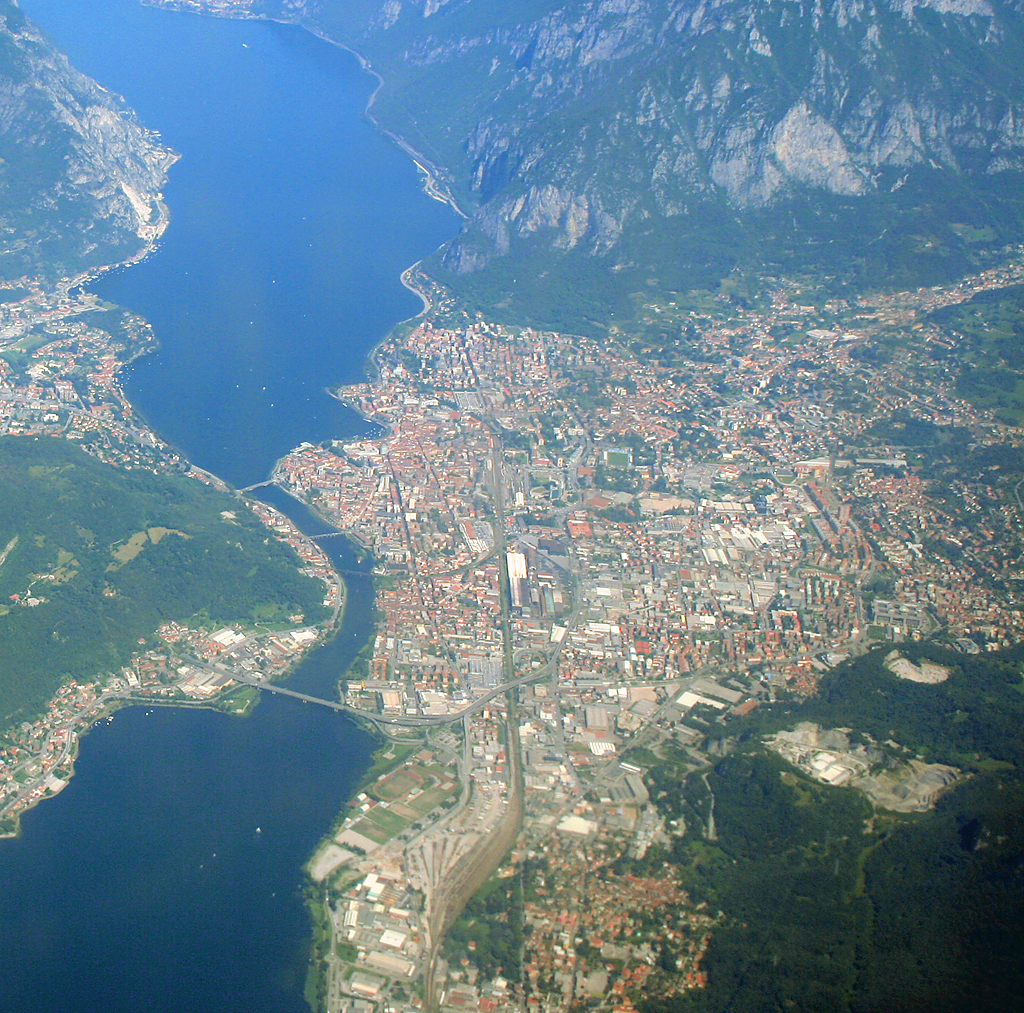
Vista aerea di Lecco

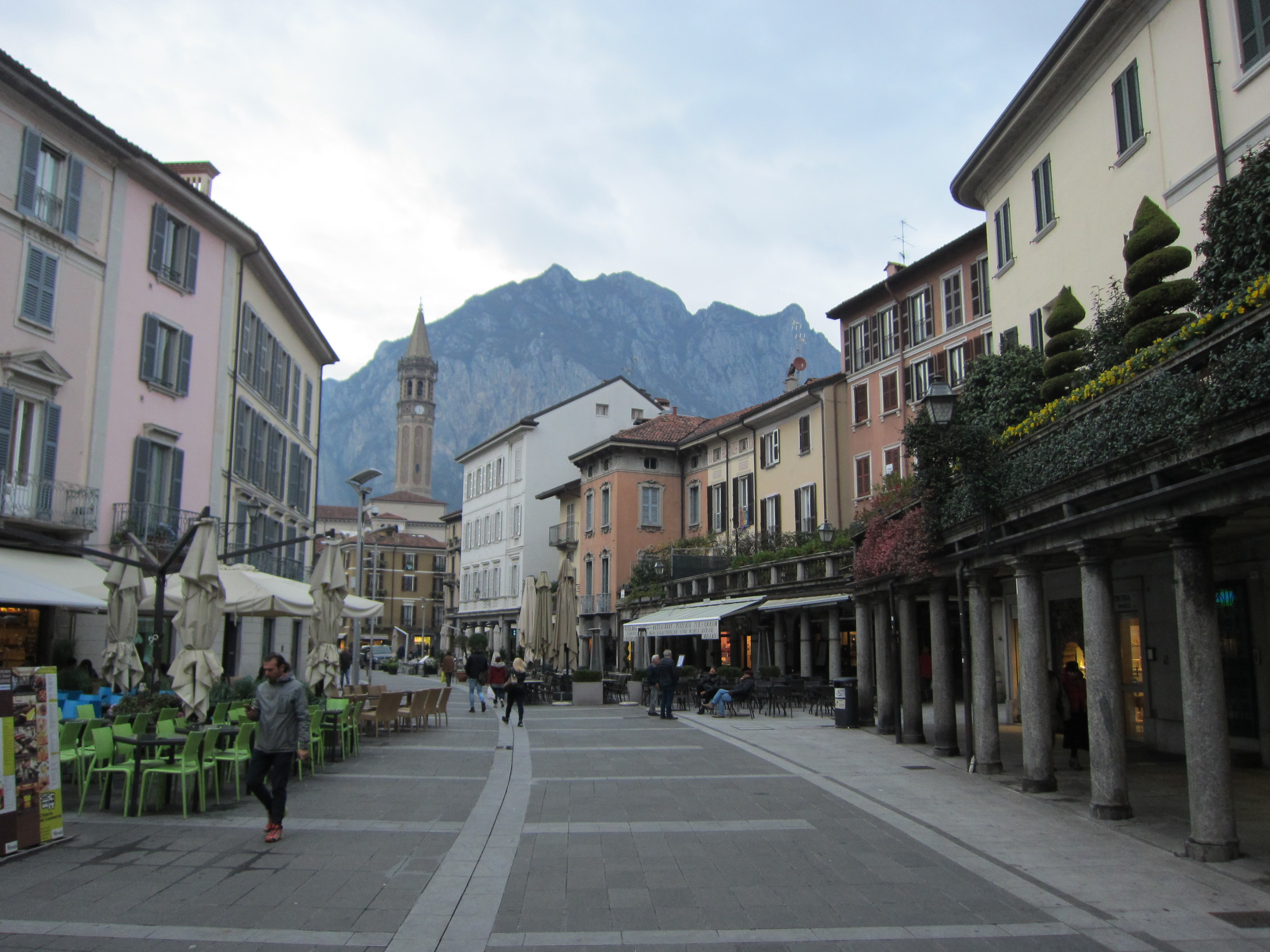
Piazza XX settembre, considerata il salotto buono della città

L'economia locale, superati gli splendori dell'epoca industriale, si concentra sulla promozione turistica dei luoghi decantati dal romanzo di Alessandro Manzoni, dal suo lago e le vicine montagne. Sono proprio i borghi divenuti celebri con I promessi sposi a registrare il maggior numero di turisti in città tra cui Pescarenico, racchiusa tuttora intorno a Piazza Era negli stretti vicoli in riva all'Adda. La stagione di maggior afflusso turistico è il periodo fra marzo e ottobre ma grazie agli svariati appuntamenti tematici il territorio riceve presenze durante tutto l'arco dell'anno in particolar modo da Germania e Paesi Bassi.
La città ha ottenuto nel 2013 il titolo Città alpina dell'anno mentre nel 2017 è stata eletta come città più romantica della zona dei laghi del nord Italia alle spalle di Bergamo e prima di Varenna nella prestigiosa classifica stilata dal noto portale turistico americano CNN Travel. Ne consegue che il turismo sul territorio rappresenta un settore in forte espansione confermato dai dati ufficializzati dall'Osservatorio regionale per il turismo che ha registrato per l'anno 2024 un incremento sulle presenze del 6,22 % rispetto all'anno precedente pari a circa un milione di turisti (in maggioranza stranieri) e un significativo +17 % delle transazioni legate al turismo. Dai dati diffusi emerge inoltre una crescita significativa nell'offerta ricettiva con una forte predominanza delle strutture non alberghiere. È da evidenziare che nonostante la vicina Como sia un fulcro consolidato e di alta qualità a livello di afflusso e di accoglienza, la strategia di Lecco si è distinta, con ottimi risultati, nell'attrarre e valorizzare un turismo più diffuso sia nella particolarità dell'ospitalità che nella diversificazione delle esperienza proposte valorizzando località meno note ma altrettanto meritevoli generando ricadute economiche su un’area ben più ampia creando un'armonia tra natura, storia, arte, sport ed enogastronomia. Il modello adottato è un concentrato di cultura, bellezza e lifestyle conosciuto in tutto il mondo.
Il recente trasferimento della nuova sede dell'ufficio informazioni e accoglienza turistica all'interno della prestigiosa location del Palazzo delle Paure nel cuore della città rappresenta la prima significativa tappa di un progetto più ampio che intende creare un luogo nevralgico in cui si associano l'ambito culturale e museale, nonché l'ambito turistico informativo e promozionale. A questo importante traguardo si è giunti attraverso la sottoscrizione nel 2013 di una Convenzione per il progetto Luoghi e vie della fede tra Regione Lombardia, Provincia, Comune di Lecco, Camera di Commercio di Lecco, Comunità Montana Lario Orientale Valle San Martino e altri soggetti (Parrocchie, Comuni e Fondazione della provincia di Lecco), nell'intento condiviso di ampliare la fruibilità del Palazzo delle Paure e di valorizzare l'importanza strategica dell'ufficio IAT, biglietto da visita per turisti e visitatori italiani e stranieri.
La posizione strategica situata sulle rive del lago aggiunge nell'ampia offerta turistica un campeggio a Rivabella e un lido attrezzato in località Pradello nel quale è possibile noleggiare pedalò, canoe e imbarcazioni senza patente.
Al di là del centro storico, dell'itinerario manzoniano e dei musei che la città offre ci sono altre piccole perle poco note ma molto suggestive come il piccolo cimitero di Laorca che si trova arroccato ai piedi del Corno Medale dove, fra gli speroni rocciosi, si aprono grotte e anfratti creando una sorta di anfiteatro naturale che ospita il cimitero con diverse cappelle private di fine Ottocento e primi Novecento, l'antica chiesa cimiteriale di San Giovanni ai morti e le cappelle della Via Crucis. L'insieme può definirsi un Sacromonte oggetto di forte devozione nel corso dei secoli e dai terrazzamenti si gode un panorama della città di Lecco e del lago. Difeso dagli abitanti del quartiere attende di essere valorizzato.

## Infrastrutture e trasporti

### Strade

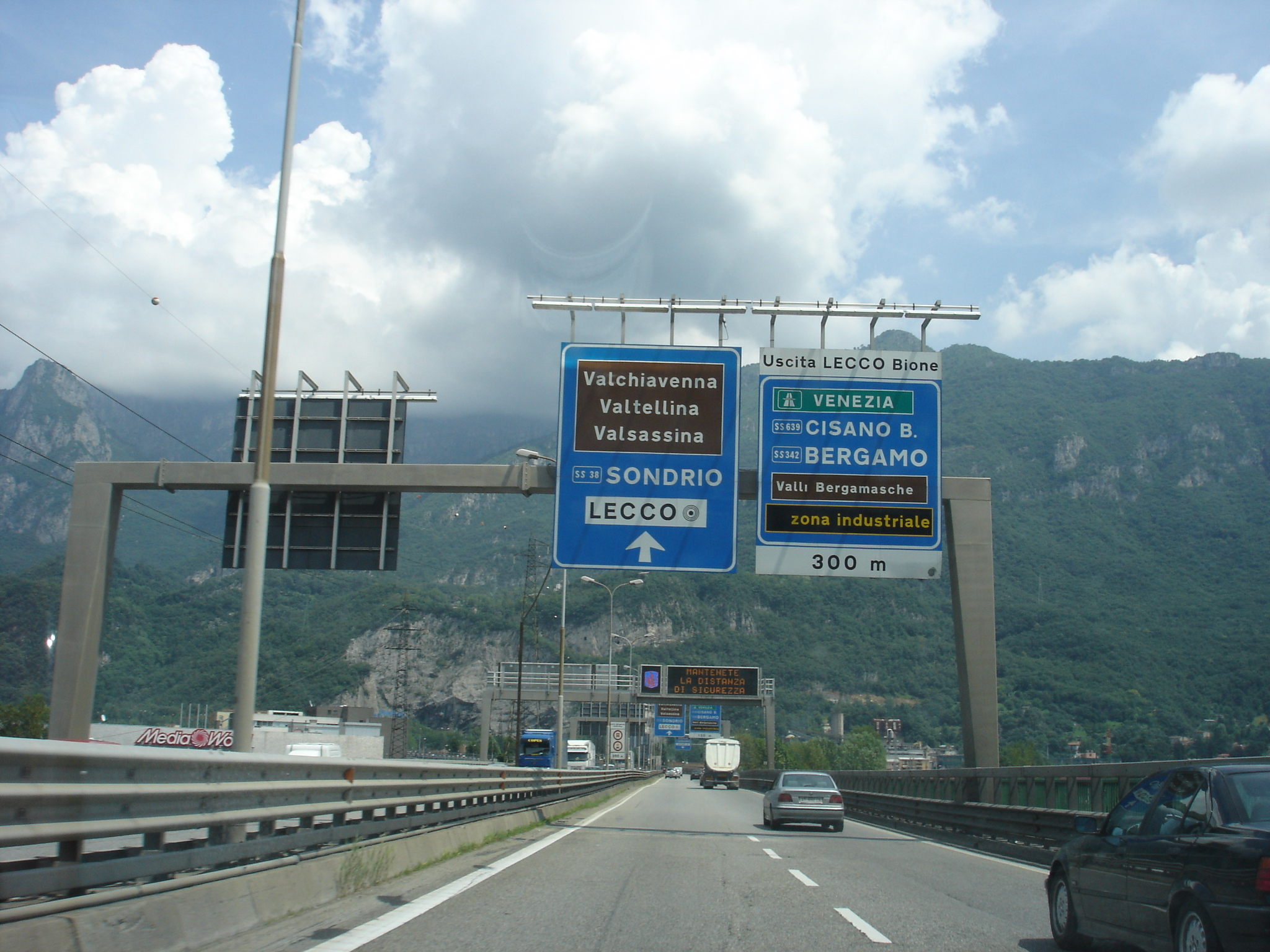
Strada Statale 36 nei pressi dell'uscita Lecco Bione.

Pur non trovandosi in prossimità di alcuna autostrada Lecco è un crocevia strategico per i collegamenti stradali con i capoluoghi di provincia confinanti. La principale arteria stradale della città è la strada statale 36 del Lago di Como e dello Spluga che attraversa l'abitato mediante un viadotto a doppia carreggiata per senso di marcia e una lunga galleria di circa 4 800 metri divisa in due canne separate e sovrapposte denominata San Martino collegando il capoluogo lombardo con la Valtellina e la Valchiavenna. Fu aperta al traffico veicolare il 25 ottobre 1999, dopo circa vent'anni di lavori.
Nel 2006 fu aperto il raccordo Lecco-Valsassina; 11,7 km che si sviluppano quasi interamente in galleria collegando il capoluogo con la vicina località di Ballabio mentre sono in corso i lavori di variante in galleria alla strada statale 639 dei Laghi di Pusiano e di Garlate per snellire i collegamenti con Bergamo e la Valle San Martino.
La città è attraversata da tre ponti a scavalco del fiume Adda:
- il Ponte Azzone Visconti (comunemente detto Ponte Vecchio), inaugurato nel 1338
- il Ponte John Fitzgerald Kennedy (comunemente detto Ponte Nuovo), inaugurato nel 1955
- il Ponte Alessandro Manzoni (comunemente detto Terzo Ponte), inaugurato nel 1985

Attualmente è in costruzione, parallelamente e adiacente al ponte Manzoni, la quarta infrastruttura per consentire di separare il traffico a lunga percorrenza della SS 36 da quello locale. Con una lunghezza totale di 579 metri il nuovo viadotto è stato inserito nel piano delle opere previste in occasione delle Olimpiadi invernali di Milano Cortina 2026.

### Ferrovie

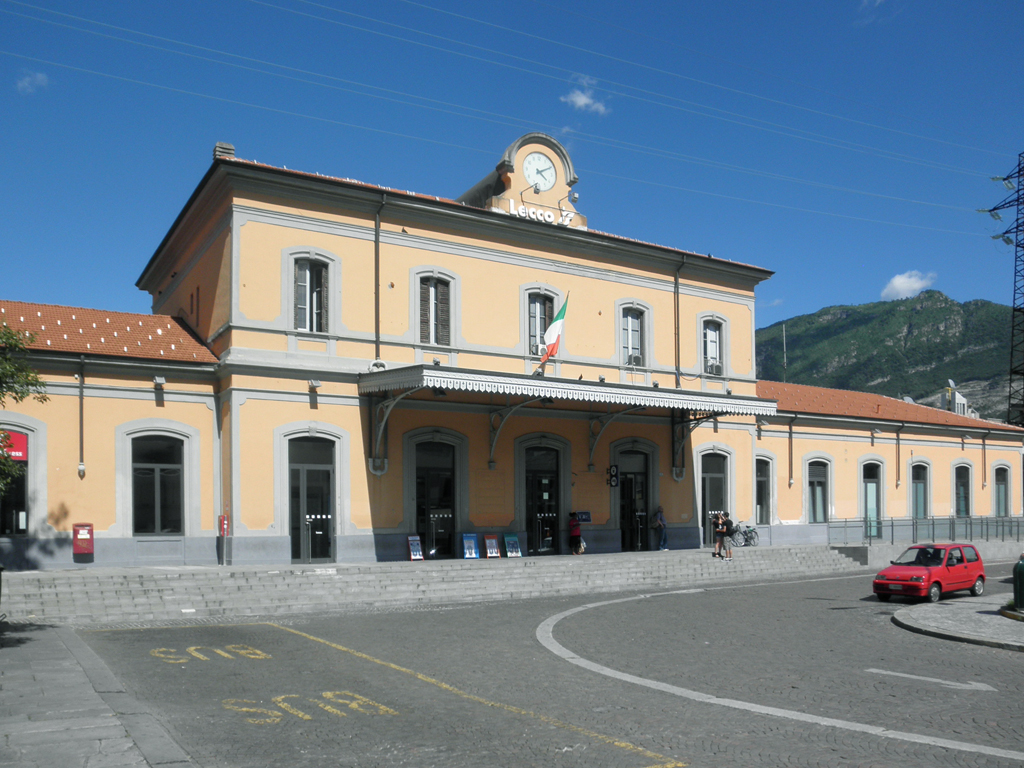
Facciata della stazione ferroviaria principale.

Lecco ebbe il suo primo tronco ferroviario nel 1863 inaugurando il collegamento con Bergamo; dieci anni dopo fu attivato quello con Monza e, dal 1º agosto 1894, con l'apertura della tratta Colico-Bellano, si diede inizio al servizio ferroviario completo che fu ulteriormente aggiornato nel 1888 con il collegamento con Como realizzato grazie alla costruzione, nel 1886, del ponte ferroviario in ferro a scavalco del fiume Adda. 
Sono due le stazioni ferroviarie in città:
- la stazione di Lecco istituita nel 1863, è la principale della città e si trova sulla ferrovia Milano-Sondrio-Tirano ove confluiscono e si attestano anche i treni della tratta Lecco-Brescia, Como-Lecco e Lecco-Besana-Monza;
- la stazione di Lecco Maggianico inaugurata nel 1882 sulla ferrovia Milano-Sondrio-Tirano e sulla Lecco-Bergamo; essa si trova nel quartiere omonimo e integra uno scalo merci.

Tali gli impianti sono serviti da treni regionali svolti da Trenord nell'ambito del contratto di servizio stipulato con la Regione Lombardia. Dal 2009, in concomitanza con il raddoppio ferroviario tra le stazioni di Carnate e Airuno, tale direttrice è servita dalla relazione S8 del Servizio ferroviario suburbano di Milano, mentre la linea Milano-Lecco via Molteno è servita dalla relazione S7; entrambi i servizi osservano capolinea a Lecco.

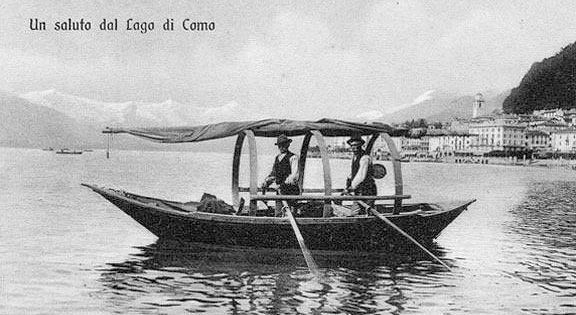
Batel, noto anche come Lucia.

### Navigazione

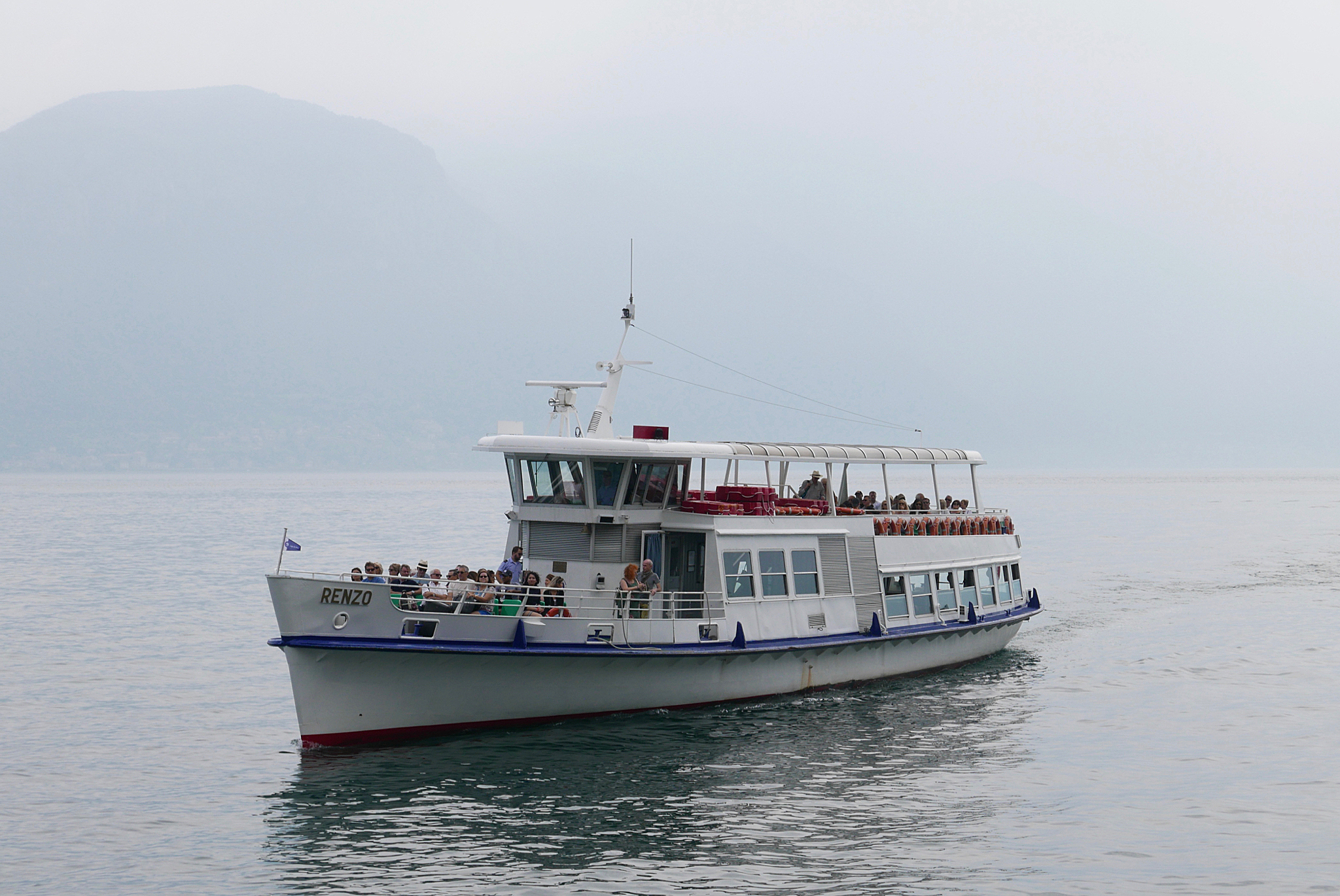
Battello in uso per la navigazione

La navigazione lacustre è attiva fin dal 1826 con l'avvio dei servizi passeggeri tramite il varo del primo piroscafo a vapore collegando la città con le località rivierasche situate verso nord arrivando a trasportare nella prima metà del Novecento un significativo trasporto di passeggeri. Tuttavia l'offerta negli ultimi anni è drasticamente calata e i servizi tra la città e i paesi della sponda orientale del lago subirono cambiamenti che videro ormai l'utilizzo di un solo imbarcadero nei pressi di Piazza M. Cermenati con corse limitate al solo periodo estivo assumendo un'utilità prettamente a livello turistico collegandola con Bellagio o per minicrociere serali con cena e ballo a bordo. La navigazione sul Lago di Como è affidata attualmente all'ente di gestione governativa navigazione laghi che, oltre al Lario, gestisce la navigazione dei laghi di Garda e Maggiore in Lombardia.
Nel golfo di Lecco è presente una postazione di servizio taxiboat che effettua escursioni di circa 40 minuti fra il tratto antistante il centro cittadino e il lago di Garlate attraversando il tratto di fiume Adda che li divide.

### Impianti a fune
Dalla località di Versasio è in funzione una funivia che la collega ai Piani d'Erna. Realizzata dalla Antonio Badoni nel 1965, fu completamente restaurata nel 2008 e, dalla sua stazione sommitale posta a quota 1 300 metri s.l.m., si gode del panorama su Lecco. Dalle due stazioni partono inoltre diversi sentieri e ferrate verso i rifugi del Resegone. La lunghezza dei cavi raggiunge i 1695 metri superando in 5 minuti un dislivello di 725 metri.

### Mobilità urbana

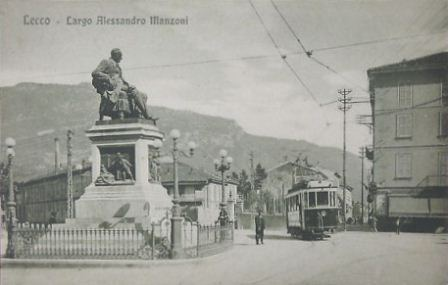
Il monumento a Manzoni con la tranvia di Lecco.

Dal 1927 al 1953 fu in esercizio una linea tranviaria urbana che attraversava la città da nord a sud passando per il centro e per la stazione ferroviaria. Il servizio era affidato alla "Società Tramvie Elettriche Comensi Alessandro Volta - STECAV" ed era collegata alla tranvia Como-Erba-Lecco (1928-1955) che entrava in città dal ponte Azzone Visconti. La rete tranviaria venne definitivamente sostituita da servizi di autobus nel 1953.
LineeLecco S.p.A è la società che dal 2001 gestisce l'intera rete dei trasporti pubblici urbani composta da nove linee di autobus, due linee serali e due linee suburbane. L'azienda, controllata nella sua totalità dall'amministrazione comunale, è stata costituita sulle ceneri della precedente municipalizzata (APT Lecco) nata nel 1973 e, oltre a far parte del consorzio Lecco Trasporti, gestisce le principali aree di parcheggio della città.
La rete dei trasporti interurbani della provincia, dal 31 dicembre 2020, è gestita principalmente dalla società Arriva Italia nella quale confluì la precedente impresa affidata a SAB Autoservizi che, nell'aprile 2017, assorbì SAL Lecco. I collegamenti con Como sono gestiti da ASF Autolinee mentre quelli con Bellagio e la Valle San Martino sono affidati a LineeLecco. Principalmente nei week-end e nei periodi di maggior afflusso turistico, vengono attivate alcune corse interregionali a lunga percorrenza con autobus Gran Turismo di società quali Flixbus e MarinoBus che collegano la città con numerose località balneari di Puglia e Calabria oltre ai collegamenti con Milano e Bormio.

## Amministrazione
| Periodo         | Periodo         | Primo cittadino    | Partito             | Carica                  | Note            |
| --------------- | --------------- | ------------------ | ------------------- | ----------------------- | --------------- |
| 20 giugno 1993  | 11 maggio 1997  | Giuseppe Pogliani  | Lega Nord           | Sindaco                 | [ 210 ]         |
| 11 maggio 1997  | 30 maggio 2006  | Lorenzo Bodega     | Lega Nord           | Sindaco                 | [ 211 ] [ 212 ] |
| 30 maggio 2006  | 28 ottobre 2009 | Antonella Faggi    | Lega Nord           | Sindaco                 | [ 213 ]         |
| 28 ottobre 2009 | 28 marzo 2010   | Sante Frantellizzi |                     | Commissario prefettizio |                 |
| 28 marzo 2010   | 6 ottobre 2020  | Virginio Brivio    | Partito Democratico | Sindaco                 | [ 214 ] [ 215 ] |
| 6 ottobre 2020  | in carica       | Mauro Gattinoni    | Indipendente        | Sindaco                 | [ 216 ]         |

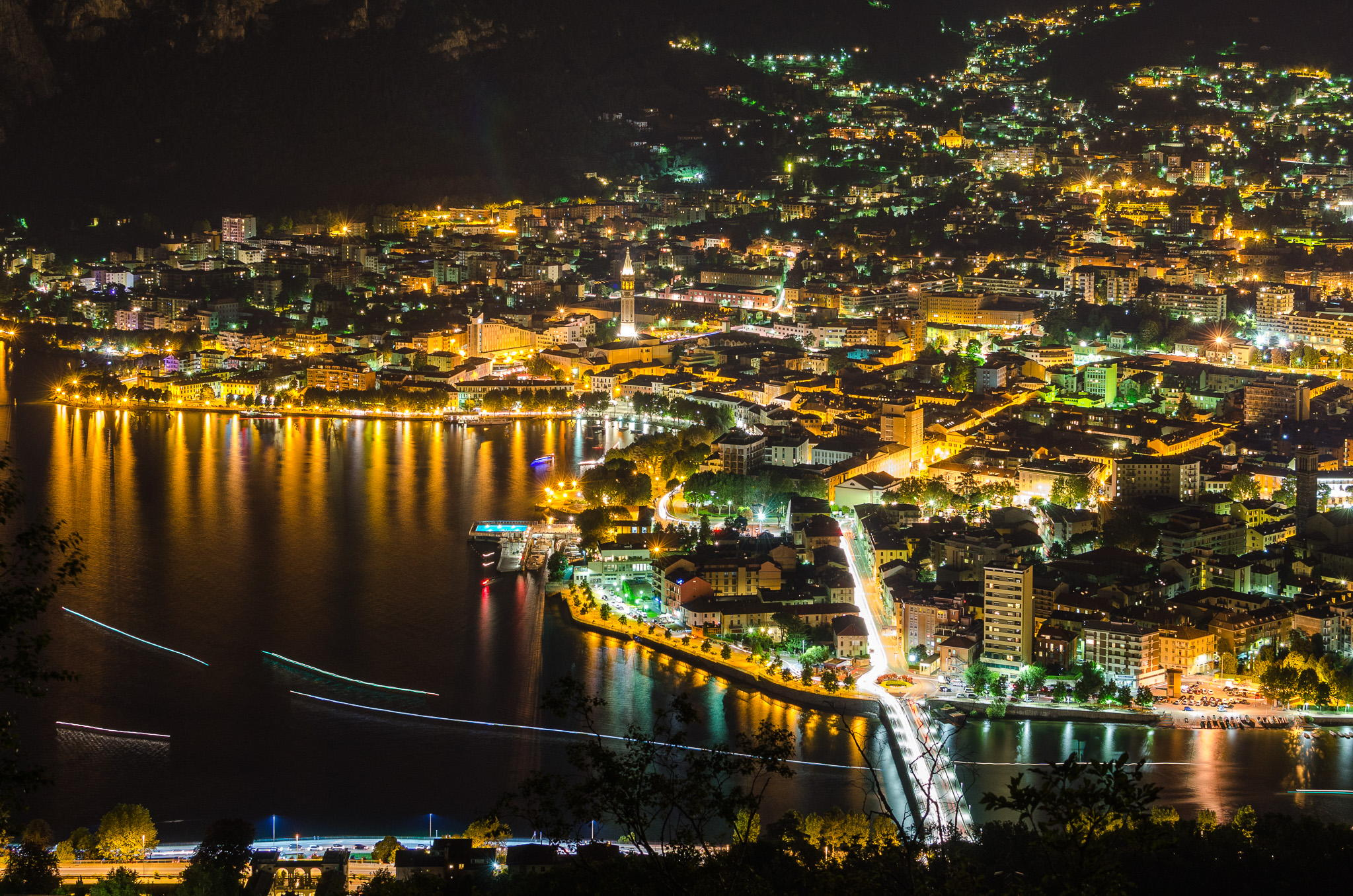
Luci notturne sul golfo

Il primo Consiglio comunale fu eletto nel 1822.
Nel 2011 il Consiglio comunale ha introdotto l'insediamento di cinque nuovi organismi denominati Coordinamenti territoriali per la partecipazione formati e gestiti dagli stessi consiglieri in sostituzione dei precedenti Consigli di zona a causa di tagli finanziari agli enti locali.

### Variazioni territoriali
- 1923: aggregati a Lecco i municipi di Acquate, Castello sopra Lecco (Olate confluì in quest'ultimo nel 1869), Germanedo, Laorca, Rancio di Lecco e San Giovanni alla Castagna e parte del territorio di Maggianico (Belledo e Sant'Ambrogio).
- 1928: è stato accorpato a Lecco il comune di Maggianico che già nel 1869 aggregò il municipio di Chiuso.[219]

### Consolati
Lecco è sede del consolato onorario della Bulgaria.

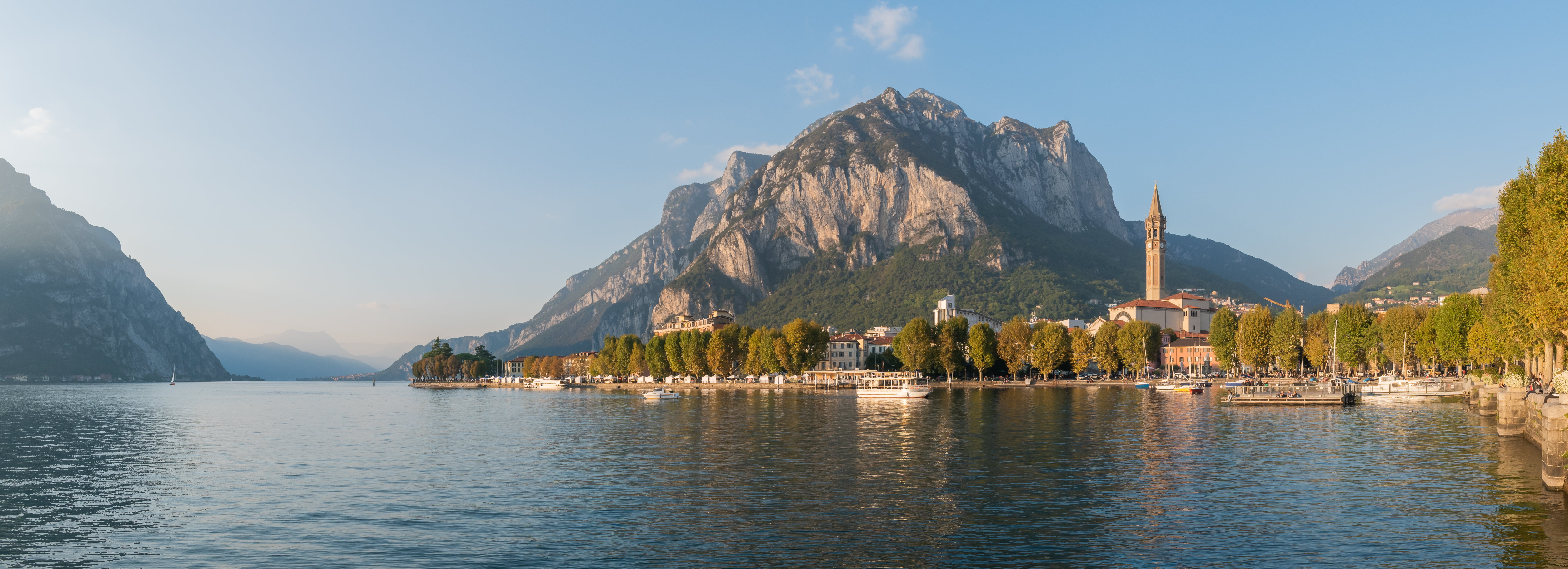
Panorama di Lecco e sullo sfondo il Monte San Martino

### Gemellaggi
Lecco è gemellata con:
- Mâcon, dal 1973
- Overijse, dal 1981
- Igualada, dal 1990
- Szombathely, dal 1995
- Mytišči, dal 2005

#### Accordi di cooperazione
Lecco ha accordi di cooperazione con le seguenti città:
- Bochum, dal 2009[222]
- Angers, dal 2016[223]
- Campinas, dal 2017[224]
- Zajecar, dal 2018[225]

## Sport

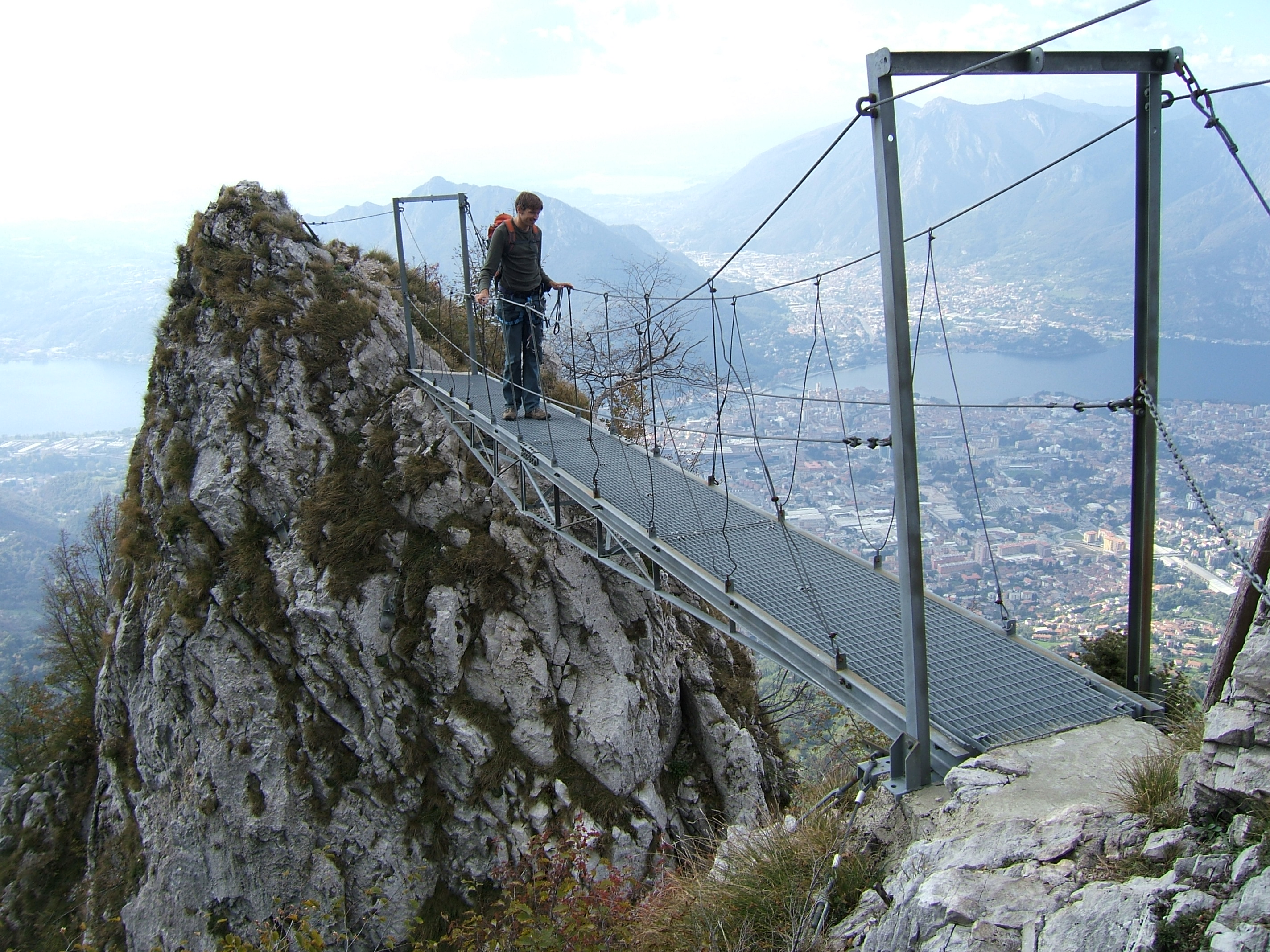
Un tratto del percorso alpinistico Gamma 1 sul Resegone

Lo sport nella città di Lecco è da sempre legato alle peculiarità del suo territorio: la montagna e il lago.

### Sport di montagna
- Il gruppo dei Ragni di Lecco si occupa di spedizioni alpinistiche e attività legate alla valorizzazione della montagna sul territorio;
- Le piste da sci lecchesi (ai Piani d'Erna) sono da alcuni anni chiuse e perciò gli appassionati sono costretti a spostarsi in provincia nella vicina Valsassina nei Piani di Bobbio.
- Da qualche anno si è diffuso anche nel territorio lecchese lo Skyrunning. Praticato da centinaia di persone più o meno allenate, porta queste ultime a percorrere chilometri e dislivelli immersi nelle montagne lecchesi. Una delle gare che si svolge a Lecco è la Reseg up, la cui prima edizione avvenuta nel 2010 su un percorso di 24 km con 1800 m di dislivello positivo. La gara, disputata il 5 giugno alle ore 16, è partita dal lungolago di Lecco e ha portato gli skyrunner ad attraversare tutto il centro della città, percorrere il sentiero nº 1 del Resegone per poi ridiscendere dal versante di Morterone percorrendo il passo del Giuff, quindi risalendo e nuovamente scendendo dapprima in Erna e successivamente fino al centro della città.[226]

### Sport acquatici
Grazie alla posizione che pone la città sulla sponda del lago sono numerose le attività sportive legate all'acqua tra cui vela, canottaggio, wakeboard, wakesurf e wakeskate.
- La Società Canottieri Lecco, presente in città dal 1895, si occupa degli sport acquatici come il nuoto, la canoa e il canottaggio. È stata premiata nel dicembre 2014 dal Presidente del Consiglio Matteo Renzi con il collare d'oro al merito sportivo, la massima onorificenza conferita dal CONI alle società sportive.[227] Nelle sue file è cresciuto sportivamente il campione olimpico e portabandiera ai Giochi della XXIX Olimpiade Antonio Rossi;
- La società sportiva Polisport gestisce, dalla stagione 2022/2023, le attività avviate nel 2009 delle squadre di pallanuoto cittadine presso il centro sportivo Bione le quali partecipano ai campionati organizzati Federazione Italiana Nuoto e PallanuotoItalia;

### Sport di squadra

Stemma della squadra calcistica della città

- Stemma della squadra calcistica della cittàNel 1912 nasce la squadra di calcio della città, il Calcio Lecco 1912, che vanta nella sua storia 3 stagioni in Serie A e 12 partecipazioni in Serie B; nella stagione 2024/2025 milita nel campionato di Serie C;
- L'A.S.D. Lecco Calcio a 5, fondata nel 2001, ha militato nel Campionato italiano di calcio a 5 in Serie A2[228] fino al 2015, autodeclassandosi in C1 al termine della stagione 2014/15;
- Il Rugby Lecco fu fondato nel 1975. Attualmente milita nel campionato di Serie B (promosso nella stagione 2007/2008);
- Il Basket Lecco, che milita nel campionato nazionale di Divisione Nazionale B (promosso nella stagione 2011/12);
- Nella pallavolo, la squadra della Picco Lecco ha trascorsi in Serie A e, dal 2010/11 mentre nella stagione 2024/2025 milita nel Campionato A2 femminile;
- La squadra Sportivi Ghiaccio Lecco pratica l'hockey su ghiaccio presso il PalaTaurus in località Bione;
- È attiva anche una sezione di scherma che pratica presso la palestra comunale;
- È del 1990 la fondazione del Badminton & Croquet Club Lecco. Pur essendo tradizionalmente il Badminton uno sport individuale, disciplina Olimpica dal 1992, vengono anche praticate competizioni a squadre. Il B&CC Lecco gioca in Serie A ininterrottamente dalla stagione 2006-07.
- Nel football americano la città viene rappresentata dai Commandos Lecco[229].

### Ciclismo
Dal 1956 Lecco è stata sede di tappa in varie edizioni del Giro d'Italia:
- 1956 17ª tappa Rapallo-Lecco: vinta da Giorgio Albani
- 1956 18ª tappa Lecco-Sondrio: vinta da Miguel Poblet
- 1960 14ª tappa Seregno-Lecco: vinta da Jacques Anquetil
- 1960 15ª tappa Lecco-Verona: vinta da André Darrigade
- 1962 16ª tappa Aprica-Lecco Pian dei Resinelli: vinta da Angelino Soler
- 1962 17ª tappa Lecco-Casale Monferrato: vinta da Armando Pellegrini
- 1984 17ª tappa Bardonecchia-Lecco: vinta da Jürg Bruggmann
- 1984 18ª tappa Lecco-Merano: vinta da Bruno Leali
- 2012 15ª tappa Busto Arsizio-Lecco Pian dei Resinelli: vinta da Matteo Rabottini

Dal 2011 la città è stata inoltre sede di arrivo di tre edizioni consecutive del Giro di Lombardia conosciuta anche come "classica delle foglie morte".
- 2011 105ª edizione Milano-Lecco: vinta da Oliver Zaugg
- 2012 106ª edizione Bergamo-Lecco: vinta da Joaquim Rodríguez
- 2013 107ª edizione Bergamo-Lecco: vinta da Joaquim Rodríguez

### Impianti sportivi
L'impianto sportivo principale della città, essendo il campo da gioco ufficiale della squadra calcistica Calcio Lecco 1912, è lo Stadio Rigamonti-Ceppi che si trova, dal 1922, in via Don Pozzi nel rione di Castello. La struttura, intitolata al giocatore del Grande Torino, Mario Rigamonti, e al Presidentissimo Mario Ceppi, ha una capienza di circa 5 000 persone; al suo interno vi si trova anche la sede della società. In occasione della promozione della squadra calcistica nel Campionato nazionale di Serie B 2023-2024 lo stadio subì alcuni interventi di riqualificazione come i tornelli d'ingresso e l'illuminazione per ottenere il nulla osta a disputare le partite in casa. 
Gli altri impianti sul territorio sono il Centro Polisportivo comunale "Bione" che occupa un'area di 96600 m² e il palazzetto del "Palataurus".

## Curiosità
- Il 6 gennaio 2014 a Lecco è stato vinto il primo premio della Lotteria Italia.[231]
- Nel luglio 2013 Lecco è entrata nel Guinness dei primati perché ha ospitato nello stadio cittadino la partita di calcio più lunga della storia. Nata con l'obiettivo di raccogliere fondi per la costruzione di un museo, l'incontro durato 36 ore non-stop ha coinvolto ben 1023 giocatori.[232]
- Nel dicembre 1994 a Lecco sono stati inventati e brevettati dai fratelli Marco e Fabio Dodesini i fantasmini, calze molto corte che coprono solo il tallone e le dita.[233]
- Nel 1989 Lecco è stato il primo comune italiano ad adottare la rotatoria alla francese nelle intersezioni stradali a raso.[234]
- Nel marzo 1975 il comune di Lecco donò a quello di Alassio in provincia di Savona la piastrella con lo stemma civico della città manzoniana da collocare sul famoso muretto che accompagna le vicende della dolce vita estiva della rinomata località balneare ligure.[235]
- Nel 1902 la linea ferroviaria Lecco-Colico-Sondrio e la diramazione Colico-Chiavenna furono le prima in Italia e nel mondo ad impiegare la corrente alternata trifase ad alta tensione per la trazione dei treni.
- Alla città, nel 1874, fu intitolato il piroscafo Lecco, costruito dalla Escher Wyss di Zurigo, insieme al gemello Como e ospitò nel 1923 il principe Umberto di Savoia alla commemorazione manzoniana nella città di Lecco. Affondato a Como nel 1927 fu recuperato e rimesso in servizio fino al 1937.[236]
- Negli anni trenta dell'Ottocento era attivo in città un centro di reclutamento per gli svizzeri che intendevano arruolarsi nelle guardie pontificie.